# Melrand
Melrand [mɛlʁɑ̃] est une commune française située dans le département du Morbihan, en région Bretagne. La présence d'un tumulus à Saint-Fiacre datant de l'âge du bronze atteste d'un peuplement ancien du territoire.

## Toponymie
La mention la plus ancienne du nom de Melrand est attestée en 1125 dans le cartulaire de Redon, sous la forme de Melran parrochia. En 1273, le nom s'écrit Melrant, en 1387 on trouve la forme actuelle de Melrand. Les archives de Rohan notent Melrerant, Melrant en 1514, Melran en 1536 avant de prendre la forme définitive de Melrand. L'orthographe du mot Melrand a peu varié au fil des siècles et sa forme actuelle est utilisée depuis le XVIe siècle.
L'étymologie du toponyme Melrand est discutée (grammatici certant). Les hypothèses s'appuient sur la langue bretonne usitée dans la commune depuis l'arrivée des Bretons en Armorique. :
- Mel pourrait correspondre à la forme bretonne de saint Méloir, fils de saint Méliau, un des premiers princes de Cornouaille qui vivait vers le VIe siècle. En 1596, l'église paroissiale est désignée « Ecclesia Sancti Melorici » en latin, c'est-à-dire « l'église Saint-Méloir ». Méloir et Méliau furent tous deux assassinés par Rivoad frère du second. Et comme le breton Ran signifie « fraction, partie » d'un territoire en français, Mel-Ran voudrait donc dire « territoire dédié à saint Méloir ».
- Selon une nomenclature de Melrand de 1836, la commune de Melrand tire son nom de mel ou mellat, jeu de la soule en usage dans les campagnes bretonnes du Moyen Âge à la Révolution. Pour gagner la partie, les deux équipes de joueurs en lice ne devaient pas sortir d'un espace limité matérialisée par des éléments naturels (comme un ruisseau par exemple), section de territoire nommée ran en breton. D'où Mell et Ran.
- Une autre interprétation citée dans le dictionnaire celtique de Johann Kaspar Zeuss, donnerait à mel la signification de guerrier, soldat (Cf. Mael en vieux-breton) et ran signifiant partie, lot. Melrand signifierait le « fief de Mael », territoire donné en partage à ce guerrier.
- Autre hypothèse : en breton mell veut dire grand et rann une partie ou fraction. Or la paroisse de Melrand serait issue d'une séparation d'avec la paroisse de Bieuzy, d'où peut-être Mell et Rann.

Mêlrant en breton.

## Géographie

### Localisation
Melrand est une commune rurale appartenant à la communauté de communes du pays de Baud. Le bourg de Melrand, situé presque au centre de la commune, est situé à vol d'oiseau à 14 km au sud-est de Pontivy, 15 km au nord-ouest de Baud, à 32 km au nord-est de Lorient et à 45 km au nord-ouest de Vannes.
| - Localisation de Melrand sur une carte des communes du Morbihan. - Carte de la commune de Melrand (limite communale de couleur orange). |

| Persquen | Guern     | Le Sourn         |
| Bubry    | Melrand   | Pluméliau-Bieuzy |
| Bubry    | Quistinic | Saint-Barthélemy |

### Paysage et relief
La superficie de la commune est de 4 039 hectares dont 432 hectares de bois. La commune présente un relief très vallonné. L'altitude la plus élevée (161 mètres) est sur la butte située au nord du village de Saint-Fiacre, mais de nombreuses autres buttes, restées boisées, parsèment le territoire communal, par exemple autour de Kercloarec (elle atteint 149 mètres, presque à la limite nord de la commune), celle de Manéguen (134 mètres, dans l'angle nord-est du finage communal), etc.. De manière générale, les altitudes les plus élevées sont dans les parties ouest et nord-ouest de la commune, elles s'abaissent dans la partie orientale du territoire communal lorsqu'on s'approche de la vallée du Blavet, ce fleuve côtier coulant à 37 mètres d'altitude à son entrée dans le territoire communal (confluence avec le Houé) et à 30 mètres à sa sortie (confluence avec le Brandifrout). Le bourg, en position relativement centrale dans la commune, est vers 70 mètres d'altitude.
Les terrains en forte pente sont délaissés par l'agriculture. Le sous-sol est de constitution granitique (batholite de Pontivy-Rostrenen situé à l'ouest du Blavet).
| - Carte topographique de la commune de Melrand. |

### Hydrographie
Pour un article plus général, voir Réseau hydrographique du Morbihan.
La commune est située dans le bassin Loire-Bretagne. Elle est drainée par le Blavet, la Sarre, le Brûlé ou Brandifro et divers autres petits cours d'eau,.
Le Blavet, d'une longueur de 149 km, prend sa source dans la commune de Bourbriac et se jette  dans le canal de Nantes à Brest en limite de Plélauff et de Gouarec, après avoir traversé 31 communes. Le Blavet, dont le cours est canalisé, matérialise à l'est la limite communale. Plusieurs écluses jalonnent le cours du Blavet : d'amont en aval l'écluse du Moulin Neuf, l'écluse de Boterneau et l'écluse de Tréblavet.
La Sarre, d'une longueur de 35 km, prend sa source dans la commune de Lescouët-Gouarec et se jette  dans le Blavet à Pluméliau-Bieuzy, après avoir traversé neuf communes. Les caractéristiques hydrologiques de la Sarre sont données par la station hydrologique située sur la commune. Le débit moyen mensuel est de 2,09 m3/s. Le débit moyen journalier maximum est de 33,6 m3/s, atteint lors de la crue du 8 février 2014. Le débit instantané maximal est quant à lui de 45,9 m3/s, atteint le 7 février 2014. L'étang de Kerstraquel, situé sur la Sarre juste au sud-ouest du bourg de Melrand, d'une superficie de 2 hectares, est entouré d'un sentier piétonnier, offre  un espace de loisirs et est fréquenté par les pêcheurs.
Le Brandifrout, d'une longueur de 18 km, prend sa source dans la commune de Bubry et se jette  dans le Blavet à Quistinic.
La commune est également arrosée par l'Houé et le Brandifrout, deux affluents du Blavet. Le Brandifrout matérialise la limite communale au sud avec Quistinic tandis que le Houé matérialise la limite communale avec Pluméliau-Bieuzy a l'est.

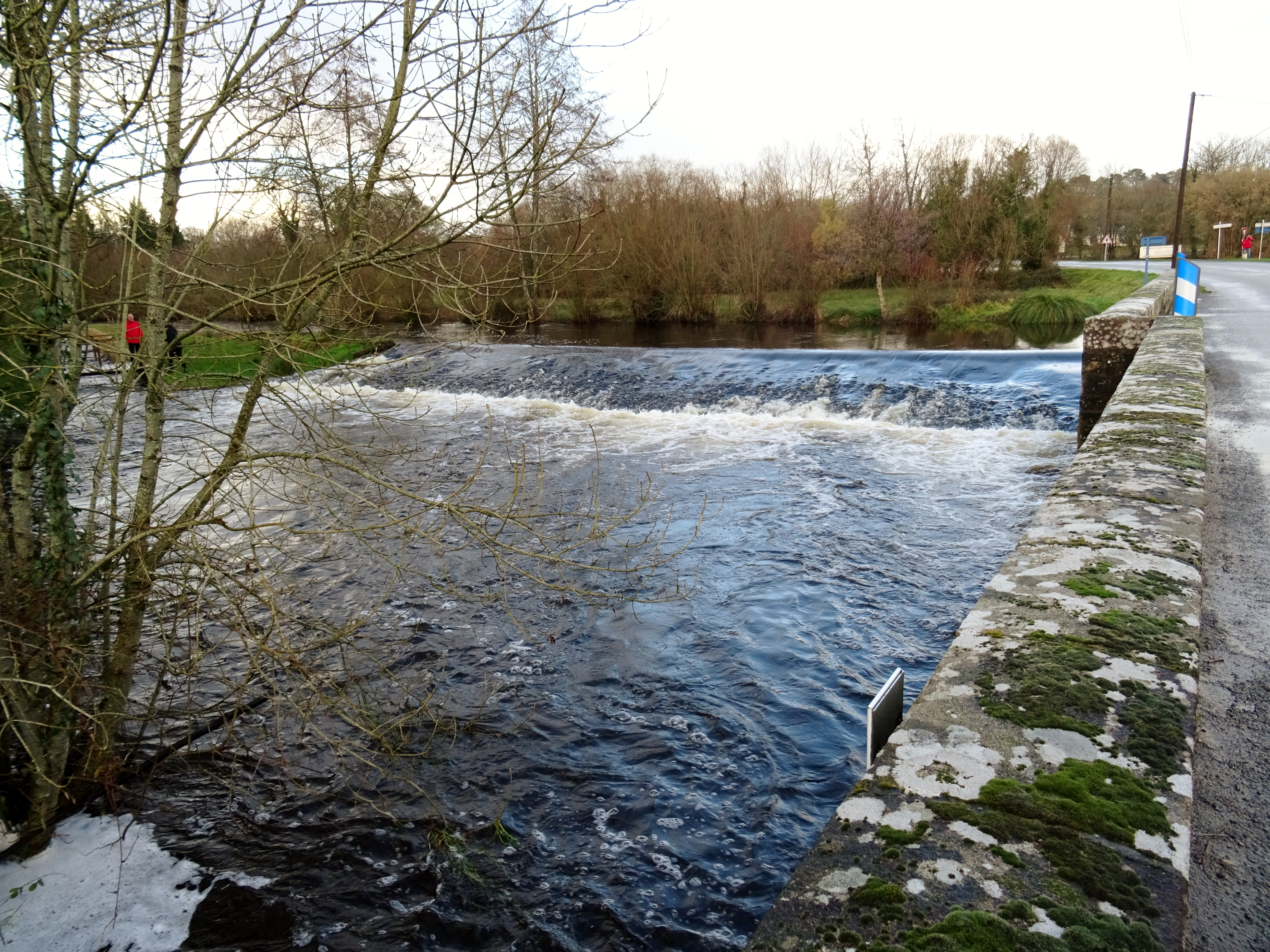
La Sarre juste en amont du moulin de Boterff, au niveau du pont routier de la D 2 en période de fortes eaux.
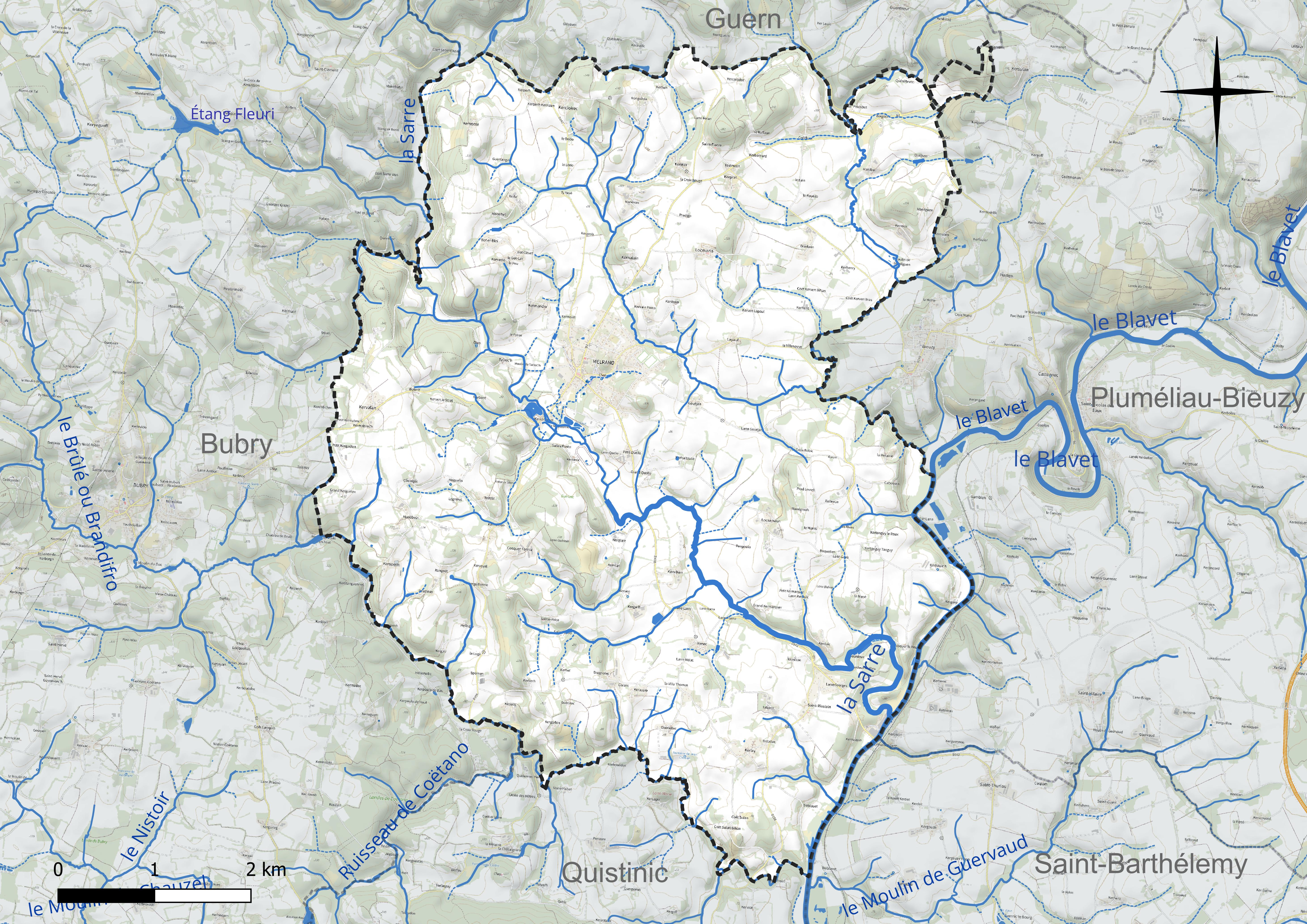
Réseau hydrographique de Melrand.

### Climat
Pour des articles plus généraux, voir Climat de la Bretagne et Climat du Morbihan.
En 2010, le climat de la commune est de type climat océanique franc, selon une étude du CNRS s'appuyant sur une série de données couvrant la période 1971-2000. En 2020, Météo-France publie une typologie des climats de la France métropolitaine dans laquelle la commune est exposée à un climat océanique et est dans la région climatique  Bretagne orientale et méridionale, Pays nantais, Vendée, caractérisée par une faible pluviométrie en été et une bonne insolation. Parallèlement l'observatoire de l'environnement en Bretagne publie en 2020 un zonage climatique de la région Bretagne, s'appuyant sur des données de Météo-France de 2009. La commune est, selon ce zonage, dans la zone « Intérieur », exposée à un climat médian, à dominante océanique.
Pour la période 1971-2000, la température annuelle moyenne est de 11,3 °C, avec une amplitude thermique annuelle de 11,9 °C. Le cumul annuel moyen de précipitations est de 984 mm, avec 14,4 jours de précipitations en janvier et 6,8 jours en juillet. Pour la période 1991-2020, la température moyenne annuelle observée sur la station météorologique la plus proche, située sur la commune de Plouay à 18 km à vol d'oiseau, est de 11,8 °C et le cumul annuel moyen de précipitations est de 1 149,0 mm,. Pour l'avenir, les paramètres climatiques de la commune estimés pour 2050 selon différents scénarios d'émission de gaz à effet de serre sont consultables sur un site dédié publié par Météo-France en novembre 2022.

### Paysages et habitat
La commune présente un paysage agraire traditionnel de bocage (transformé par le remembrement effectué dans la décennie 1970) avec un habitat dispersé en de nombreux écarts constitués de hameaux (appelés localement "villages") et fermes isolées. La commune a conservé son caractère rural, même si des lotissements se sont créés principalement à l'est du bourg depuis les Trente Glorieuses, principalement de part et d'autre de la chapelle Saint-Laurent.

### Transports
Melrand est à l'écart des grands axes de circulation : le bourg est desservie par la D 2 qui vient côté sud-ouest de Bubry et va vers le nord-est en direction de Le Sourn et par la D 142 qui vient côté sud-est de Saint-Barthélemy et se dirige côte nord-ouest vers Guémené-sur-Scorff. La partie orientale de la commune est traversée par la D 156 qui vient côté sud-ouest de Quistinic et se dirige côte nord vers Bieuzy.
Trois écluses (Moulin Neuf, Boterneau, Tréblavet) se trouvent sur le Blavet canalisé à la limite orientale de la commune, les maisons éclusières et le chemin de halage se trouvent sur la rive gauche, qui n'appartient pas à la commune de Melrand.
La ligne ferroviaire d'Auray à Pontivy longe la vallée du Blavet, mais sur la rive gauche et ne passe donc pas sur le territoire communal, même si elle en est proche ; la commune fut desservie toutefois par la gare de Saint-Rivalain, situé en Saint-Barthélemy.

## Urbanisme

### Typologie
Au 1er janvier 2024, Melrand est catégorisée commune rurale à habitat dispersé, selon la nouvelle grille communale de densité à sept niveaux définie par l'Insee en 2022.
Elle est située hors unité urbaine. Par ailleurs la commune fait partie de l'aire d'attraction de Pontivy, dont elle est une commune de la couronne,. Cette aire, qui regroupe 16 communes, est catégorisée dans les aires de moins de 50 000 habitants,.

### Occupation des sols

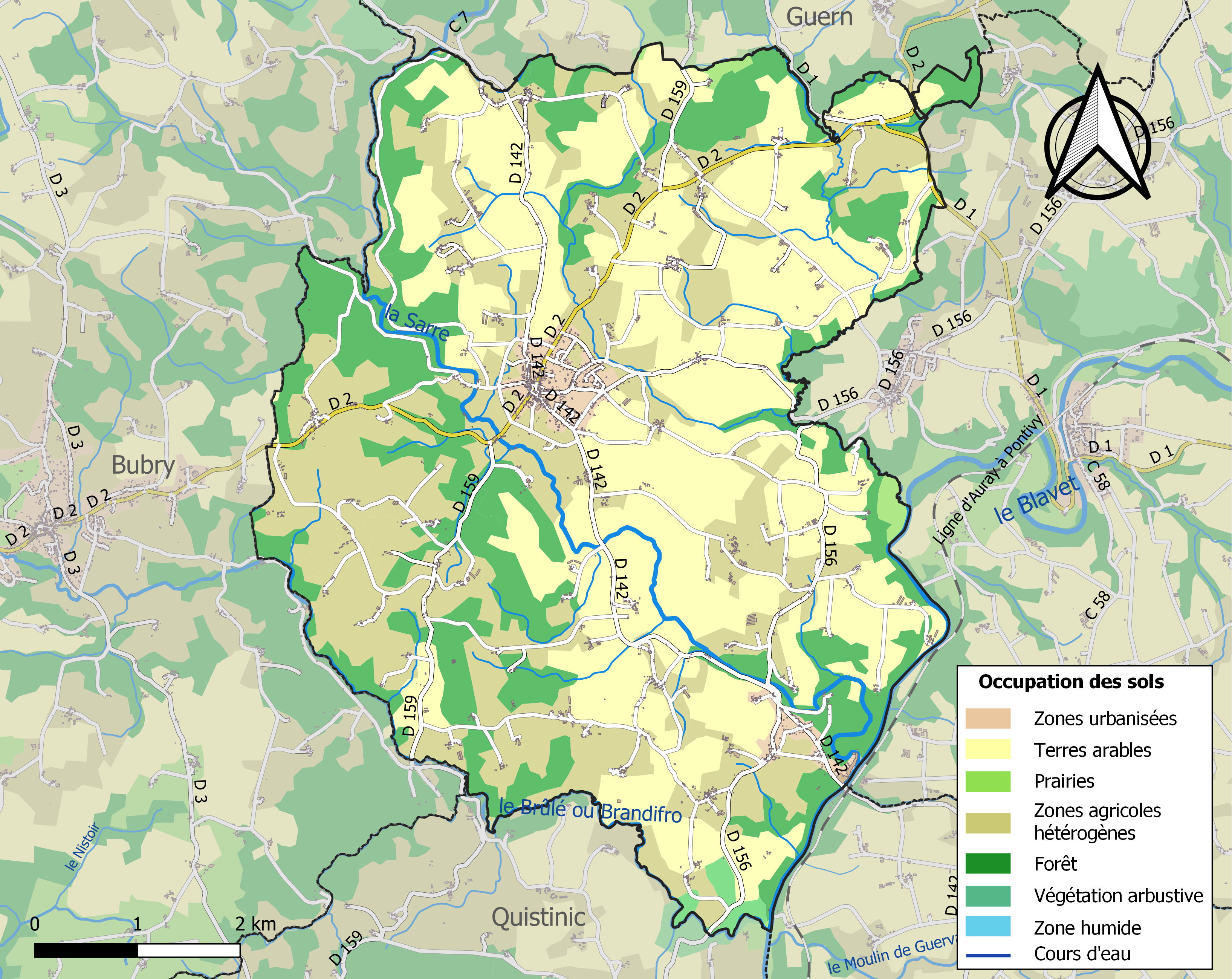
Carte des infrastructures et de l'occupation des sols de la commune en 2018 (CLC).

Le tableau ci-dessous présente l'occupation des sols de la commune en 2018, telle qu'elle ressort de la base de données européenne d’occupation biophysique des sols Corine Land Cover (CLC).
| Type d’occupation                                                                   | Pourcentage | Superficie (en hectares) |
| ----------------------------------------------------------------------------------- | ----------- | ------------------------ |
| Tissu urbain discontinu                                                             | 2,5 %       | 100                      |
| Terres arables hors périmètres d'irrigation                                         | 40,9 %      | 1666                     |
| Prairies et autres surfaces toujours en herbe                                       | 0,5 %       | 22                       |
| Systèmes culturaux et parcellaires complexes                                        | 29,3 %      | 1196                     |
| Surfaces essentiellement agricoles interrompues par des espaces naturels importants | 3,6 %       | 146                      |
| Forêts de feuillus                                                                  | 12,5 %      | 508                      |
| Forêts de conifères                                                                 | 2,3 %       | 92                       |
| Forêts mélangées                                                                    | 7,9 %       | 321                      |
| Forêt et végétation arbustive en mutation                                           | 0,6 %       | 25                       |
| Source : Corine Land Cover                                                          |             |                          |

### Morphologie urbaine
La population de Melrand se disperse dans environ 150 écarts ou lieux-dits, appelés communément villages. Les villages sont constitués le plus souvent de deux ou trois habitations voire d'une seule habitation (moulin, ferme isolée). Le bourg de Melrand constitue la principale agglomération et concentre l'ensemble des commerces et des services. La plupart des villages sont attestés depuis le XVIe siècle. Quelques-uns sont attestés dès le XIIIe siècle, leur graphie ayant quelque peu évolué depuis cette époque : Dissez er Lann, Loch-Paul, Logmaria, Roezfaux, Coz Iahan, Qoet Bocen, Sanct Rivallen, Villa Tanguy, Villa Robert  correspondent respectivement aux villages actuels de Divelan, Lapaul, Locmaria, Le Rufau, Goëjan, Cabossen, Saint-Rivalain, Guertanguy, Keroperh.

### Logement
En 2016 on recensait 1 159 logements à Melrand. 777 logements étaient des résidences principales (67,0 %), 215 des résidences secondaires (18,5 %) et 167 des logements vacants (14,4 %). Sur ces 1 159 logements, 1093 étaient des maisons (94,2 %) contre 42 seulement des appartements (3,6 %). Sur les 777 résidences principales, 160 avaient été construites avant 1919, soit un taux de 20,6 %. Le tableau ci-dessous présente la répartition en catégories et types de logements à Melrand en 2016 en comparaison avec celles du Morbihan et de la France entière.
|                                                         | Melrand | Morbihan | France entière |
| ------------------------------------------------------- | ------- | -------- | -------------- |
| Résidences principales (en %)                           | 67,0    | 74,5     | 82,3           |
| Résidences secondaires et logements occasionnels (en %) | 18,5    | 18,0     | 14,4           |
| Logements vacants (en %)                                | 14,4    | 7,5      | 8,1            |

### Habitat
Le bâti de type traditionnel, construit avec des matériaux locaux, reste néanmoins important, particulièrement dans les hameaux.

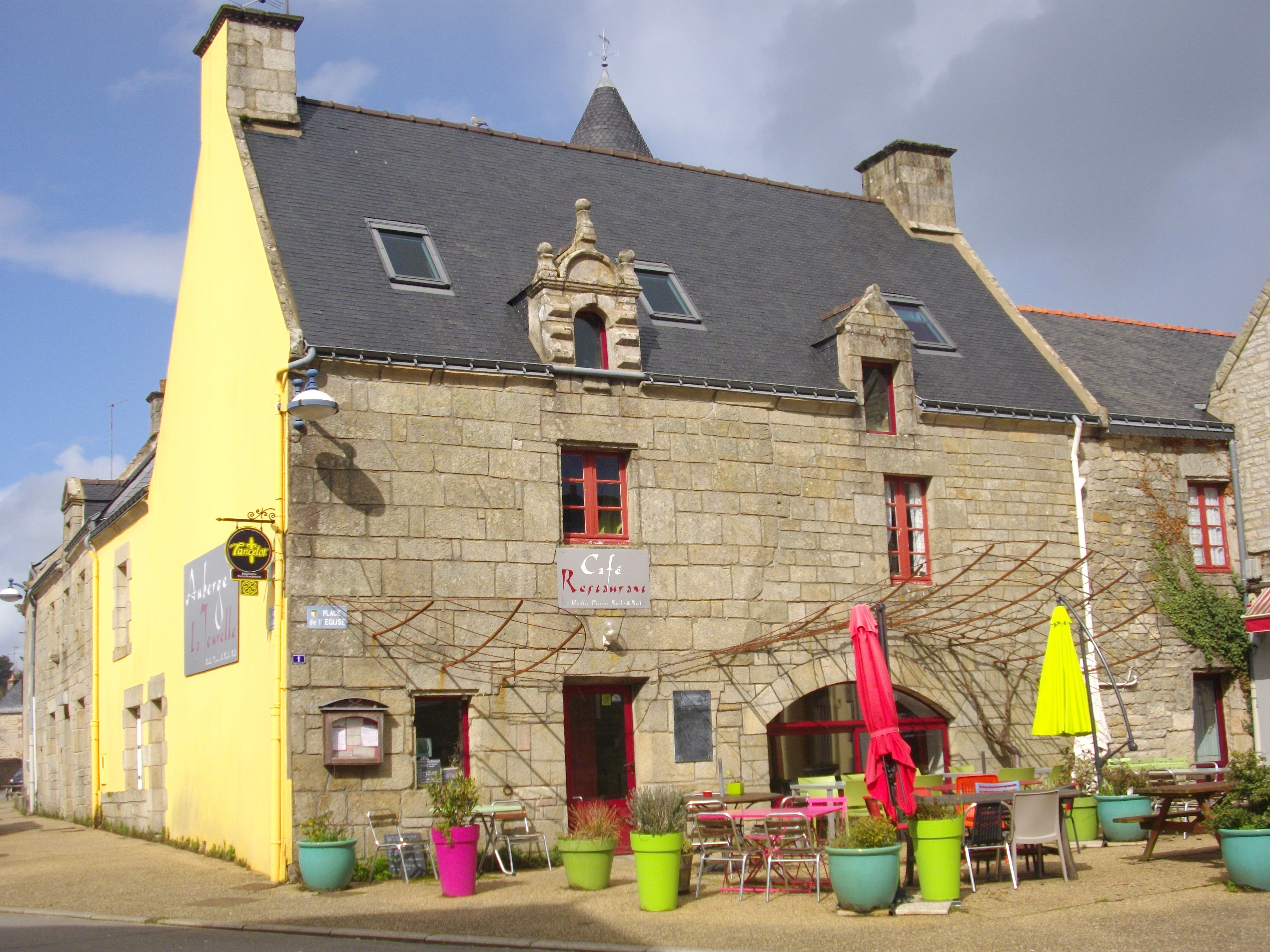
Maison ancienne avec lucarnes sculptées dans le bourg.
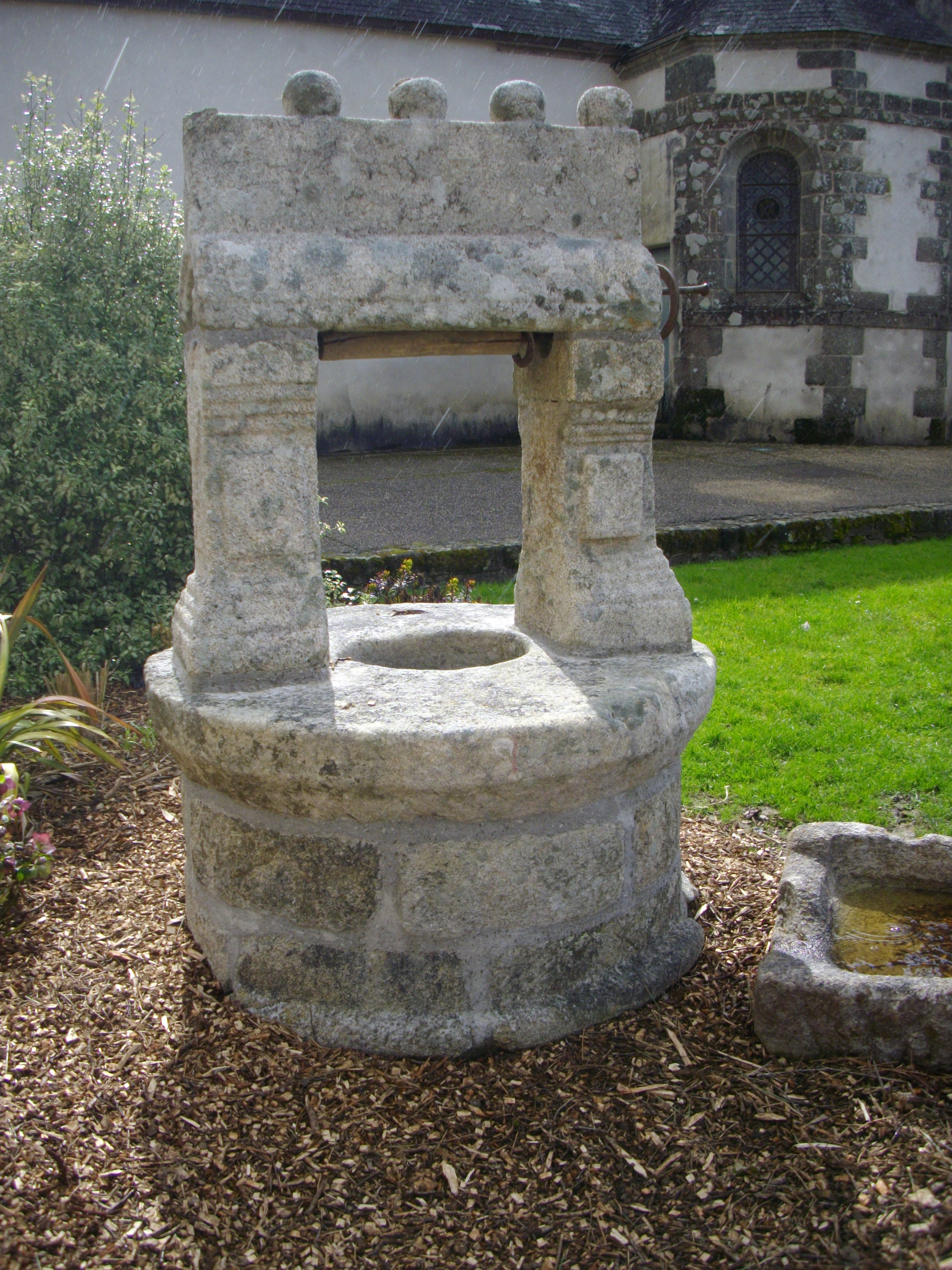
Puits avec boules sculptées dans le bourg.
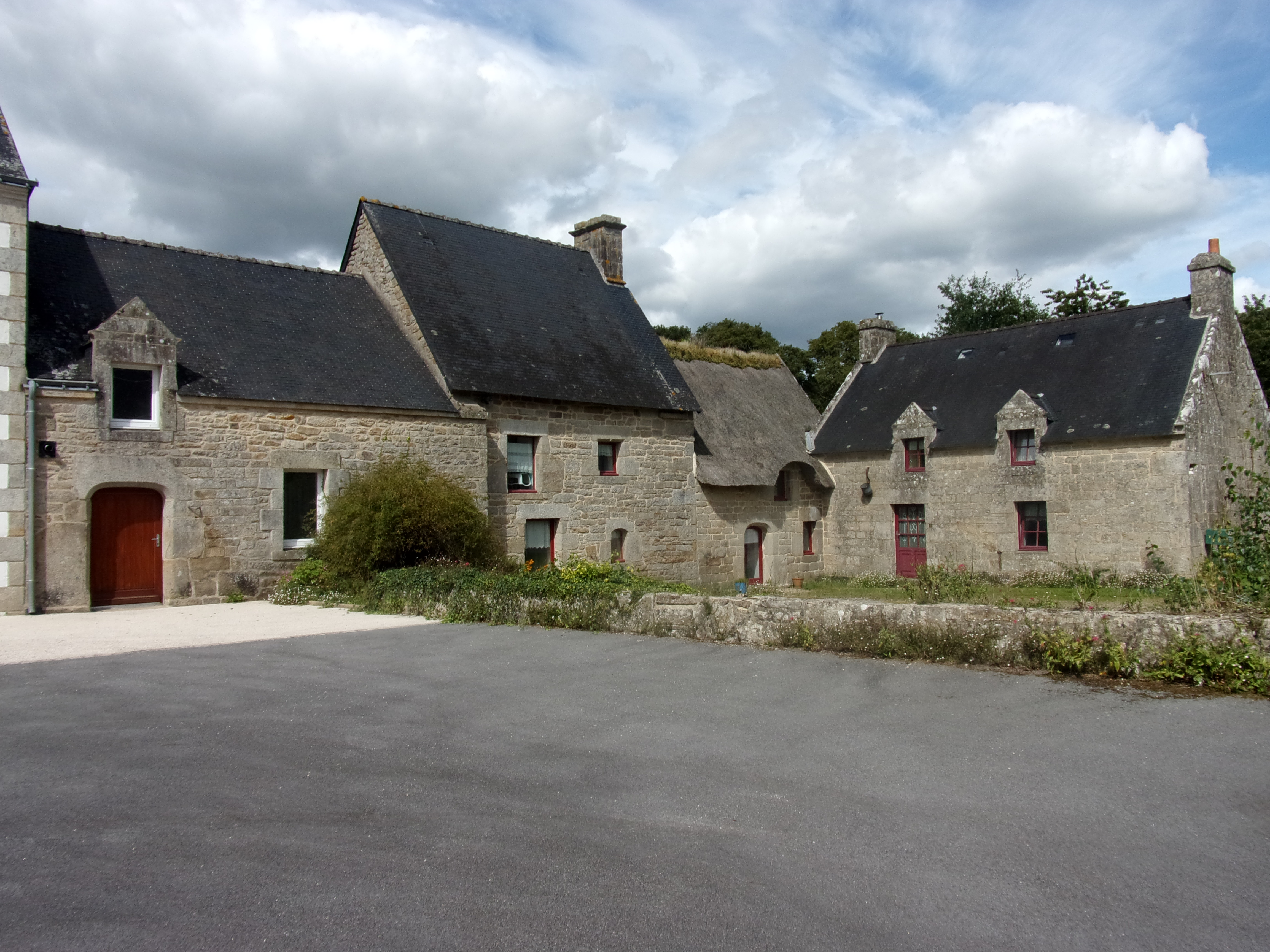
Maisons anciennes en granite du village de Locmaria.
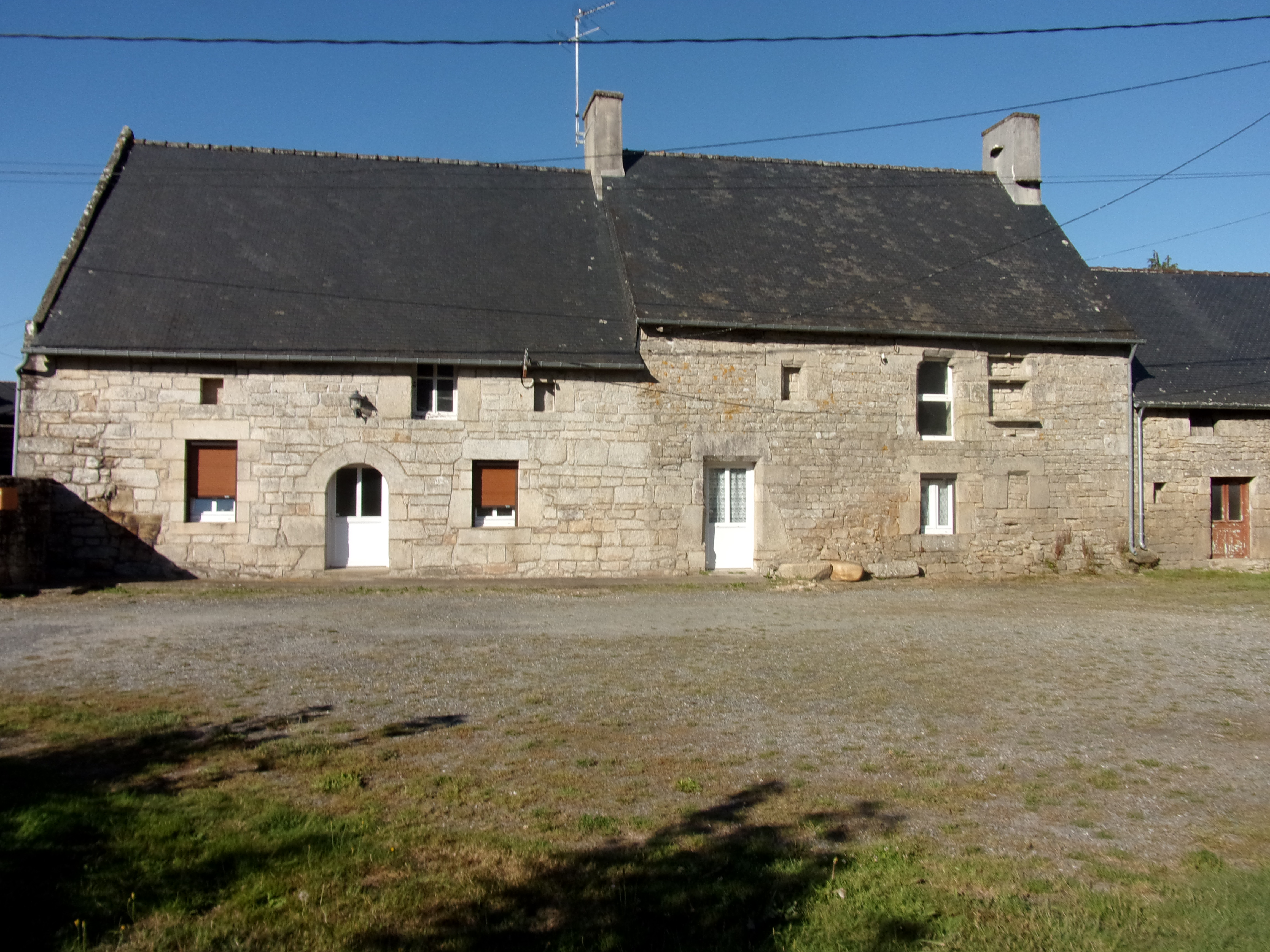
Maisons anciennes en granite du village de Saint-Rivalain.

## Histoire

### Antiquité

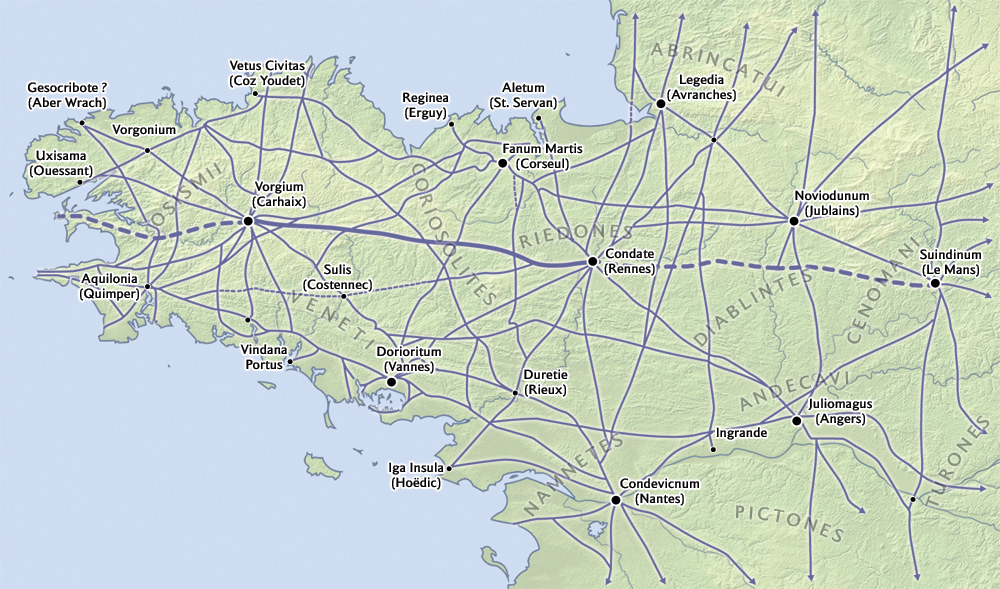
Carte des principales voies romaines en Armorique.

La voie romaine allant de Vorgium (Carhaix) à Darioritum (Vannes]) en passant par le site de Castennec traversait le territoire actuel de la commune de Melrand. Relativement bien conservé jusque-là, cette voie fut détruite au milieu des années 1950 par les travaux de construction de la route de Toulmelin à Bieuzy, les travaux de remembrement achevèrent sa destruction.
Elle traversait le ruisseau l'Houée à proximité du moulin de Keralain, pénétrait la commune de Melrand et suivait l'ancien chemin passant près de Kerhenry, Divelann, Le Lain, Kerprat, Saint-Fiacre, Kerroh, Kercaradec pour rentrer dans Guern entre Keraudic et Montguern.
Une autre voie romaine moins connue reliant Civitas Aquilonia (Quimper) à Condate Riedonum (Rennes) en passant par le site de Castennec traversait aussi le territoire actuel de la commune. Son tracé est moins certain. Selon A. Marteville et P. Varin, continuateurs d'Ogée, cette « voie romaine dite Chaussée Ahès traverse cette commune en direction de Pluméliau ».

Les vestiges de thermes ou d'une briqueterie consistant en des tuiles et des murs en brique furent mis au jour par un paysan près du village de Kerven-Lapaule en 1899. Malheureusement le site fut saccagé dans l'espoir d'y trouver un quelconque trésor. Paul Aveneau de la Garancière en fait la description suivante : 

« Le bâtiment, bien qu'ayant été partiellement détruit se présente sous forme d'un rectangle de 3,50 m de long sur 2,55 m de large, divisé en 6 réduits de chaque côté, séparés chacun par des murs en brique, au centre un couloir voûté de 0,63 mètre de large.  Le toit, entièrement couvert de tuiles, est à 1,50 mètre du sol. L'accès côté Nord-Ouest mesure 0,90 mètres. »

 La voie romaine passait à 800 mètres de l'édifice.

### Moyen-Âge

#### Origines
Il est traditionnel de faire de Melrand une commune bretonne issue de l'émigration de Bretons chassés de Grande-Bretagne par les Anglo-Saxons (Ve siècle) et qui s'installent le long des cotes et des rivières en défrichant des terres peu habitées. Située aux confins de Cornouaille et du Vannetais, Melrand et les villages qui la composent doivent en effet leur toponymie au breton que parlaient les nouveaux arrivants. Mais le toponyme qui dérive probablement de « Rann » (partie) suggère un démembrement tardif et ne peut en aucune façon être celui d'une paroisse primitive. La paroisse de Melrand, en raison de sa grande étendue, était divisée en six frairies : Guélédic, Henuenne, Coët-Sulan, Coulegot, Kergaro et le Bourg
Selon A. Marteville et P. Varin, « près du confluent de la Sarre et du Blavet est une grotte taillée dans le roc, et ayant environ dix pieds de profondeur. Selon la tradition, cette grotte fut la demeure de saint Rivalin, que l'on venait implorer en temps de sécheresse pour obtenir de la pluie ».

#### XIIesiècle
La paroisse de Melrand est mentionnée pour la première fois dans un acte écrit en 1124. Dans cet acte, Alain de Rohan, vicomte de Castennec et frère de Geoffroy, vicomte de Josselin, fait une donation pour l'établissement d'un monastère à Castennec. Dans la paroisse de Melrand, il donne la moitié des villages nommés villa Guileric et villa Botbenalec (aujourd'hui Bonalo) ainsi que deux parties de la dîme de la moitié de ces deux villages.

#### XIIIesiècle
À partir de 1273, la quasi-totalité de la paroisse de Melrand relève de la Vicomté de Rohan à la suite de la mise en vente par le duc de Bretagne des importantes possessions qu'a la baronnie de Lanvaux dans les paroisses de Melrand, Remungol et Moréac et leur achat par les Rohan.

#### XVesiècle
Selon un aveu de 1471, Melrand était, au sein de la Vicomté de Rohan, une des 46 paroisses ou trèves de la seigneurie proprement dite de Rohan.
Selon Jean-Baptiste Ogée, en 1440 le manoir de Keruhant appartenait à Bertrand de Saint-Nouan ;  en 1530, Menesguen à Guillaume Cor ; Quen, au sieur de Kerveno et la Salle au Sieur de Callac.
Douze terres nobles (Boterbley, le Boterff, Cabocen, Coetsulan, le Fos, Kergaro, Kerjoli, Le Lain, Manéguen, Le Nénec, Quenetevec, La Salle) étaient attestées dans la paroisse de Melrand au Moyen-Âge, mais une seule salle seigneuriale subsiste de nos jours, celle de Boterff.
La majorité des tenures étaient à domaine congéable soumis à l'usement de Rohan, les autres étant des métairies relevant du domaine de la seigneurie de Rohan. Le domanier, en vertu de l'usement de Rohan, n’avait pas le droit de vendre ni de modifier ses édifices sans l’autorisation du propriétaire foncier, c'est-à-dire du seigneur, d'où un immobilisme de l'habitat.

### Temps modernes

#### XVIesiècle
Au mois de septembre 1592, les auxiliaires espagnols au service du duc de Mercœur pillèrent toutes les paroisses voisines de Guémené, et Melrand dut verser la valeur de 14 fouages d'un coup (registre paroissial), ce qui représentait une somme d'argent considérable et causait la ruine et le malheur des habitants.
À la suite de la visite au mois de septembre 1599 par le sieur Le Goff de l'église, des ornements et des objets mobiliers, la fabrique de la paroisse a ordre de réparer l'église et le presbytère et de faire quelques acquisitions dans un délai de deux mois, sous peine d'amende et de prison. Le recteur paiera la quarte partie (registre paroissial).

#### XVIIesiècleetXVIIIesiècle
Selon un procès-verbal datant de 1690, les seigneurs de Kermeno étaient prééminenciers et fondateurs de l'église paroissiale.
Selon un rapport de l'intendant de Jean-Baptiste des Gallois de La Tour datant de 1733 l'élevage et les cultures céréalières prédominent à Melrand, même si d'autres productions sont citées : cidre, miel, lin et chanvre (y compris la fabrication de toiles).

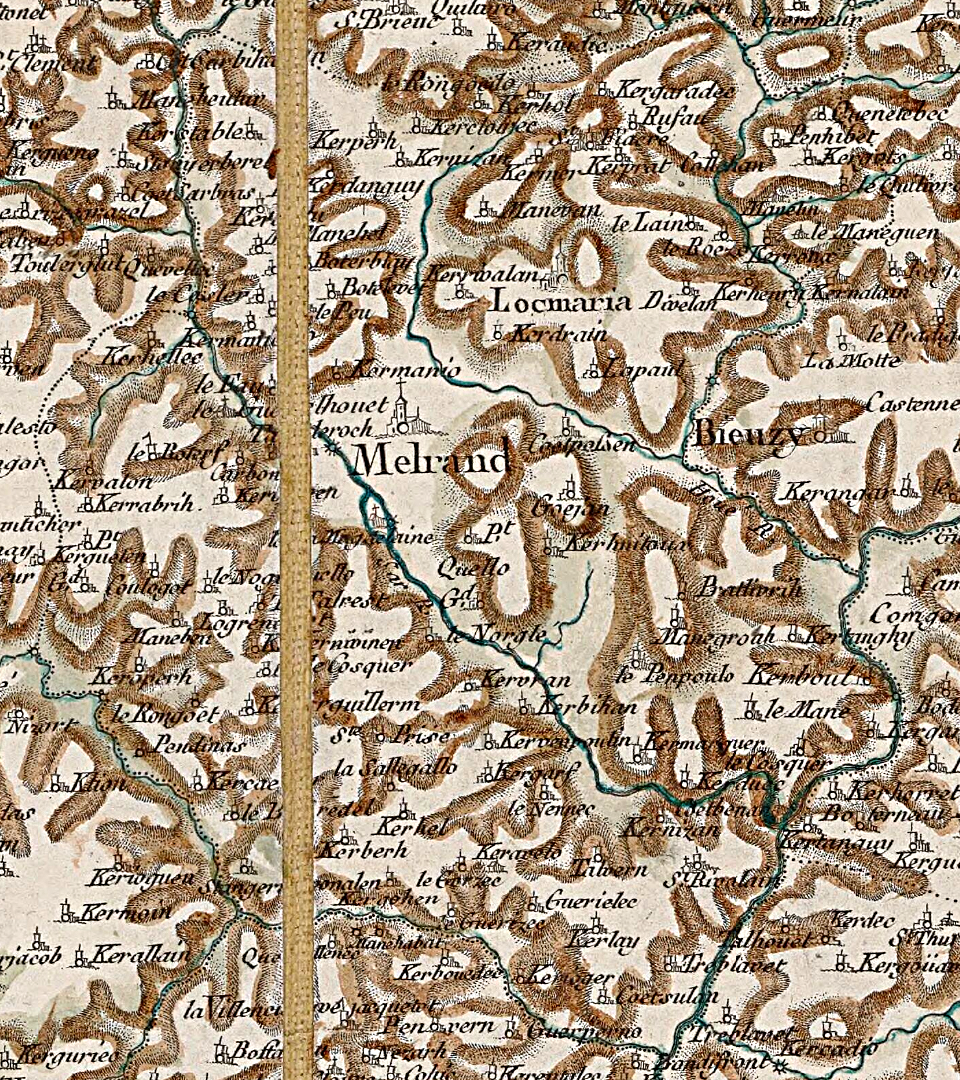
Carte de Cassini de la paroisse de Melrand (1789).

Jean-Baptiste Ogée décrit ainsi Melrand en 1778 :

« Melréand ; dans un fond à 10 lieues au Nord-Ouest de Vannes, son évêché ; à 22 lieues trois quarts de Rennes ; et à 3 lieues un quart de Pontivi, sa subdélégation. Cette paroisse ressortit à Ploermel, et compte 3 000 communiants : la cure est à l'Ordinaire. Le territoire est arrosé des eaux de la petite rivière de Sare, et renferme des terres bien cultivées, beaucoup de landes : on y fait du cidre.. »

#### Révolution française
Melrand est érigé en commune en 1790 et devint même chef-lieu de canton, inclus dans le district de Pontivy. Mais en 1801 Melrand est incorporé dans le canton de Baud.
Jean-Toussaint Duparc, pourvu par le Pape, devint recteur de Melrand le 18 septembre 1790, succédant à Augustin Barday, décédé ; il ne prêta point le serment de fidélité à la Constitution civile du clergé, devenant donc prêtre réfractaire ; on ignore ce qu'il devint pendant la Révolution, mais fut à nouveau recteur de Melrand après le Concordat.

### XIXesiècle

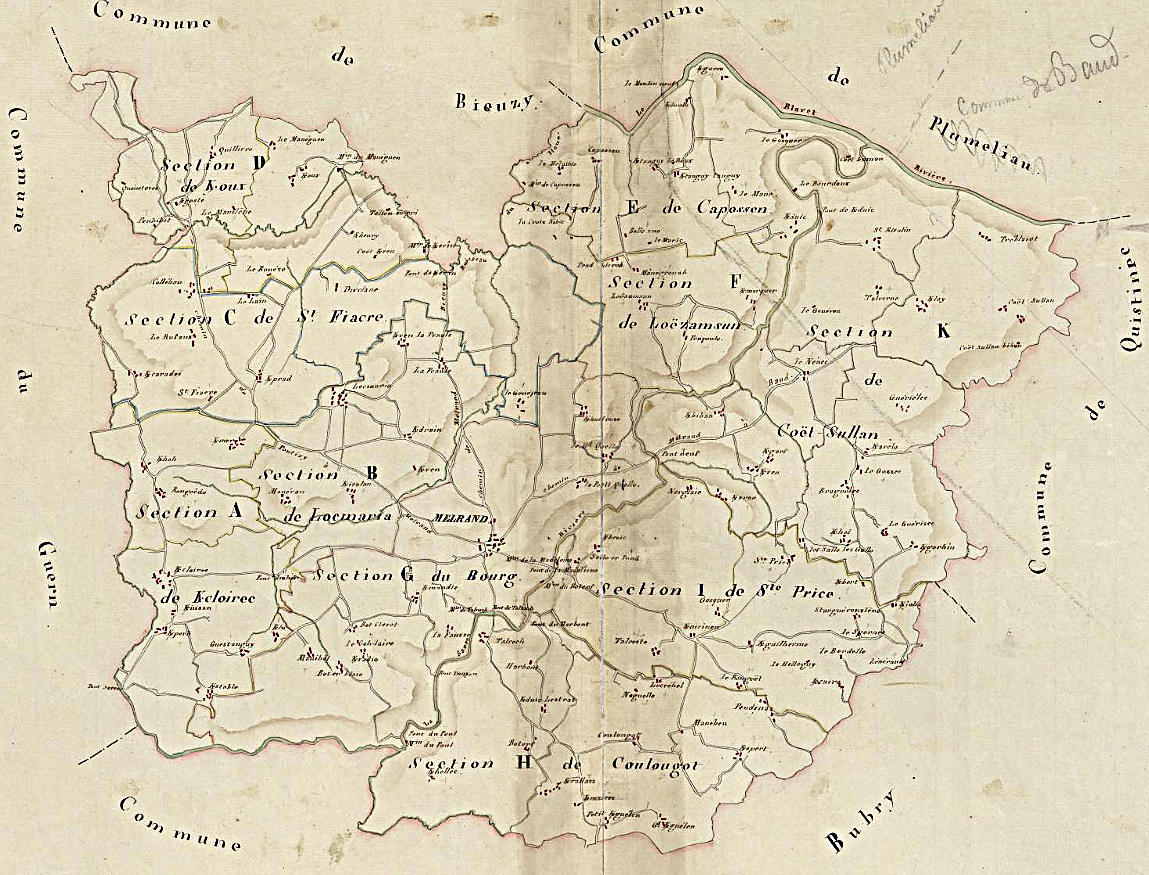
Melrand ː plan cadastral datant de 1828 (tableau d'assemblage).

A. Marteville et P. Varin, continuateurs d'Ogée, décrivent ainsi Melrand en 1853 :  

« Melrand : commune formée de l'ancienne paroisse de ce nom ; aujourd'hui succursale ; brigade de gendarmerie à pied. (..) Principaux villages : Quillivro, Kerroux, Kertanguy, Loesanzun, le Roux, Kerduic, Tréblavet, Kermarquer, Kerlay, Kerlibihan, Kergarff, Kervran, Kermandio-Kervern, la Paul, Kermer-Manévan, Kerloirec, Kerperh, Kerstable, Manihel, Kervallan, Grand-Kerguelen, Kercaire, Gueriche. Superficie totale : 4 045 hectares, dont (..) terres labourables 2 165 ha, prés et pâturages 541 ha, bois 80 ha, châtaigneraies 5 ha, vergers et jardins 52 ha, et landes et incultes 1 092 ha (..). Moulins de Kerevin, Coëtpossen, de la Madelaine, Talroch, du Poul, Manéguen. Le bourg de Melrand, situé sur un plateau peu élevé, et presque au centre de la commune, est à peu de distance de la rivière de Sarre. Le sol est généralement peu productif; les meilleures parties sont celles qui avoisinent le Blavet et celles qui entourent le bourg. Le froment est à peine cultivé ; mais le seigle, l'avoine, le mil, le blé noir et même le chanvre y viennent bien. L'assolement en cette commune est de cinq ans, y compris une année de repos que l'on donne aux terres, suivant l'ancienne et déplorable coutume. Le pays est en général boisé, mais en bois de haie plus qu'en bois isolés. L'agriculture a fait en Melrand des efforts extraordinaires, et l'on peut dire en thèse général que les terres qui n'y sont pas cultivées ne méritent pas de l'être. (..) Il y a en Melrand une assez jolie chapelle dite de Locmaria, au village de ce nom. (..) L'église de Melrand a été récemment rebâtie. Une année ayant suffi à construire toute la maçonnerie. (..) Il y a foire à Saint-Fiacre le premier samedi de mars et le deuxième de juin. Géologie : constitution granitique. On parle le breton. »

Une épidémie de variole fit 55 malades (dont 18 moururent) à Melrand entre 1865 et 1870.
Le quai sur le Blavet canalisé de Saint-Rivalain était utilisé par les agriculteurs de Melrand, Saint-Barthélemy et Quistinic qui exportaient leurs productions de pommes de terre, céréales, etc.. via les gabares naviguant sur la voie d'eau. En 1865, l’ouverture de la voie ferrée Auray-Pontivy, qui suit d’ailleurs le cours de ce fleuve côtier offrit une nouvelle infrastructure pour la circulation des marchandises et entraîna un déclin du trafic commercial sur la voie navigable.
En 1874 Charles Lemoine fonde l'usine de papeterie de Saint-Rivalain, à la confluence entre le Blavet et la Sarre, face à l'écluse de Boterneau ; l'usine est spécialisée dans la fabrication de papiers d'emballage. Ernest Lemoine succède à son père en 1888 à la tête de l'usine et fait construire une cité ouvrière et une école publique, ainsi que le château de Claire-Lande, son domicile personnel (ce château a été démonté en 1971 pour être reconstruit dans les Côtes-d'Armor et la cité ouvrière rasée, remplacée par un parking). Cette usine a fermé en 1959, mais a rouvert, reprise par la société Texon en 1961 (devenue Axhom en 1987) et reprise en 2001 par la société Lydall qui y fabrique des filtres à air pour divers usages.

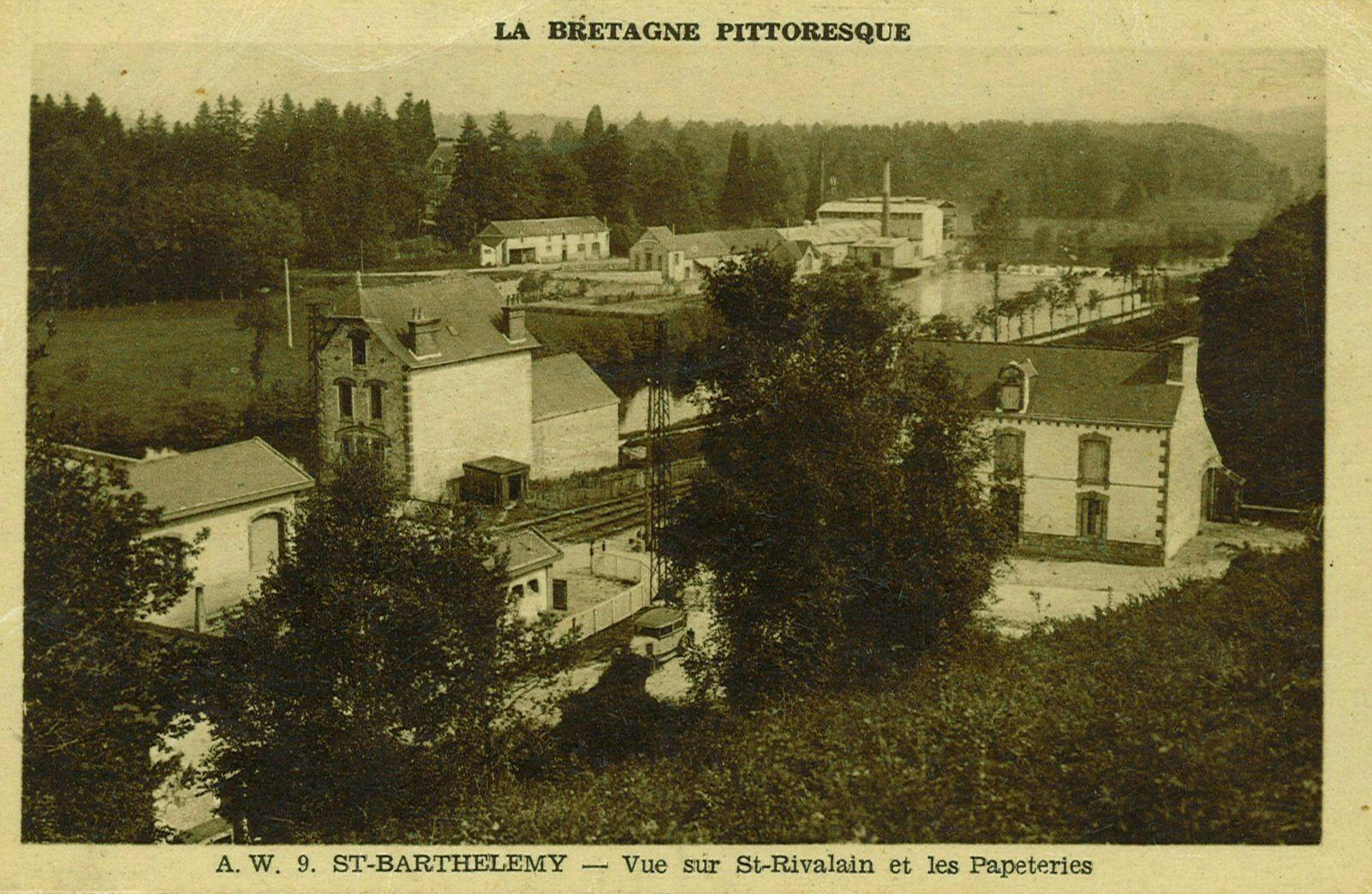
Vue sur Saint-Rivalain-Gare et la papeterie[41] (en Melrand) depuis la rive gauche du Blavet (côté Saint-Barthélemy) au début du XXe siècle.
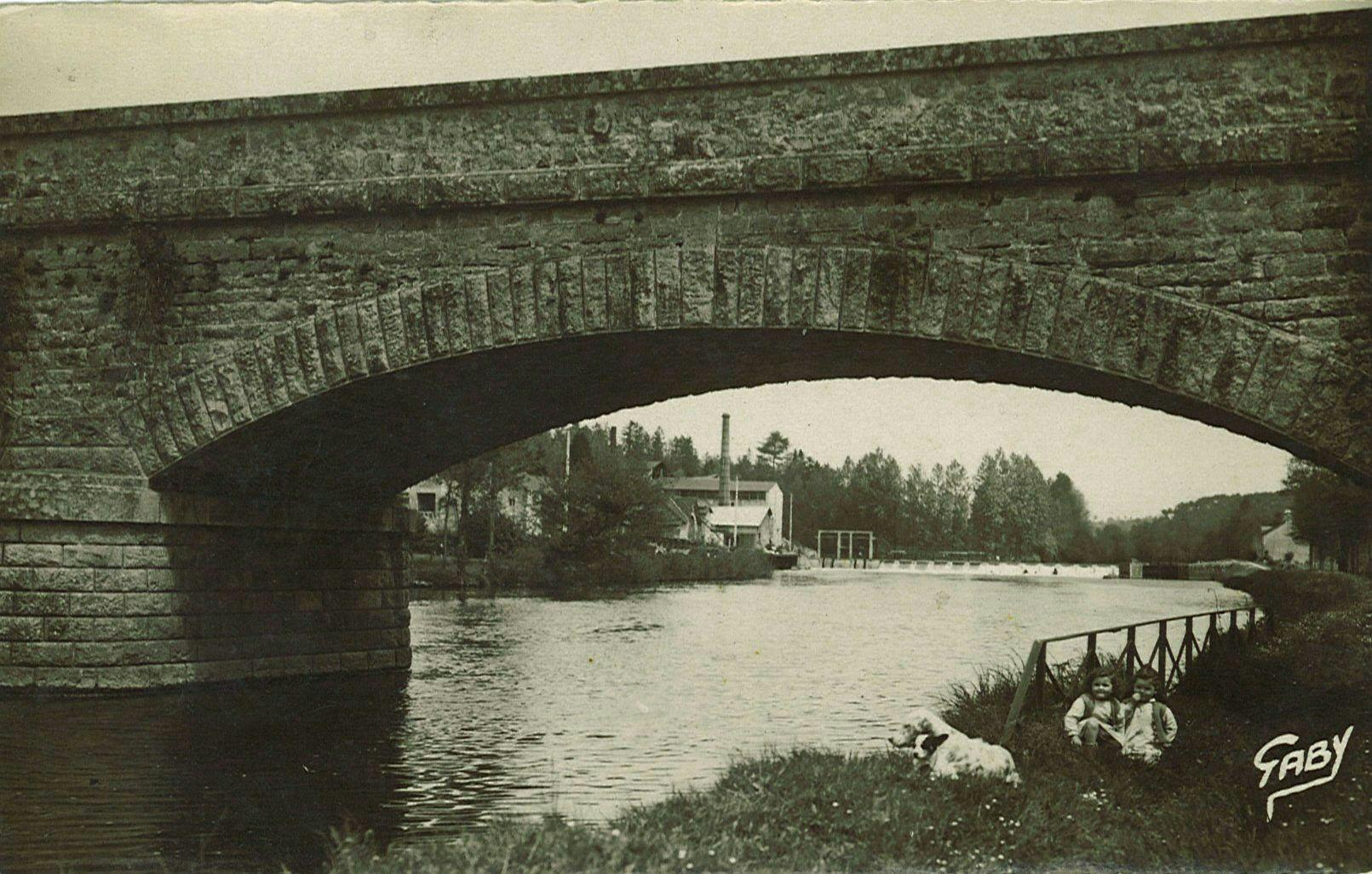
Le pont routier de Saint-Rivalain (on aperçoit à l'arrière-plan la papeterie et l'écluse de Boterneau).
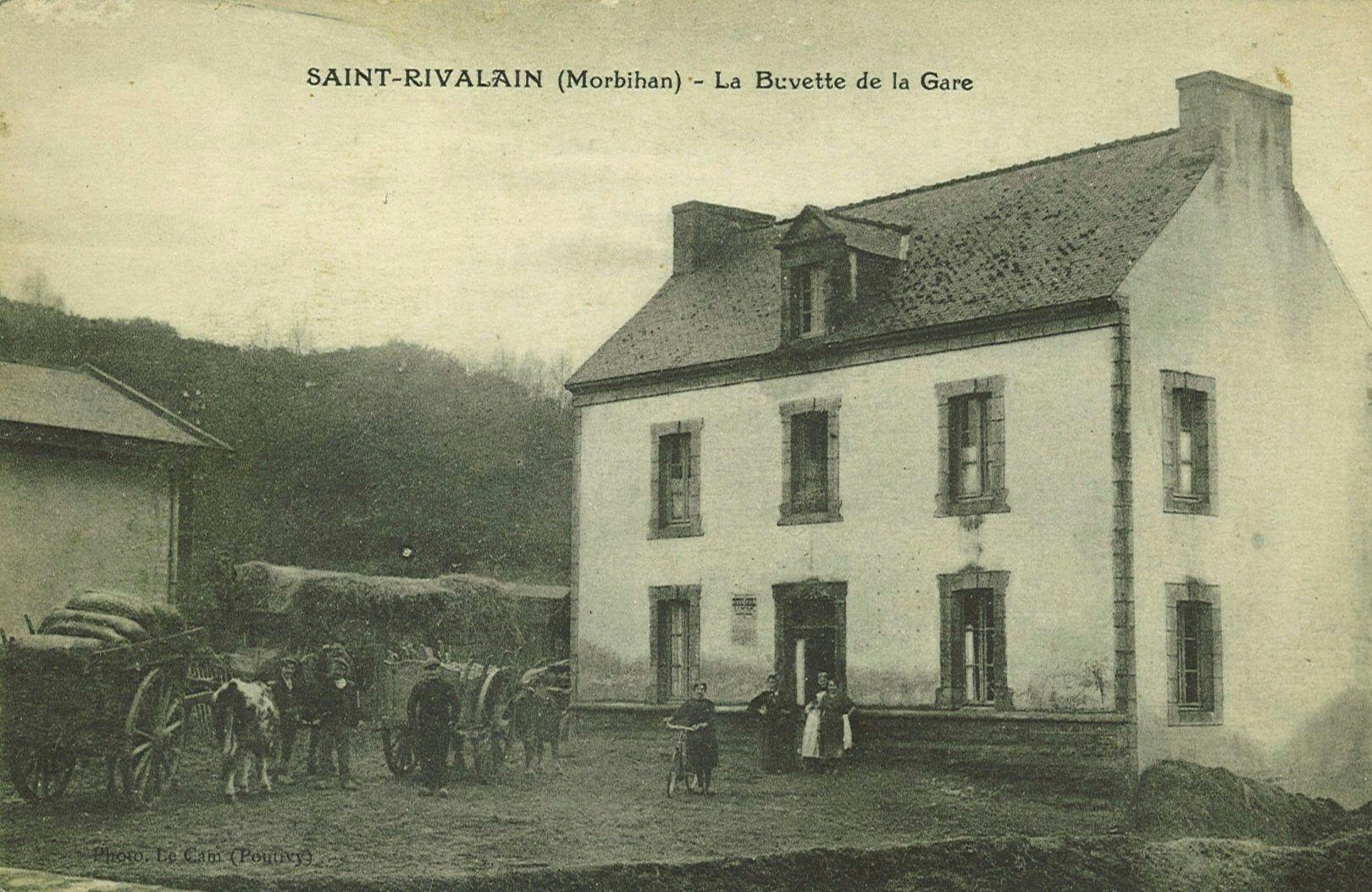
La buvette de Saint-Rivalin-Gare (en Saint-Barthélemy) au début du XXe siècle.
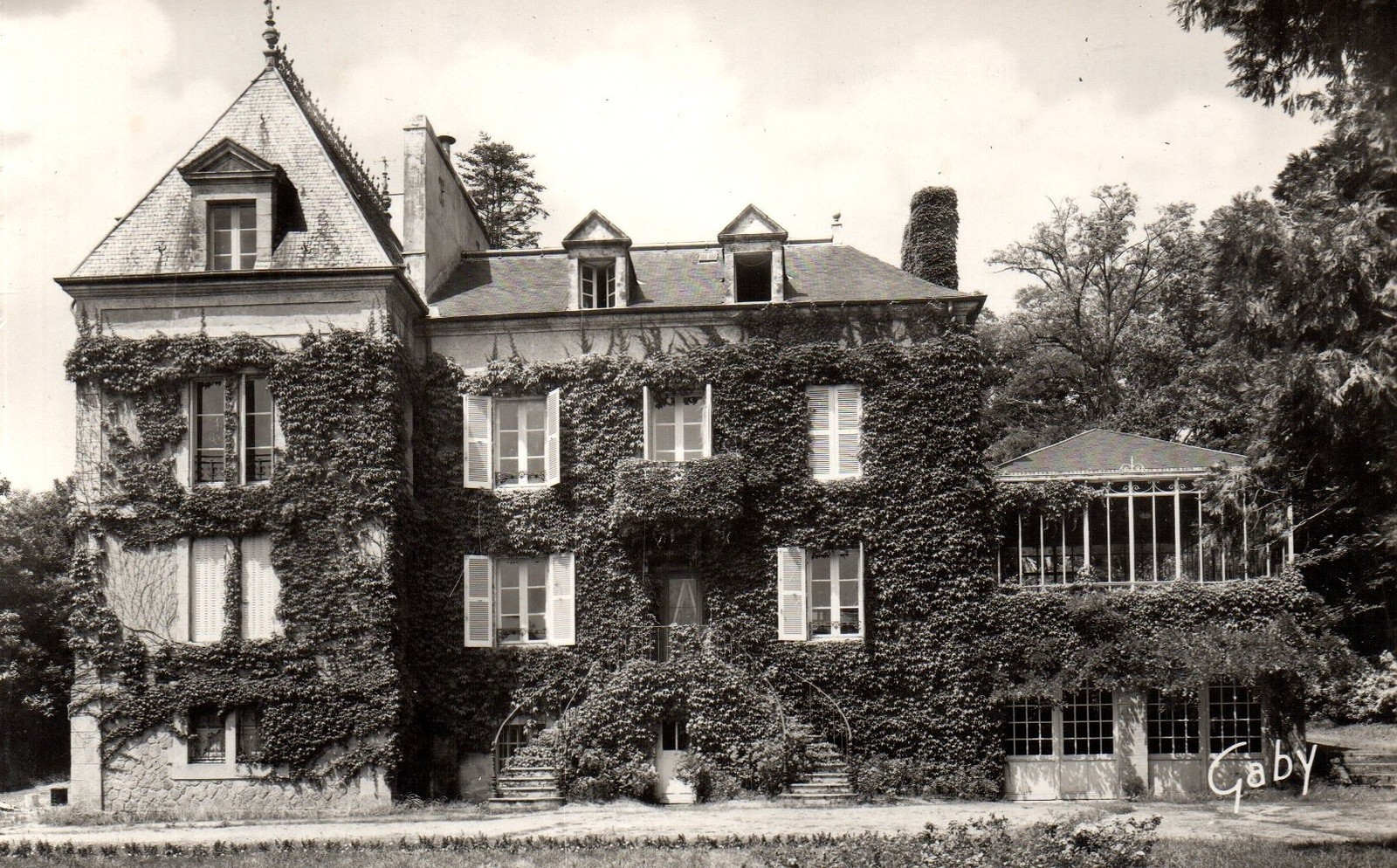
Le château de Claire-Lande vers 1930 (carte postale).

« Installée sur les bords du Blavet, l'usine de papeterie de Saint-Rivalain était au centre d'une intense activité au 19e et au début du 20e siècle. Outre l'activité générée par le fonctionnement de l'usine, Saint-Rivalain était au centre du trafic commercial par voie d'eau. Les marchandises étaient livrées sur son quai et chargées dans les cales des chalands. L'usine à papier était ravitaillée en charbon par la rivière. Celle-ci fournissait également l'énergie nécessaire aux turbines de la papeterie. »

En 1881 l'abbé Jean-Marie Tutor, curé de Melrand, fut condamné par la Cour d'assises du Morbihan aux travaux forcés à perpétuité pour « attentats à la pudeur ».
Selon le recensement de l’agriculture de 1882 on comptait à Melrand 130 chevaux, 1 050 vaches (2 560 en 1901), 170 bœufs de travail (640 en 1901), 540 moutons et 330 cochons. On y cultivait environ 1 000 hectares de seigle, 500 ha de sarrasin, 220 ha d'avoine, 120 ha de pommes de terre (430 ha en 1929), 80 ha de chanvre et les vergers couvraient 320 ha.

### XXesiècle

#### La Belle Époque
En 1901 une épidémie de dysenterie survint dans la commune de Melrand.
Les chaumières étaient encore nombreuses dans le bourg au début du XXe siècle comme l'attestent les anciennes cartes postales ; elles étaient fréquemment victimes d'incendies, par exemple le 3 juillet 1905 dans le village de Saint-Fiacre.

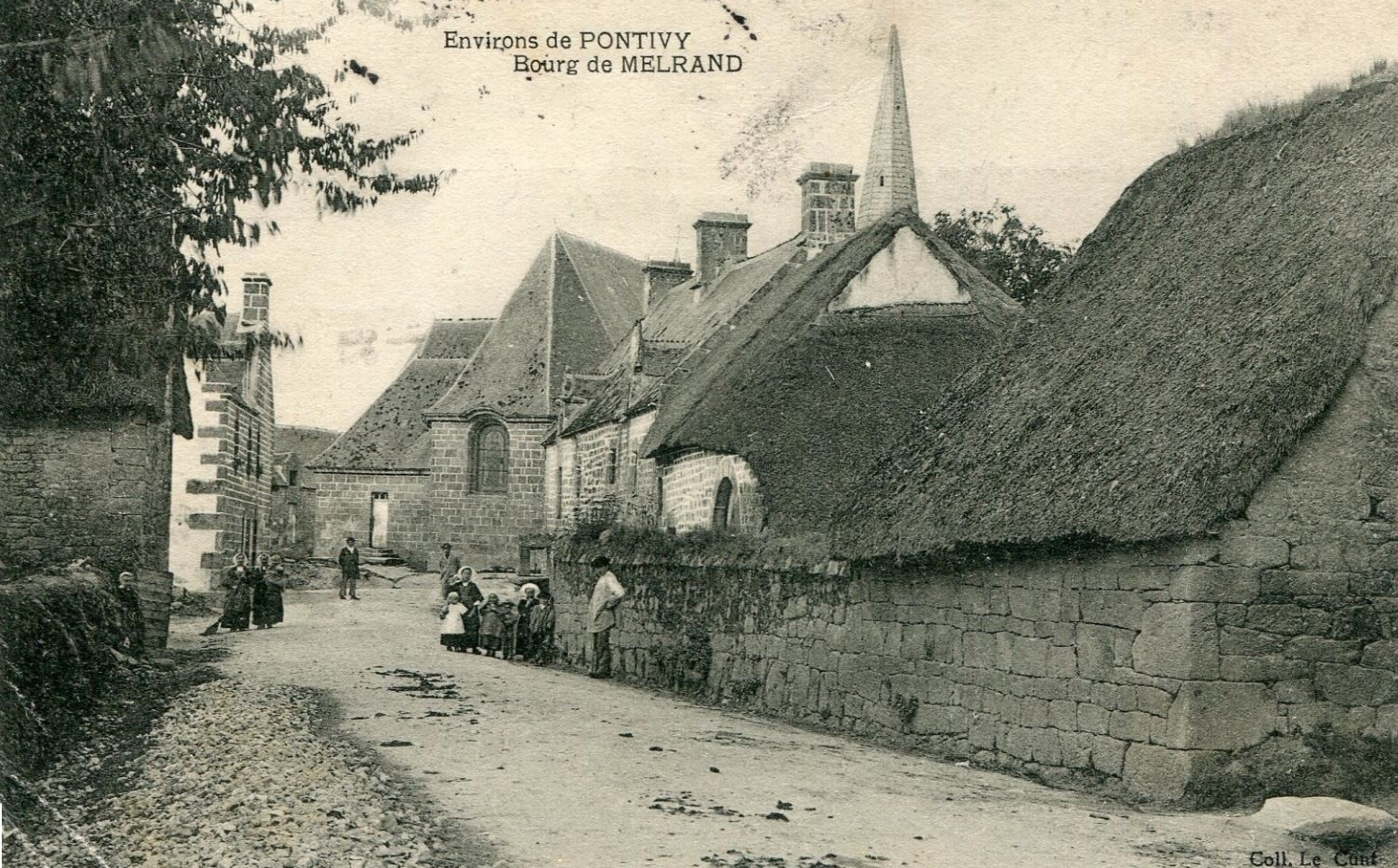
Une rue du bourg de Melrand au début du XXe siècle (carte postale Le Cunff).
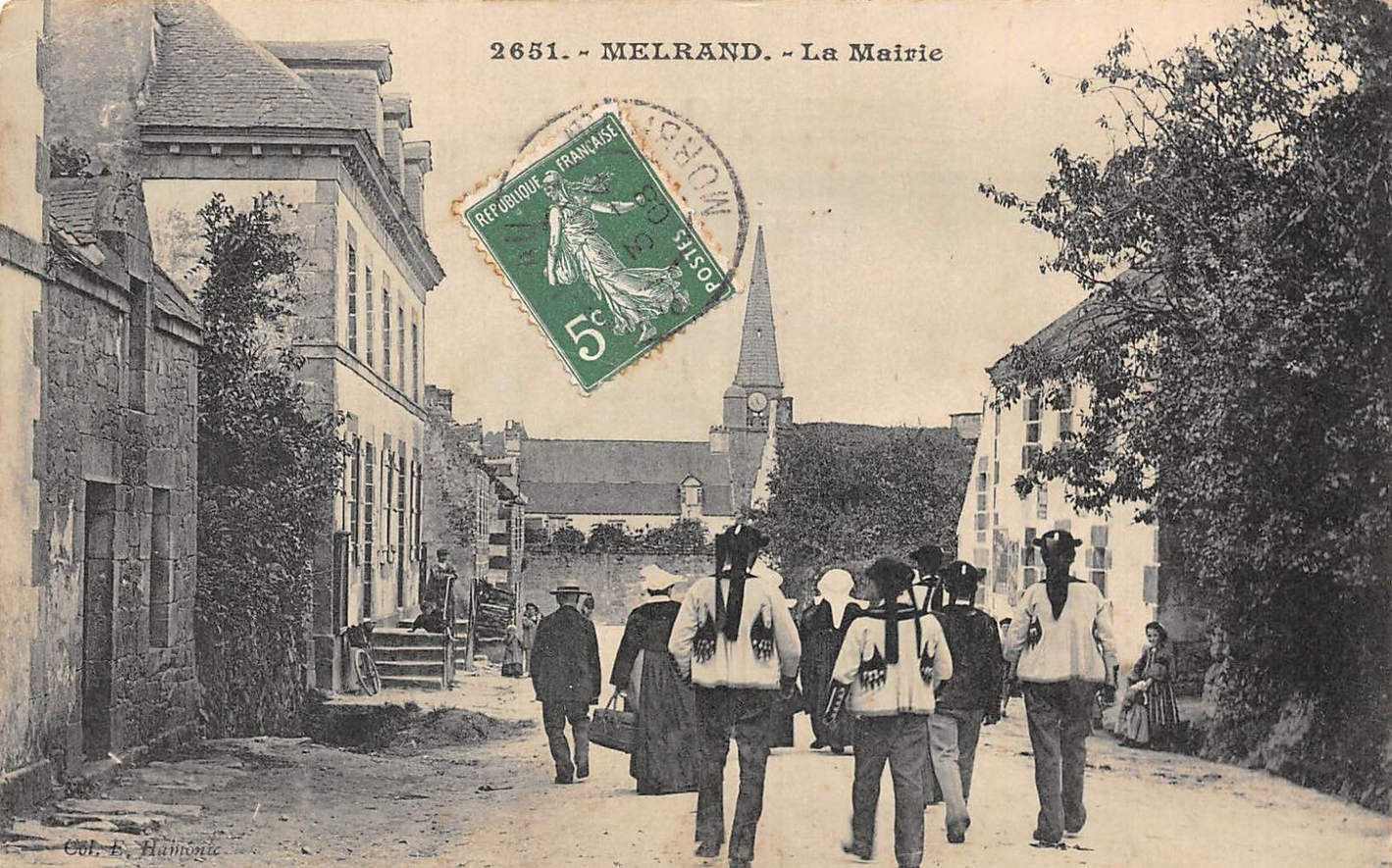
Melrand, la rue de la Mairie au début du XXe siècle (carte postale E. Hamonic)
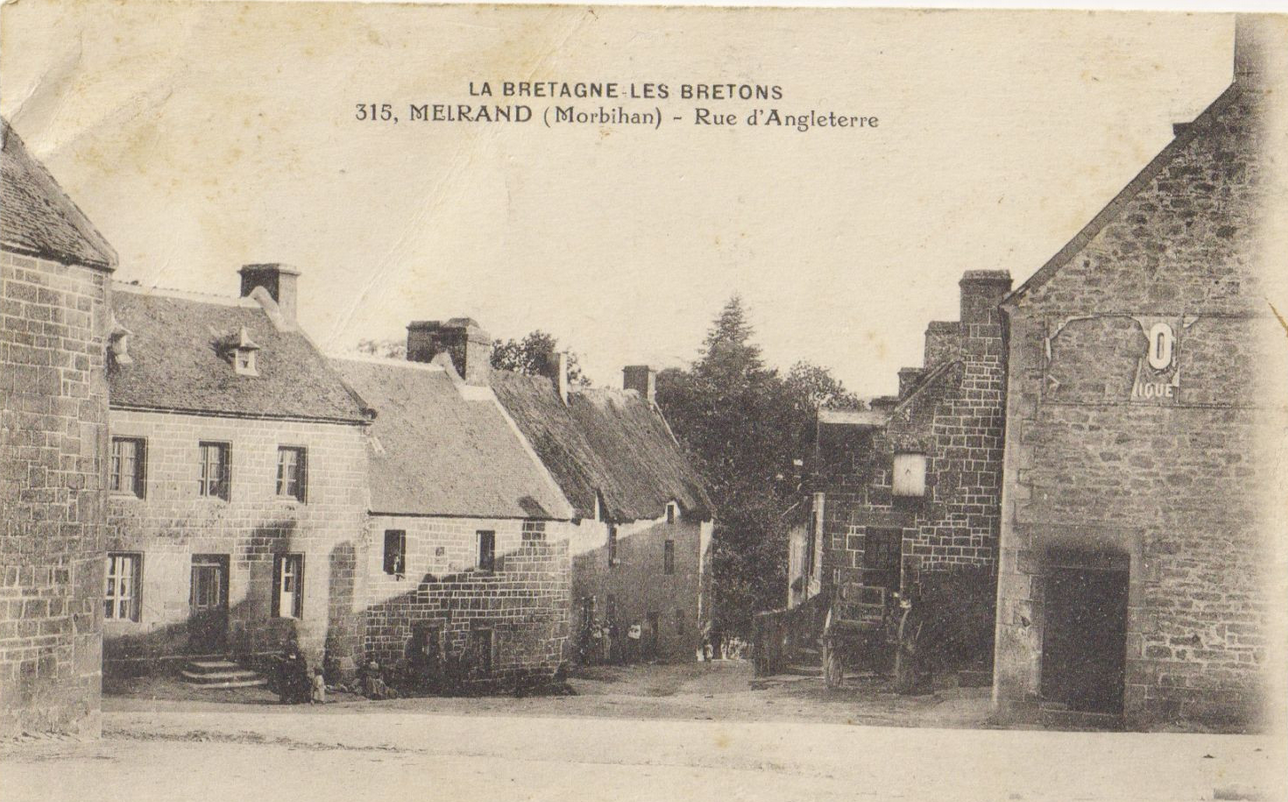
La rue d'Angleterre au début du XXe siècle (carte postale éditeur inconnu).
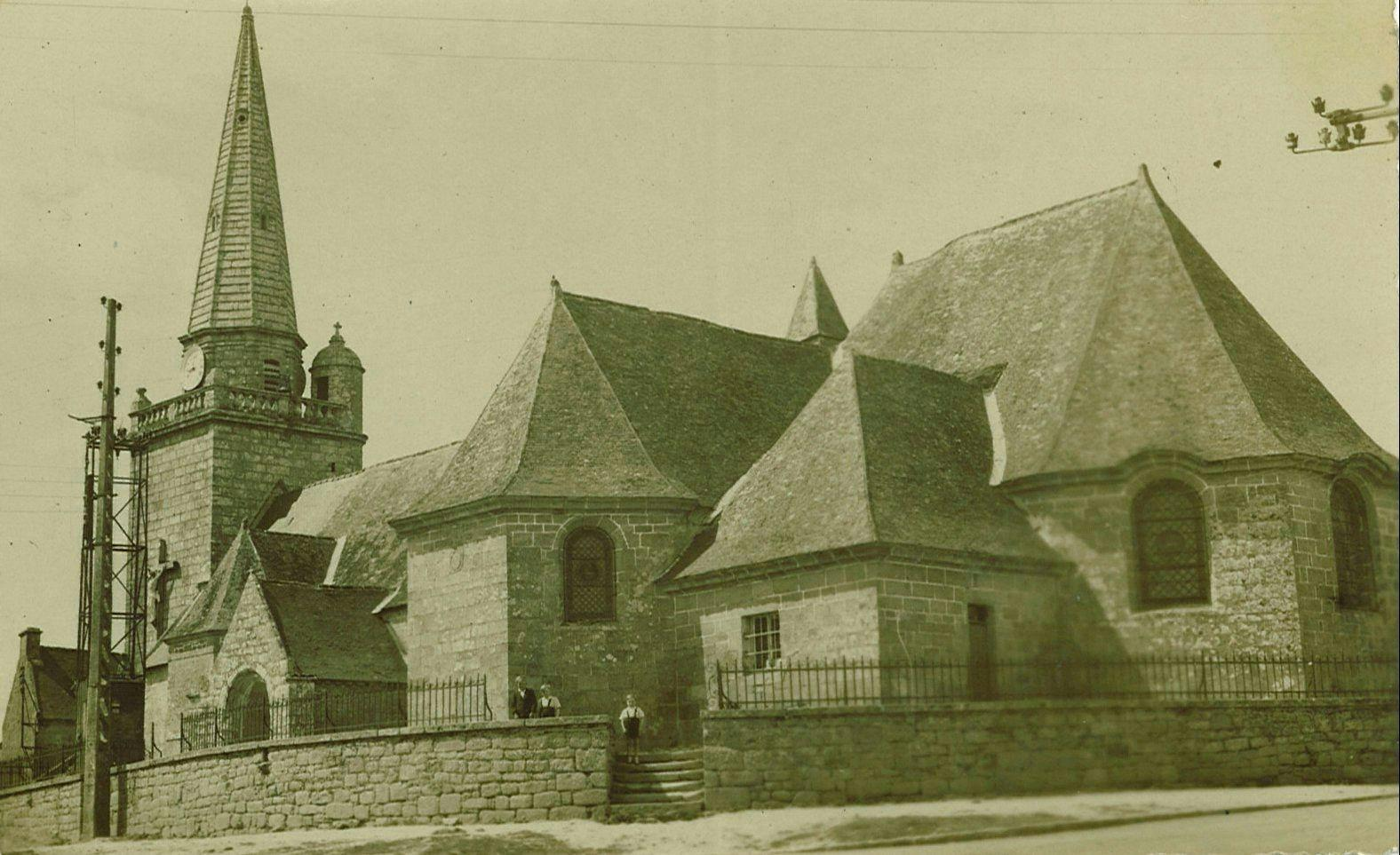
L'église paroissiale Saint-Pierre au début du XXe siècle (carte postale).
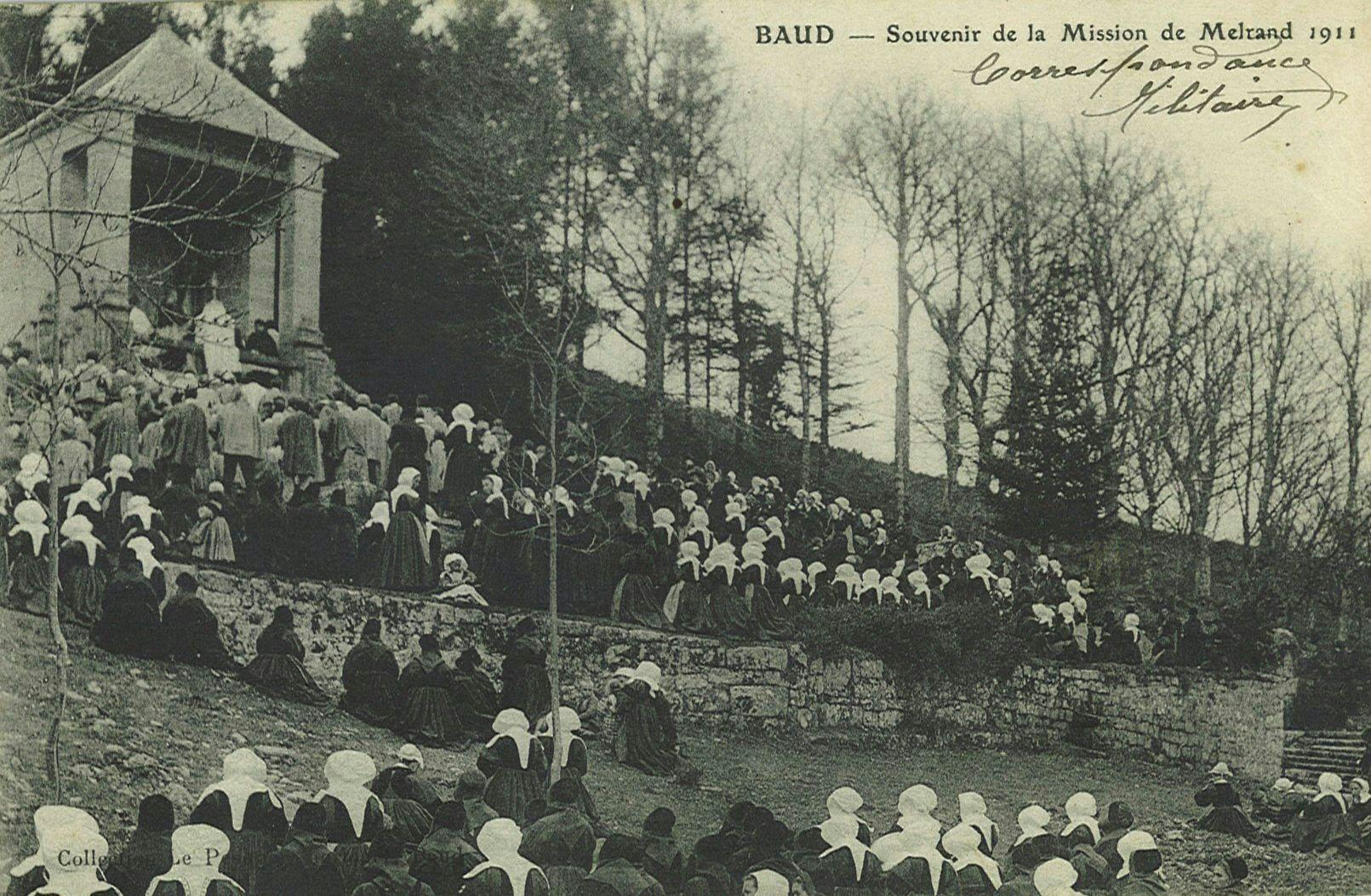
La mission de 1911 à la scala de Notre-Dame du Guelhouit (carte postale).

L'école privée tenue par les Frères des écoles chrétiennes fut fermée sur décision du gouvernement en raison de la loi sur les congrégations à la rentrée 1905.
Début mars 1906, Dalegand, percepteur ä Melrand, démissionna, refusant de procéder à l'inventaire des biens d'église Le 11 mars 1906 Madame de Beaumont et ses deux enfants, condamnés à 15 jours de prison pour avoir manifesté contre l'inventaire de l'église de Melrand, arrivèrent à Hennebont. Une foule de plus de 500 personnes se pressait pour les acclamer. Des bouquets leur ont été offerts, et la foule les a reconduits à leur maison aux cris de « Vive la liberté ! ».
Melrand était alors connu pour sa fabrication de meubles bretons. La famille Le Peutrec, a été pendant plusieurs générations une véritable dynastie de menuisiers-ébénistes, le premier étant Louis-Marie Le Peutrec; peu à peu la fabrication devint semi-industrielle et entraîna une diversification des productions grâce à des ateliers de sculpture sur bois ; d'anciens ouvriers ouvrirent des ateliers concurrents (établissements Le Calvé, L’Hinguerat, Troudet, Carel, Quilleré, Hemonet) ; le déclin de ces activités commença pendant la décennie 1930.

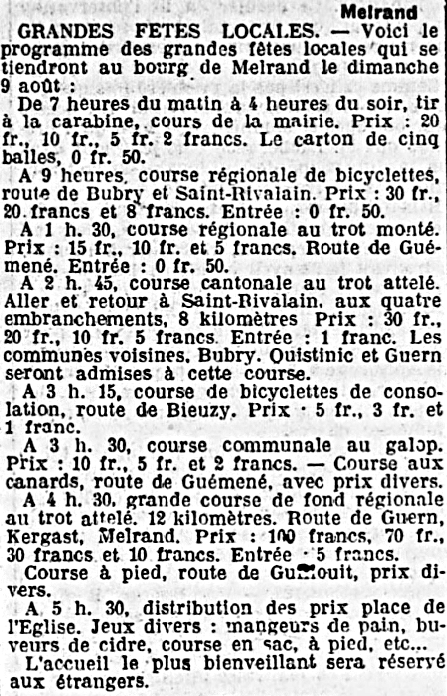
Le programme des grandes fêtes locales du 8 août 1914 (journal L'Ouest-Éclair du 25 juillet 1914).

Une école primaire ouvre en 1912 à Saint-Rivalain; Elie compta jusqu'à 3 classes, avant de fermer en 1991.

#### La Première Guerre mondiale
Le journal La Dépêche de Brest écrit le 28 septembre 1915 que la commune de Melrand compte parmi celles qui ont fait les plus importants versements d'or pour financer l'effort de guerre ; « Honneur à la patriotique population melrandaise ! ».

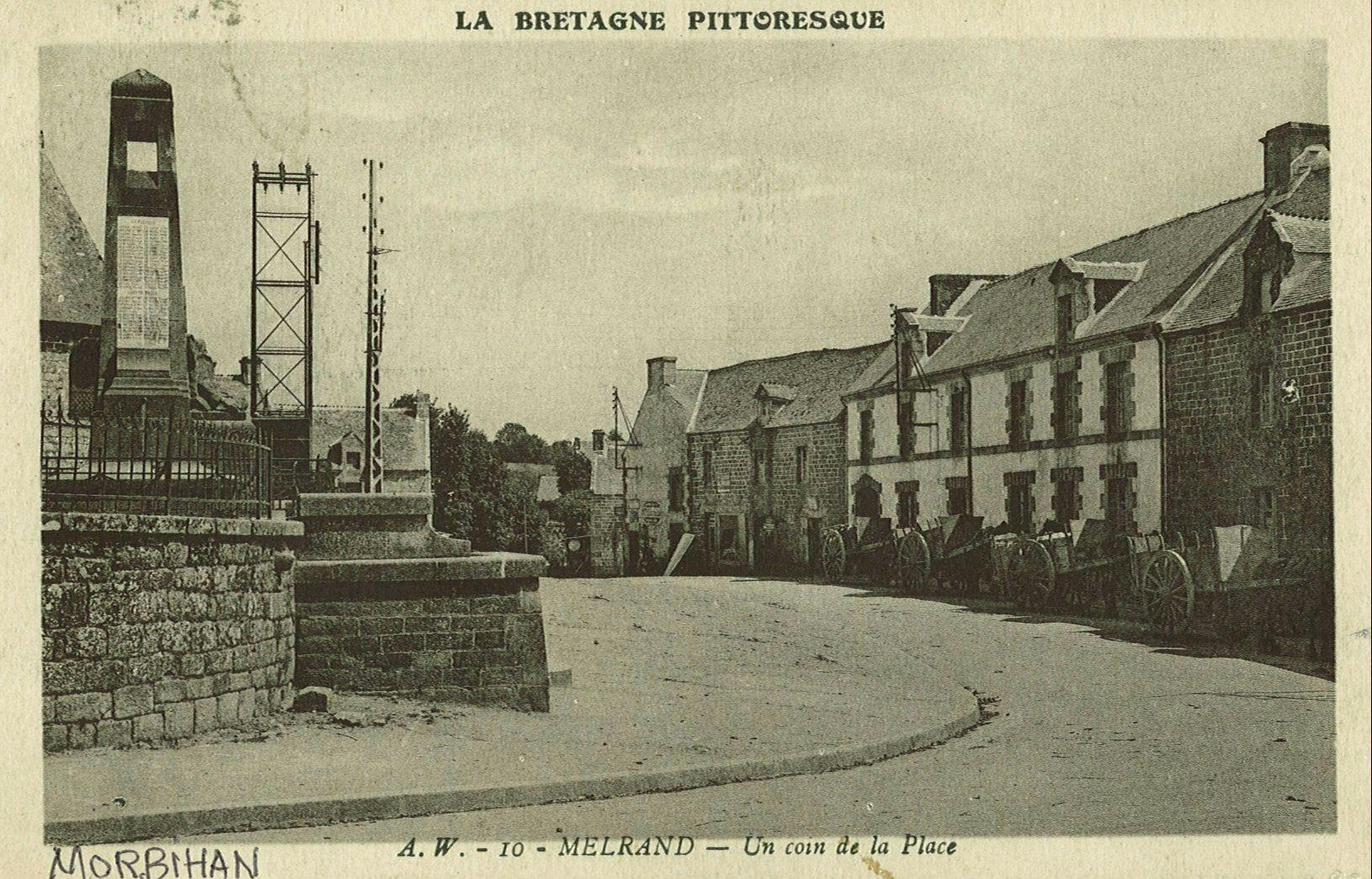
Le monument aux morts et un coin de la place vers 1925.

Le monument aux morts de Melrand porte les noms de 212 soldats morts pour la France pendant la Première Guerre mondiale ; parmi eux, 13 sont morts en Belgique ; 1 (Joseph Marie Le Gourrierec) est mort en Serbie et 2 (Henri Marie Le Gal et Pierre Marie Poulain) sont morts dans l'actuelle Macédoine du Nord (dans le cadre de l'expédition de Salonique) ; 3 (Louis Huidot, Joseph Marie Laigo et Joseph Tanguy) sont morts alors qu'ils étaient en captivité en Allemagne ; la plupart des autres sont décédés sur le sol français. Les premiers à être tombés sur le champ d'honneur sont Célesphore Cargouët, Pierre Marie Le Marec, Julien Marie Le Pennec, Mathurin Marie Le Saux et Louis Marie Le Strat le 22 août 1914 à Maissin.

#### L'Entre-deux-guerres
Le monument aux morts de Melrand est un pilier commémoratif en granite en forme d'obélisque placé sur un socle, avec à son pied la statue en kersantite d'un poilu couché (statue de Jules Déchin) ; le monument est surmonté d'une croix et porte sur sa face avant l'inscription "Melrand. À ses enfants morts pour la France" ; deux autres statues sont situées de part et d'autre du monument ; celui-ci est érigé par René Guillaume, architecte à Lorient, dans le cimetière ; il fut inauguré le 3 août 1924. Dans l'église paroissiale un vitrail représente un poilu mourant béni par un prêtre ; une croix latine est en haut du vitrail et une croix de guerre à sa base, avec une inscription en langue bretonne.

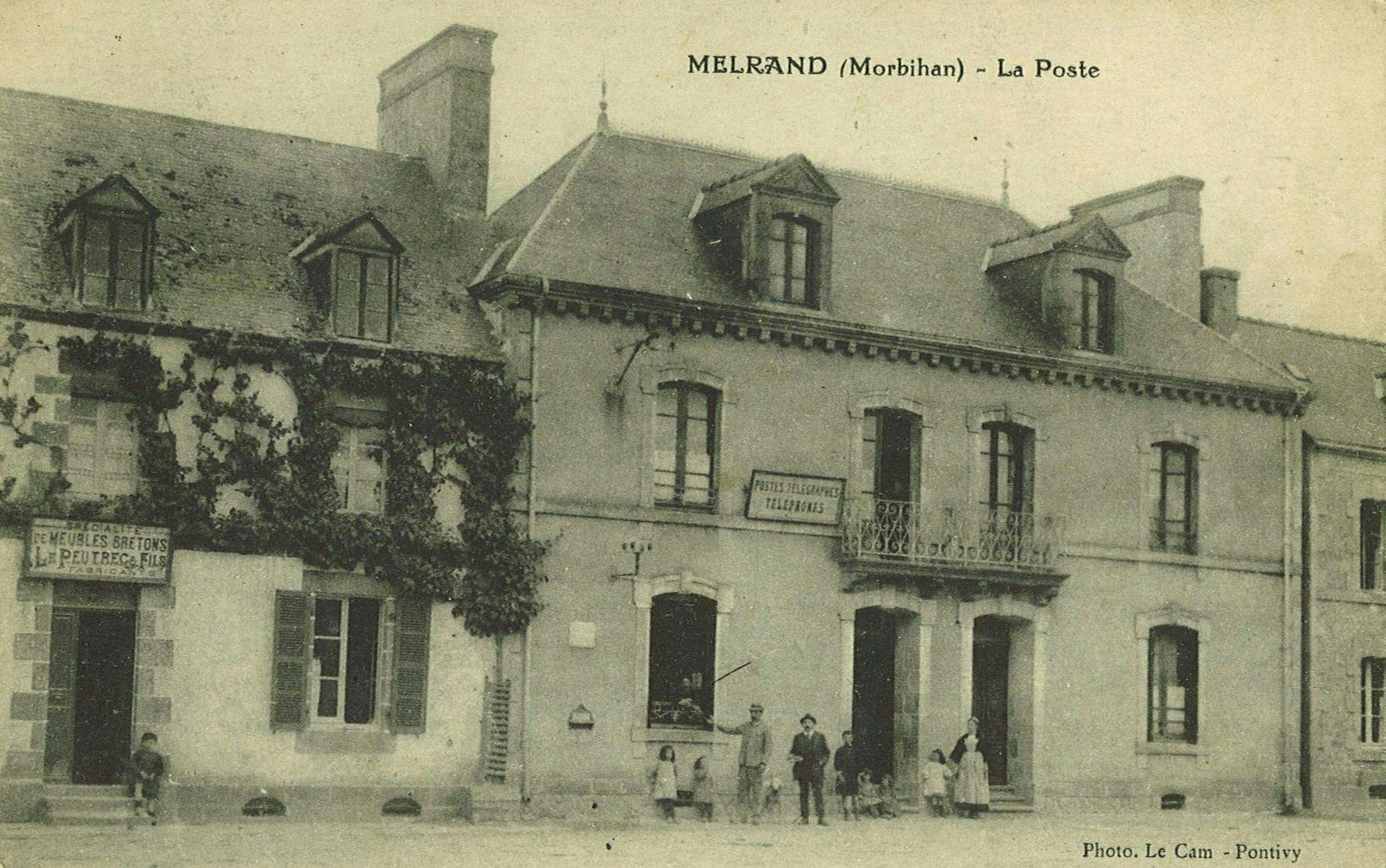
La poste et une boutique de meubles bretons vers 1925.
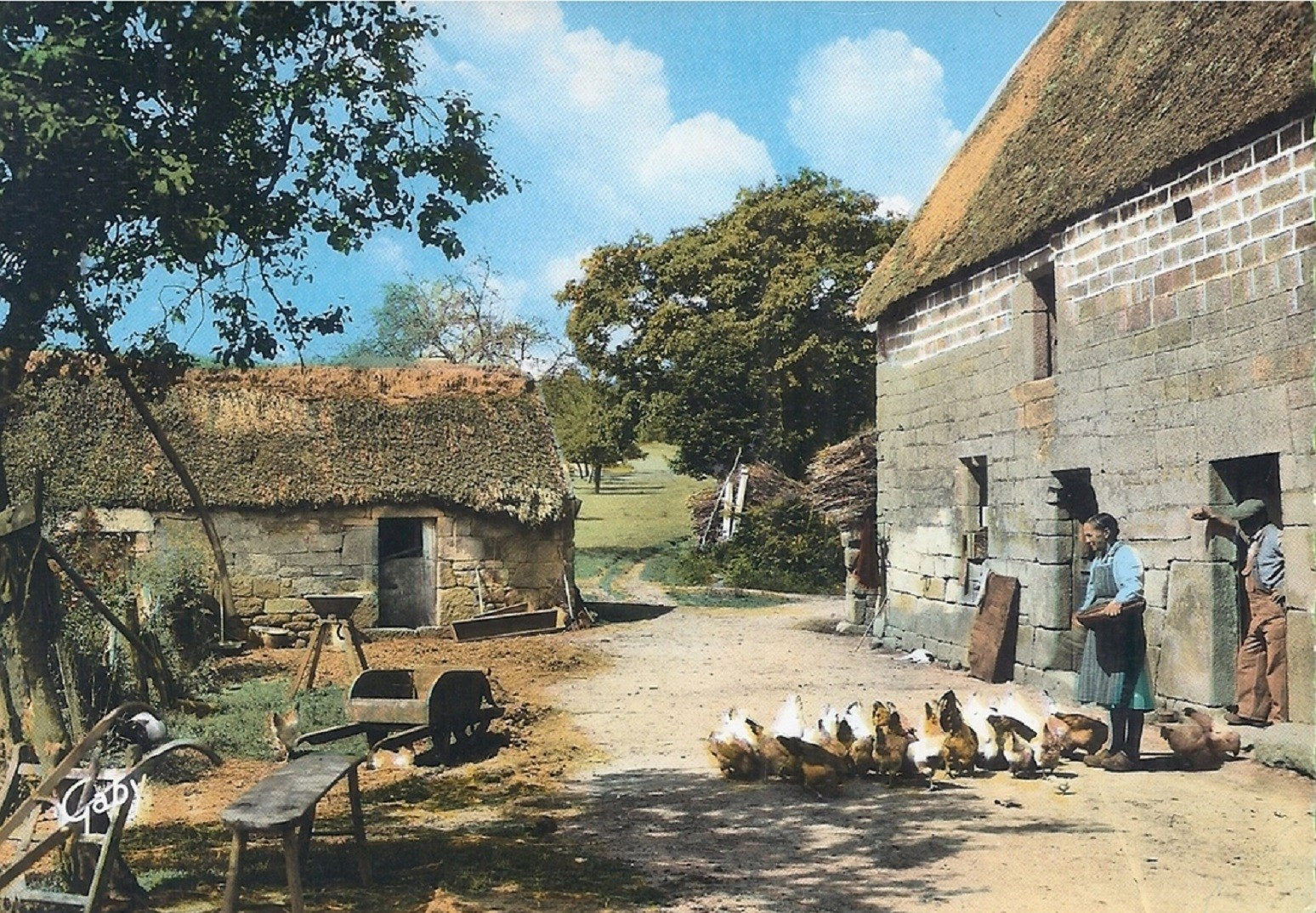
Chaumière du Salle Gallo en Melrand vers 1930 (carte postale).
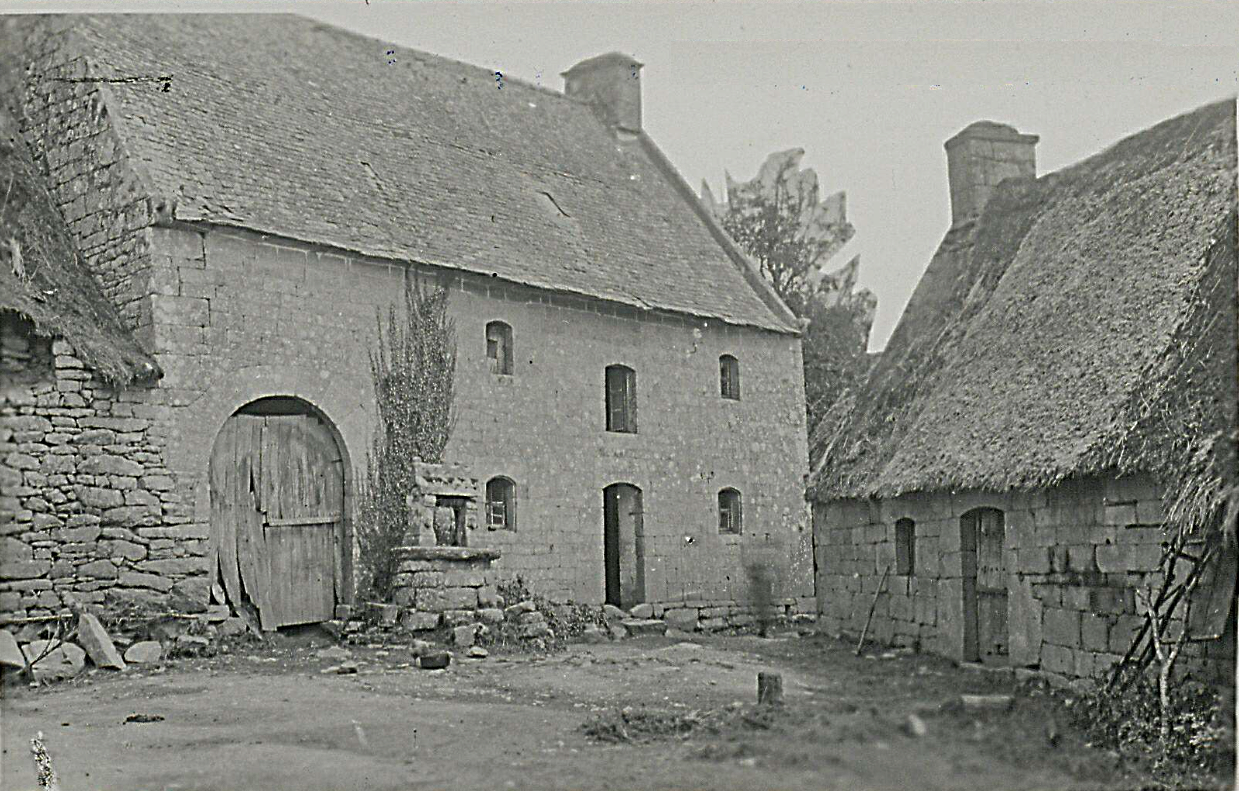
Vieille ferme dans le village de Saint-Fiacre (vers 1930).

Les incendies étaient fréquents, notamment en raison des toits en chaume. Par exemple dans la nuit du 16 au 17 mai 1933 un incendie éclata dans le village de Kerduic, situé sur un promontoire dominant la vallée de la Sarre, où presque toutes les maisons étaient encore couverte de chaume ; malgré l'intervention de la pompe à incendie des papeteries de Saint-Rivalain, toutes proches, puis des pompiers de Melrand, une maison d'habitation fut totalement détruite. Un incendie était déjà survenu en 1903 dans le même village, détruisant deux maisons ; en janvier 1929 l'incendie d'une autre chaumière dan le village de Kerprat fit un mort.

#### La Seconde Guerre mondiale
Fin 1943, le détachement "Surcouf", commandé par René Jehanno, était formé dans la région de Melrand, Bubry, Quistinic et Saint-Barthélemy ; il intégrait début 1944 la 1re compagnie FTP du Morbihan, alors commandée par Jean-Marie Kerangouarec, alias "commandant Étienne" ; cette compagnie prit par la suite le nom de "compagnie Lanquetil" ; le 22 mai 1944 une patrouille de Géorgiens (des Volontaires et conscrits étrangers de la Waffen-SS qui collaboraient avec les Allemands) fit prisonnier 4 résistants, dont Jean-Marie Kerangouarec, à Saint-Nicolas-des-Eaux ; celui-ci fut fusillé le 30 juin 1944 à Saint-Jacques-de-la-Lande après avoir été atrocement torturé.
Le monument aux morts de Melrand porte les noms de 19 personnes mortes pour la France pendant la Seconde Guerre mondiale ; parmi elles Pierre Le Doujet, marin disparu en rade de Brest le 14 décembre 1939 ; Joachim Ezequel, François Guéhennec, Jean Le Foulgocq, François Le Marrec, Emmanuel Mahé, soldats tués au printemps 1940 lors de la Bataille de France ; Louis Le Peutrec, résistant mort le 24 mai 1944 à Melrand ; le résistant FTP François Hémon, abattu ou mort au combat le 5 juillet 1944 à Pluméliau ; Yves Cojean, mort le 1er février 1945 en Allemagne

#### L'après Seconde Guerre mondiale

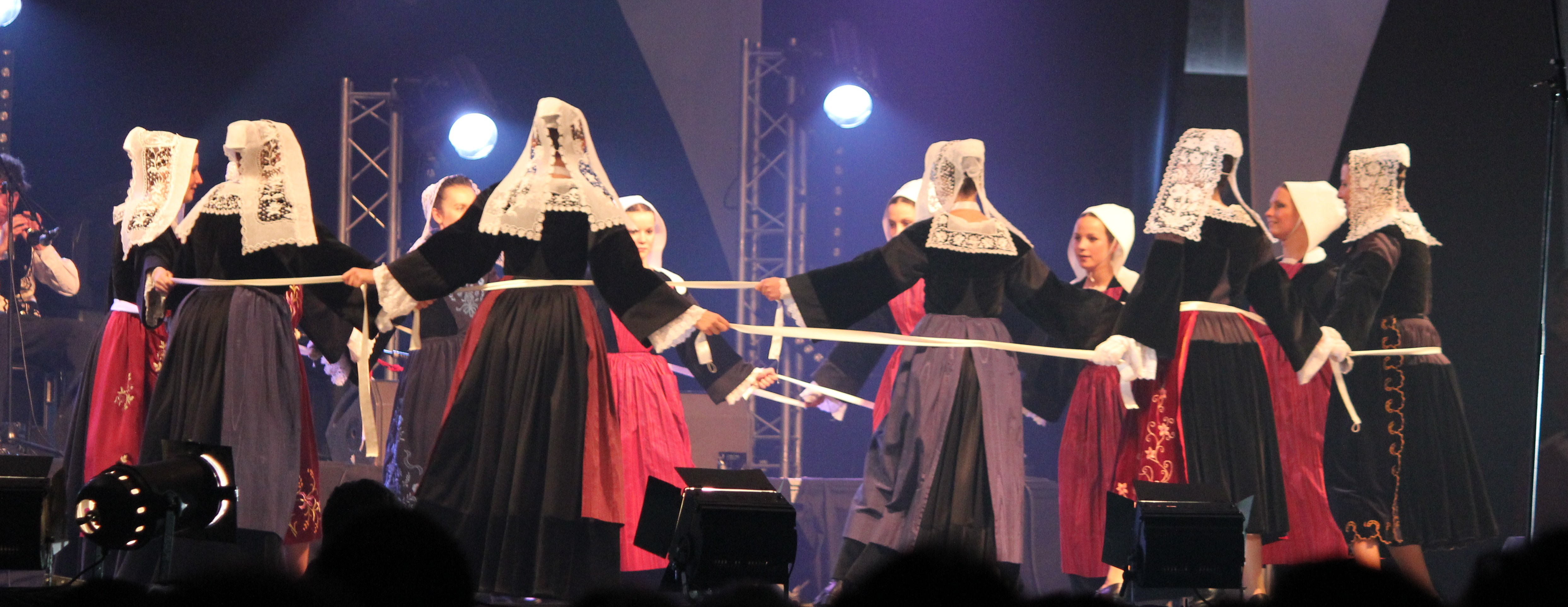
Le cercle celtique "Bugale" au Festival interceltique de Lorient en 2011.

Un soldat originaire de Melrand (Louis Fouillen) est mort pour la France lors de la Guerre de Corée, un (Désiré Malardé) lors de la Guerre d'Indochine et un (Marcel Le Gourriérec) lors de la Guerre d'Algérie.
Le cercle celtique des "Bugale" a été créé à l’automne 1973 et a fêté son demi-siècle d’existence en 2024 ; il se consacre aux danses des terroirs de Baud, de Pontivy et du pays Pourlet puisque Melrand est à la rencontre de ces trois aires culturelles ; il évolue en deuxième catégorie de la fédération Kenleur.

## Politique et administration

### Liste des maires successifs

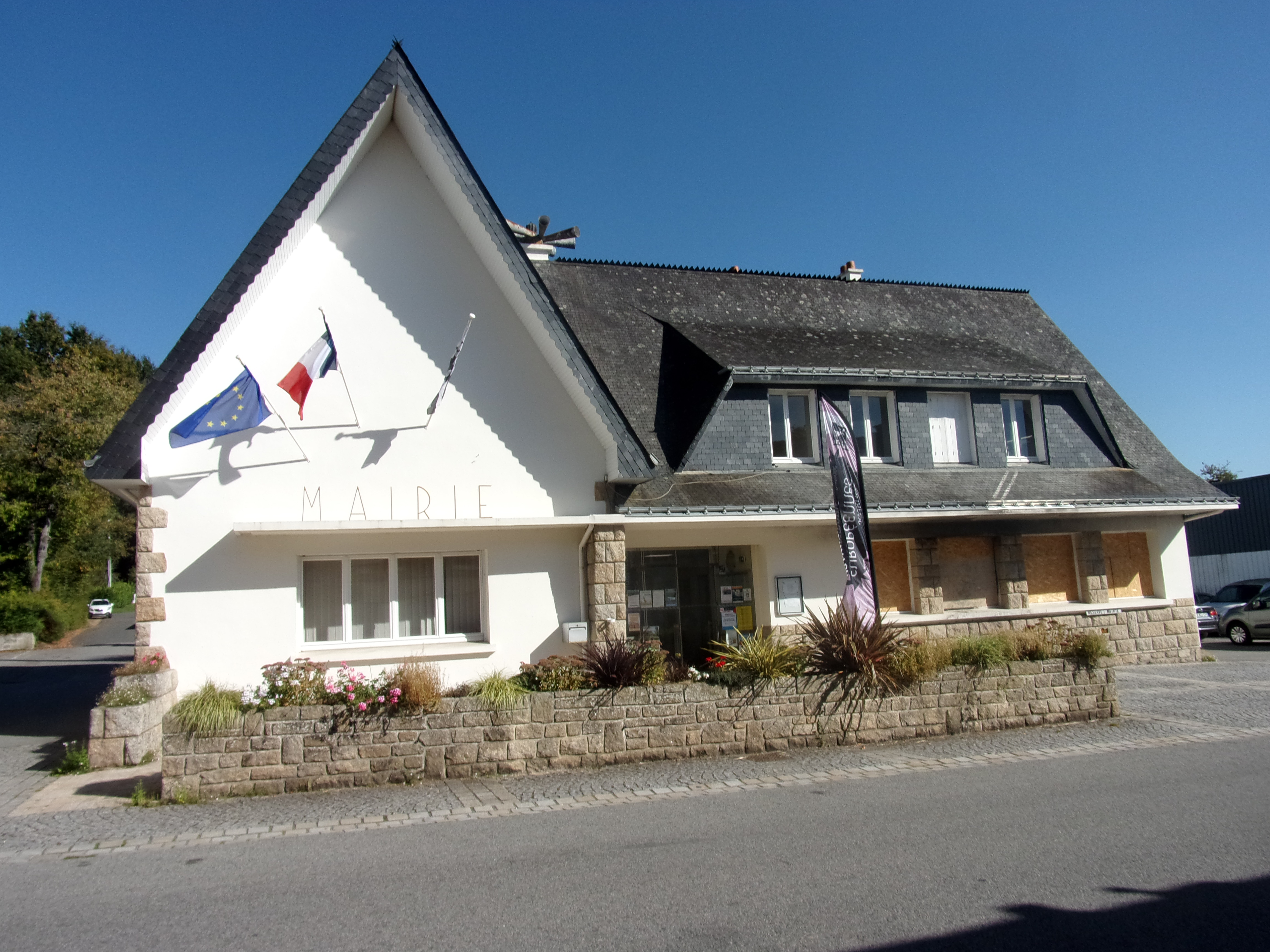
La mairie de Melrand, de style néo-breton.

| Période                                  | Période    | Identité            | Étiquette | Qualité                                                                                      |
| ---------------------------------------- | ---------- | ------------------- | --------- | -------------------------------------------------------------------------------------------- |
| 2014 Réélu en 2020                       | En cours   | Charles Boulouard   | SE        | Pisciculteur retraité, ancien premier adjoint 2e vice-président de Baud Communauté (2021 → ) |
| 2008                                     | 2014       | Jean-Paul Pasco     | SE        | Aide-soignant                                                                                |
| 1983                                     | 2008       | Louis André         |           | Artisan électricien en retraite                                                              |
| 1965                                     | 1983       | Léon Pennober       | Modéré    | Commerçant                                                                                   |
| 1959                                     | 1965       | Roger Bellec        |           | Magistrat                                                                                    |
| 1935                                     | 1959       | Louis Robic         |           | Cultivateur. Fils de François Robic, maire précédent.                                        |
| 1900                                     | 1935       | François Robic      |           | Propriétaire .                                                                               |
| 1886                                     | 1900       | Joseph Postic       |           | Cultivateur.                                                                                 |
| 1876                                     | 1886       | René Le Gallo       |           | Cultivateur.                                                                                 |
| 1871                                     | 1875       | René Postic         |           | Cultivateur.                                                                                 |
| 1840                                     | 1871       | Jacques Hellec      |           | Cultivateur.                                                                                 |
| 1836                                     | 1840       | Joseph Louis Bellec |           | Cultivateur.                                                                                 |
| 1834                                     | 1835       | Mathurin Postic     |           | Cultivateur.                                                                                 |
| 1815                                     | 1834       | Julien Le Govic     |           | Cultivateur.                                                                                 |
| avant 1810                               | après 1815 | Louis Bellec        |           | Menuisier-charpentier.                                                                       |
| Les données manquantes sont à compléter. |            |                     |           |                                                                                              |

## Économie

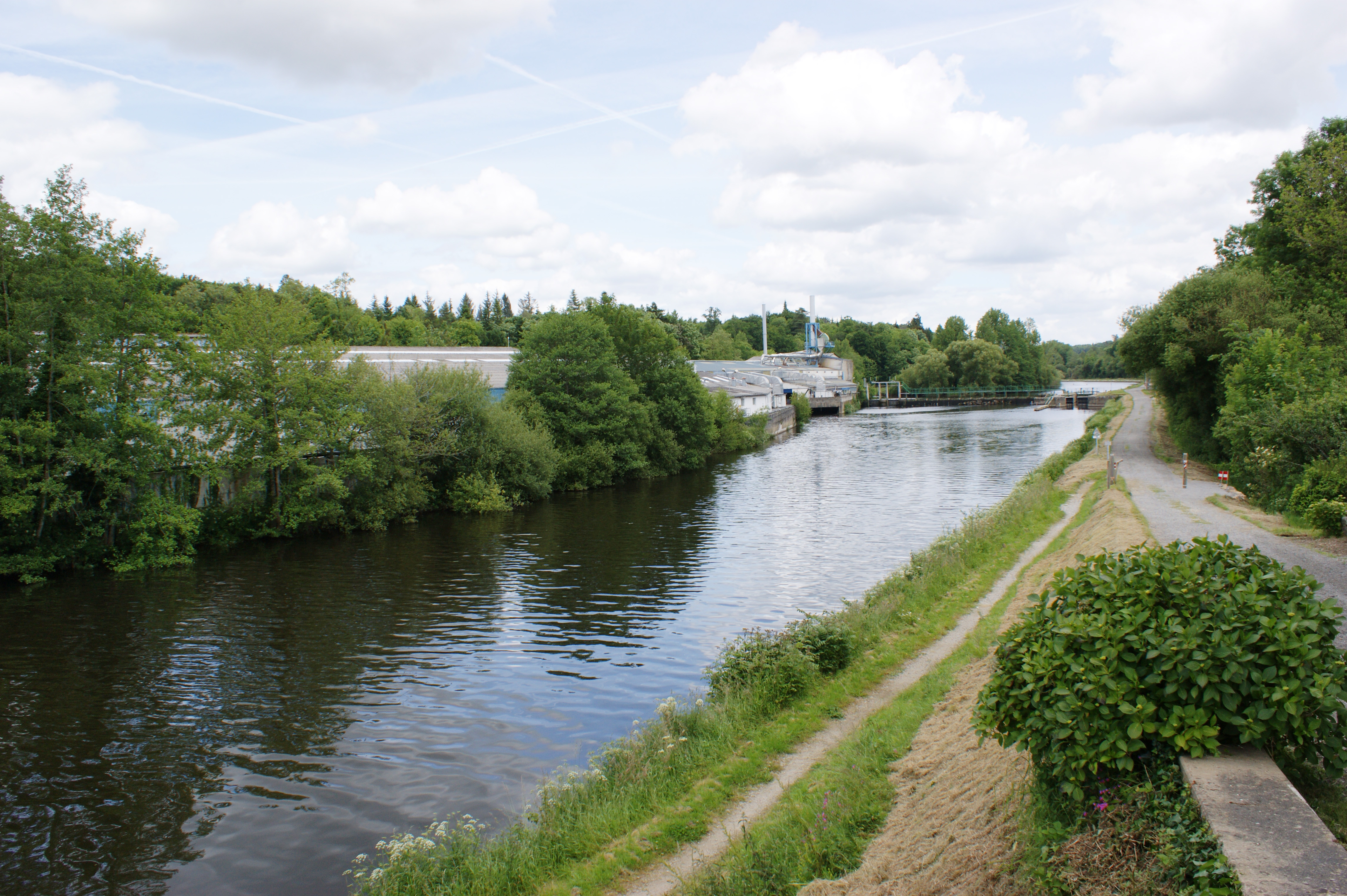
Le Blavet et l'usine Lydall.

La commune de Melrand compte, en 2015, 143 établissements en activité dont 35 dans le secteur de l'agriculture, 7 de l'industrie et 19 de la construction. Le principal employeur de la commune est la fabrique de fibres de verre, appartenant depuis 1991 au groupe américain Lydall (95 salariés), installé à Saint-Rivalain dans la vallée du Blavet au confluent du Blavet et de la Sarre. L'usine est spécialisée dans la fabrication de textiles non tissés destinés à la filtration de l'air et des liquides. Le site industriel occupe une surface de 15 000 mètres carrés. Il était occupé à l'origine par un moulin à papier construit en 1874, remplacé à partir de 1961 par une usine du groupe américain Texon.

### Secteur primaire
Le tableau ci-dessous présente les principales caractéristiques des exploitations agricoles de Melrand, observées entre 1988 et 2010, soit sur une période de 22 ans.
|                                                           | 1988    | 2000  | 2010    |
| --------------------------------------------------------- | ------- | ----- | ------- |
| Nombre d’exploitations agricoles                          | 142     | 66    | 34      |
| Équivalent Unité de travail annuel (UTA)                  | 179     | 84    | 58      |
| Surface agricole utile (SAU) (ha)                         | 2 276   | 2 354 | 2 141   |
| Superficie en terres labourables (ha)                     | 2 123   | 2 126 | 2 056   |
| Superficie toujours en herbe (ha)                         | 141     | 228   | 83      |
| Nombre d’exploitations ayant des vaches laitières         | 74      | 24    | 14      |
| Vaches laitières (nombre de têtes)                        | 1 314   | 838   | 637     |
| Nombre d’exploitations ayant des poulets de chair et coqs | 33      | 4     | 4       |
| Poulets de chair et coqs (nombre de têtes)                | 223 220 |       | 183 250 |

## Jumelages
Ballineen-Enniskean (en) (Irlande)
| Ballineen-Enniskean |

## Héraldique
| Blason de Melrand | - Description : Partie supérieure : illustration de la ferme archéologique de la commune sur fond vert, rappelant la forêt. Partie gauche : Dessin d'un champ d'hermine symbolisant l'emblème de la Bretagne. Partie droite : Représentation du calvaire, sur fond jaune, significatif de l'intérêt du talent, de la passion des artistes bretons pour la sculpture. - Devise : « Disket Melrandiz petra en dès groelt ho tadeu » « Apprenez Melrandais ce qu'ont fait vos Pères » |

## Enseignement
- École publique Gabriel-Louis-Guilloux
- École Notre-Dame du Guelhouit

## Sports
- Melrand-Sports Football
- Cyclo Club melrandais
- Palet sur route ou palet pontivyen.

## Démographie
L'évolution du nombre d'habitants est connue à travers les recensements de la population effectués dans la commune depuis 1793. Pour les communes de moins de 10 000 habitants, une enquête de recensement portant sur toute la population est réalisée tous les cinq ans, les populations de référence des années intermédiaires étant quant à elles estimées par interpolation ou extrapolation. Pour la commune, le premier recensement exhaustif entrant dans le cadre du nouveau dispositif a été réalisé en 2008.

En 2022, la commune comptait 1 559 habitants, en évolution de +3,25 % par rapport à 2016 (Morbihan : +3,82 %, France hors Mayotte : +2,11 %).
| 1793  | 1800  | 1806  | 1821  | 1831  | 1836  | 1841  | 1846  | 1851  |
| ----- | ----- | ----- | ----- | ----- | ----- | ----- | ----- | ----- |
| 2 635 | 2 714 | 2 242 | 2 761 | 2 887 | 2 907 | 2 705 | 3 109 | 3 128 |

| 1856  | 1861  | 1866  | 1872  | 1876  | 1881  | 1886  | 1891  | 1896  |
| ----- | ----- | ----- | ----- | ----- | ----- | ----- | ----- | ----- |
| 3 053 | 3 040 | 3 212 | 3 032 | 3 181 | 3 241 | 3 295 | 3 421 | 3 535 |

| 1901  | 1906  | 1911  | 1921  | 1926  | 1931  | 1936  | 1946  | 1954  |
| ----- | ----- | ----- | ----- | ----- | ----- | ----- | ----- | ----- |
| 3 600 | 3 570 | 3 666 | 3 712 | 3 658 | 3 637 | 3 526 | 3 005 | 2 575 |

| 1962  | 1968  | 1975  | 1982  | 1990  | 1999  | 2006  | 2008  | 2013  |
| ----- | ----- | ----- | ----- | ----- | ----- | ----- | ----- | ----- |
| 2 149 | 2 031 | 1 883 | 1 771 | 1 584 | 1 525 | 1 511 | 1 507 | 1 502 |

| 2018  | 2022  | - | - | - | - | - | - | - |
| ----- | ----- | - | - | - | - | - | - | - |
| 1 523 | 1 559 | - | - | - | - | - | - | - |

## Culture locale et patrimoine

### Langue bretonne
À la rentrée 2017, 33 élèves étaient scolarisés dans la filière bilingue catholique (soit 26 % des enfants de la commune inscrits dans le primaire).

### Lieux et monuments
La commune possède un patrimoine architectural riche et diversifié, composé de l’église, de nombreux calvaires, des fontaines, et chapelles dominent les terres de Melrand.

#### Vestiges préhistoriques et antiques
- Tumulus Motténic : fouillé à la fin du XIXe siècle, il est situé dans une lande dépendant du village de Locmaria. Il a 27 mètres de diamètre sur 2 mètres de hauteur.
- Tumulus Kob-Castel : il est situé près de l'ancien village de Télion.
- Tumulus de Saint Fiacre.

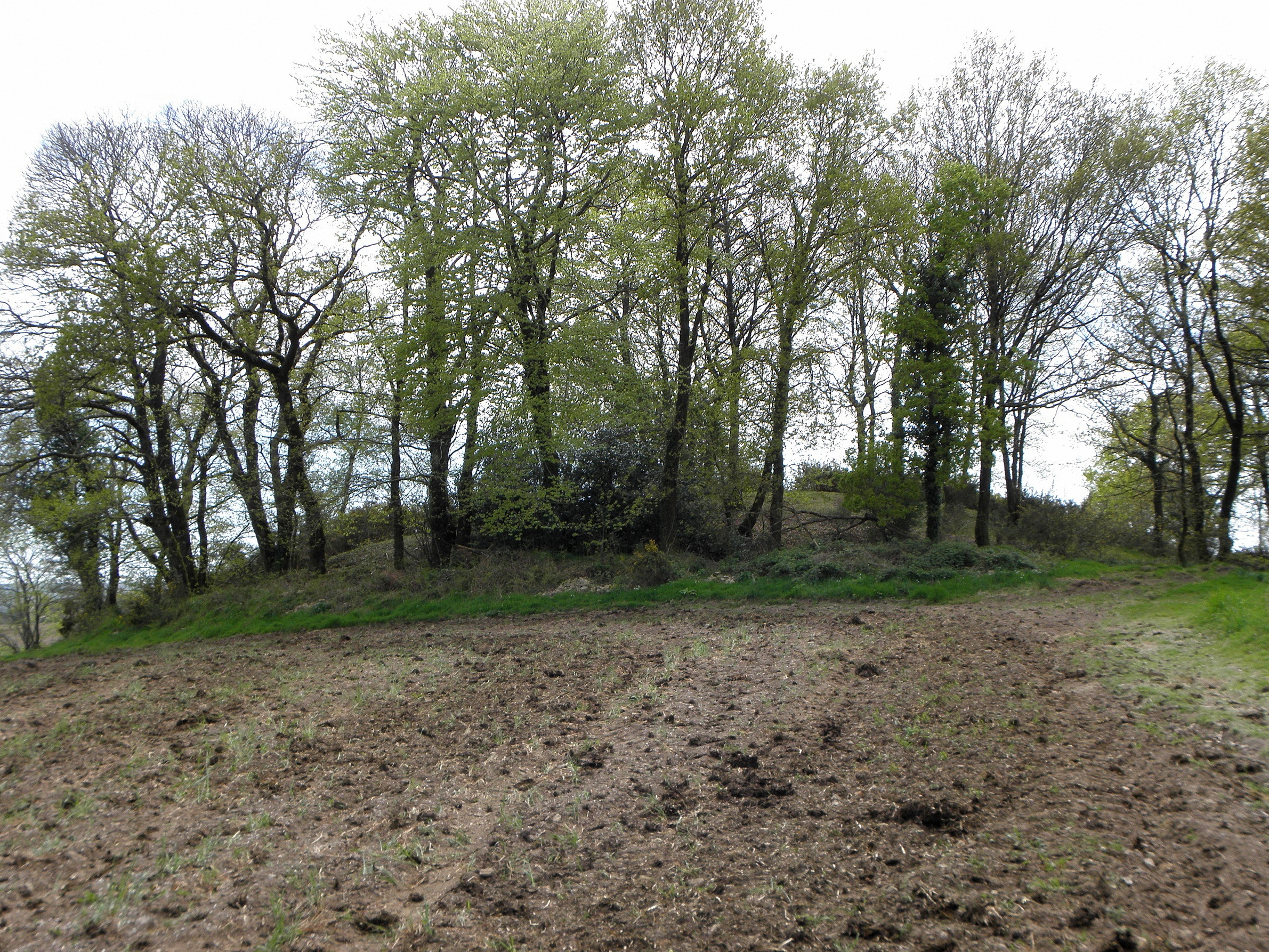
Le tumulus de Saint Fiacre.

- La grotte souterraine de Kervihan.
- La grotte de Ruzo-Lanyo.
- Tombe en coffre de l'âge du bronze.
- Voie romaine : elle reliait Rennes à Carhaix en passant par Castennec (Sulim).
- Village de l'an Mil de Melrand à Lann-Gouh. Il s'agirait du vieux bourg de Melrand datant du Moyen Âge, il a été fouillé dès 1902 par Paul Aveneau de la Grancière.

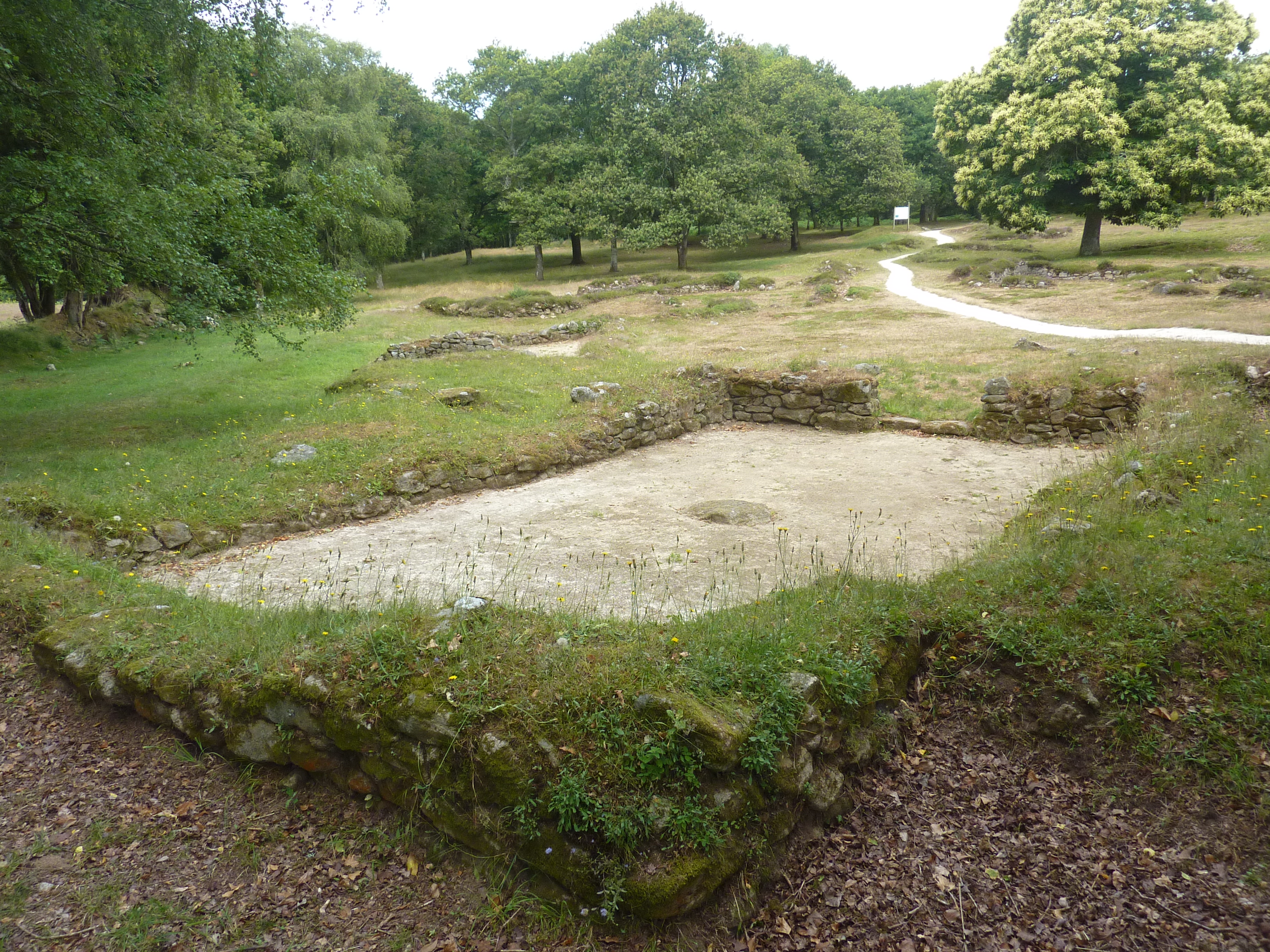
Vue générale du site archéologique.
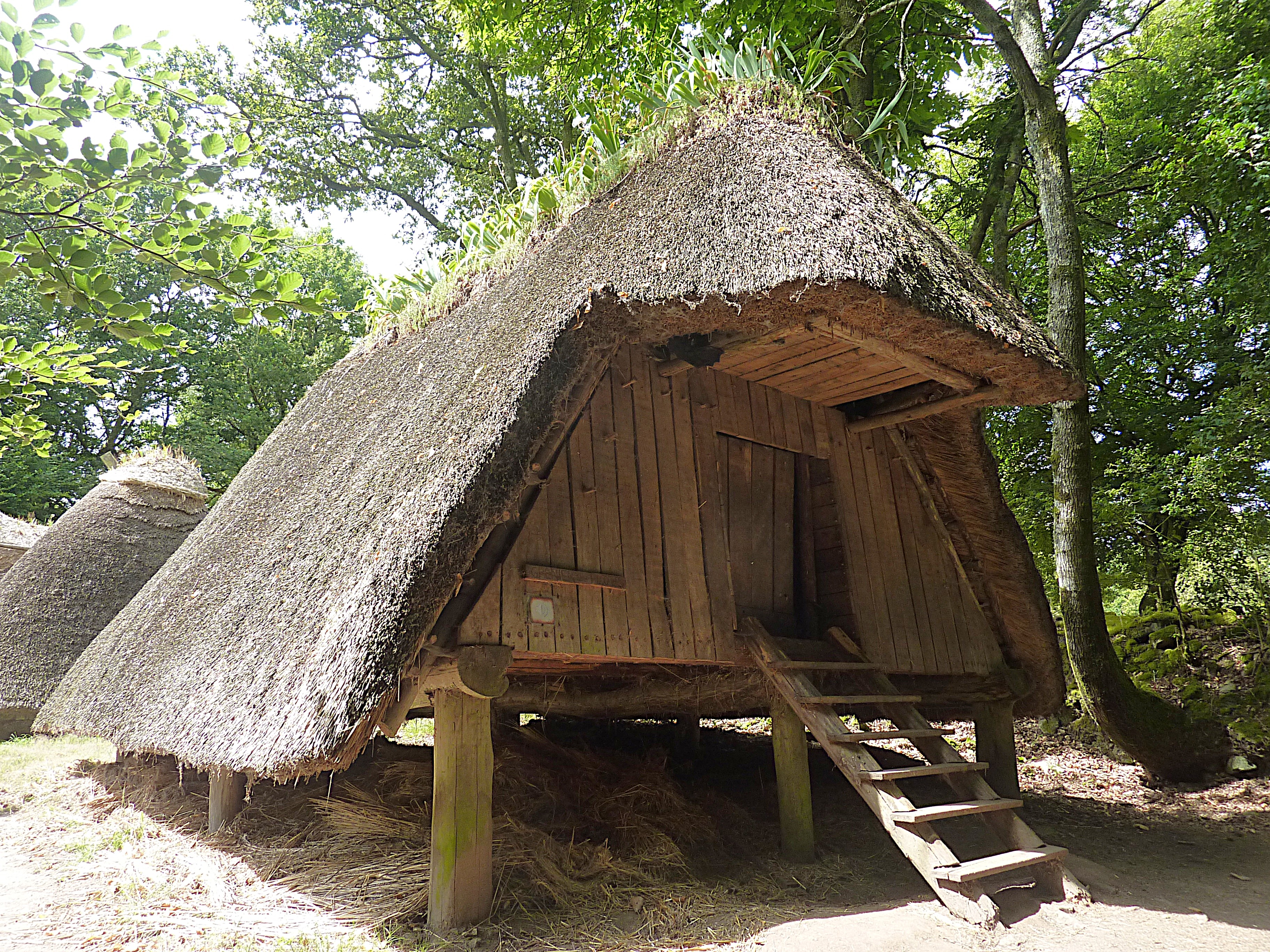
Une des maisons.
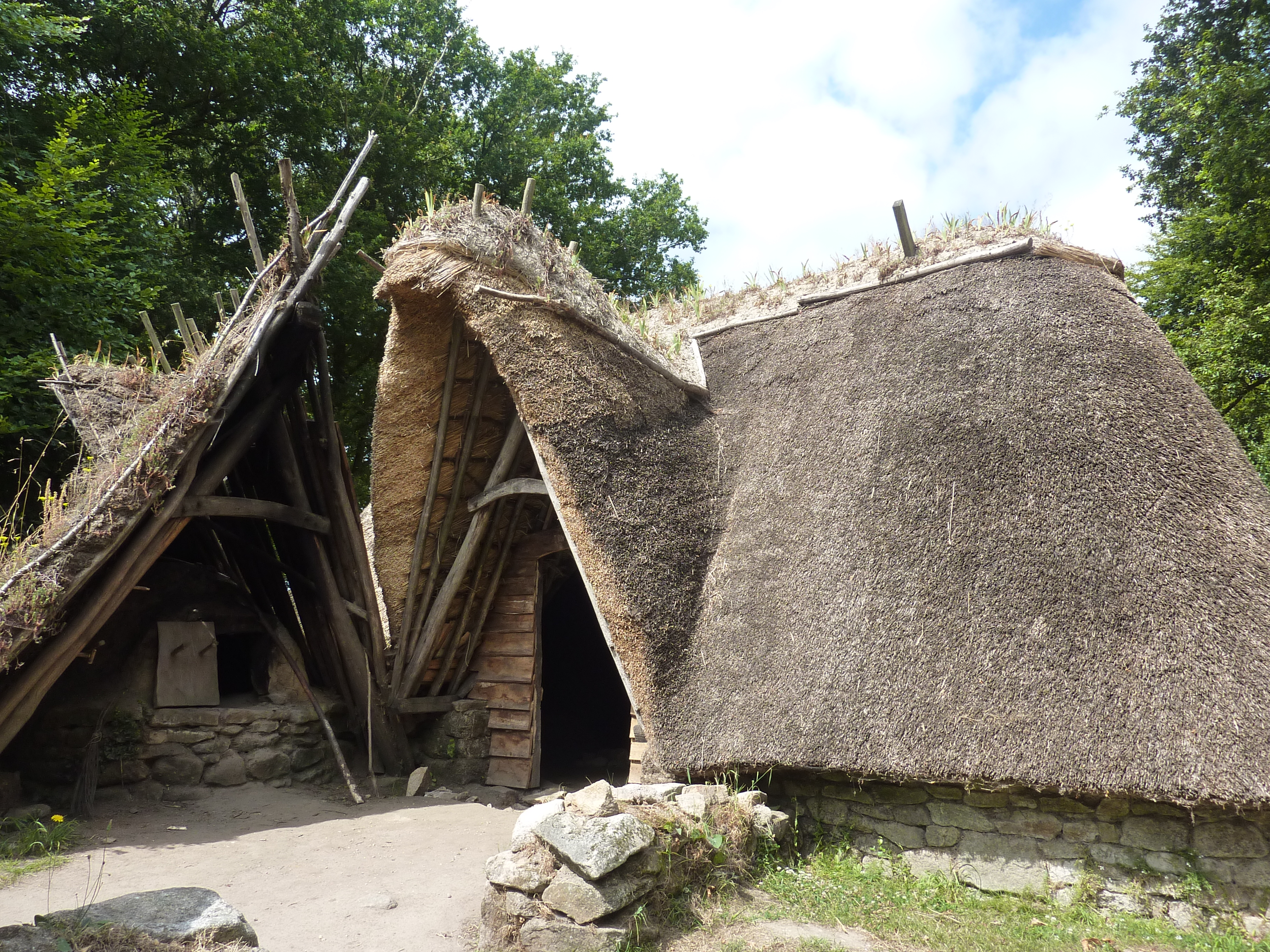
Une autre des maisons.
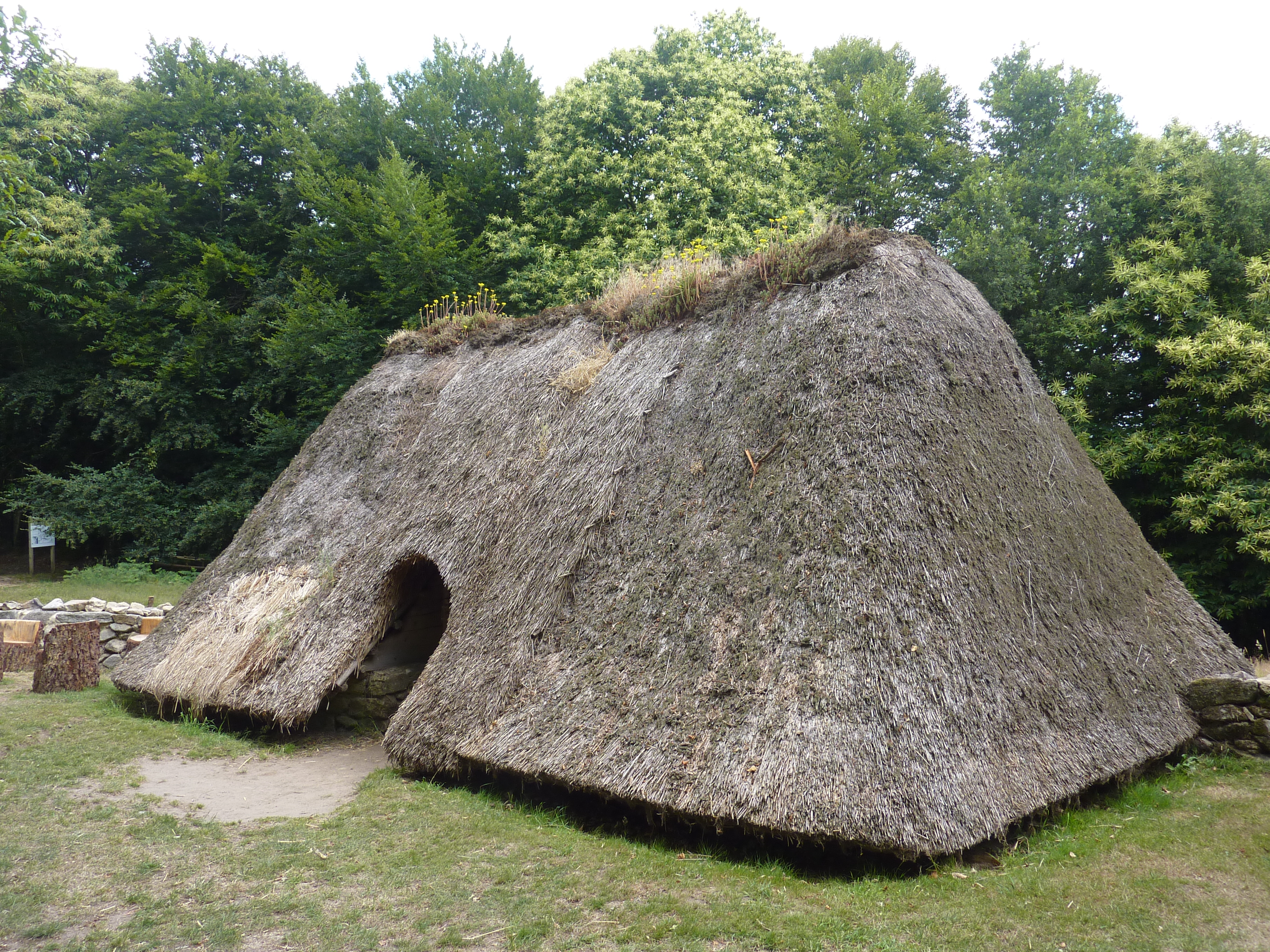
Une autre des maisons.
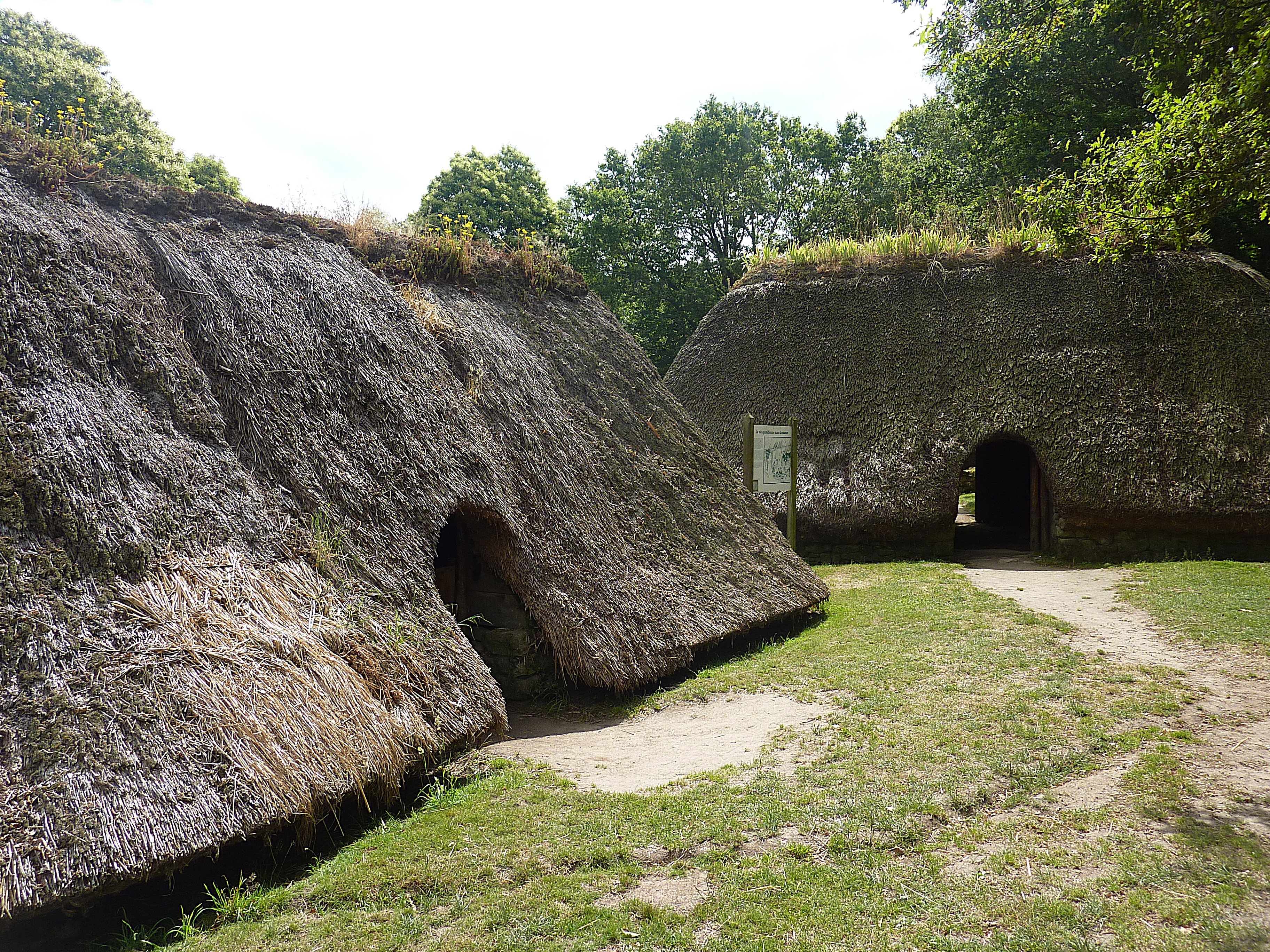
Maisons.
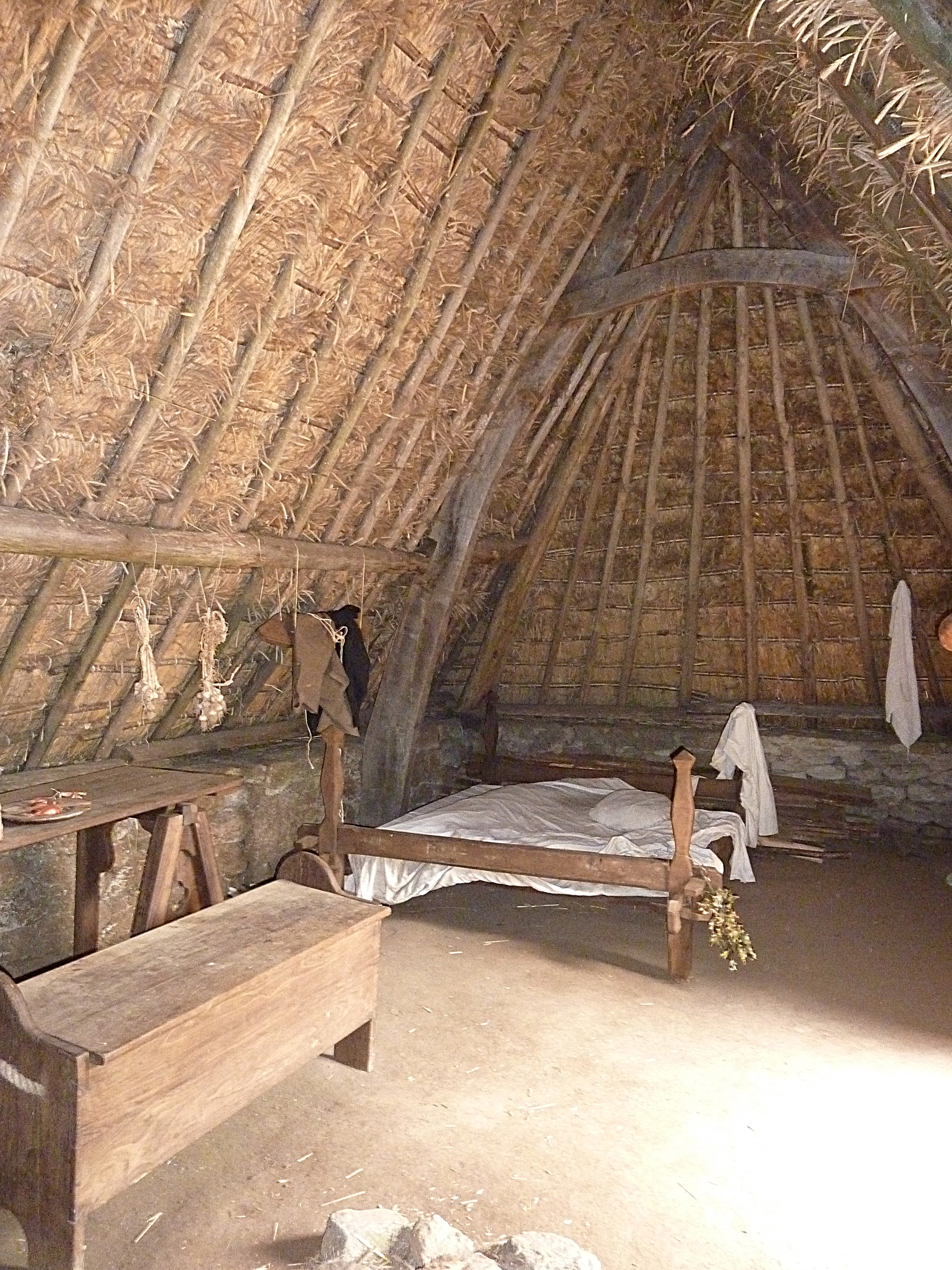
Vue intérieure de l'une des maisons.
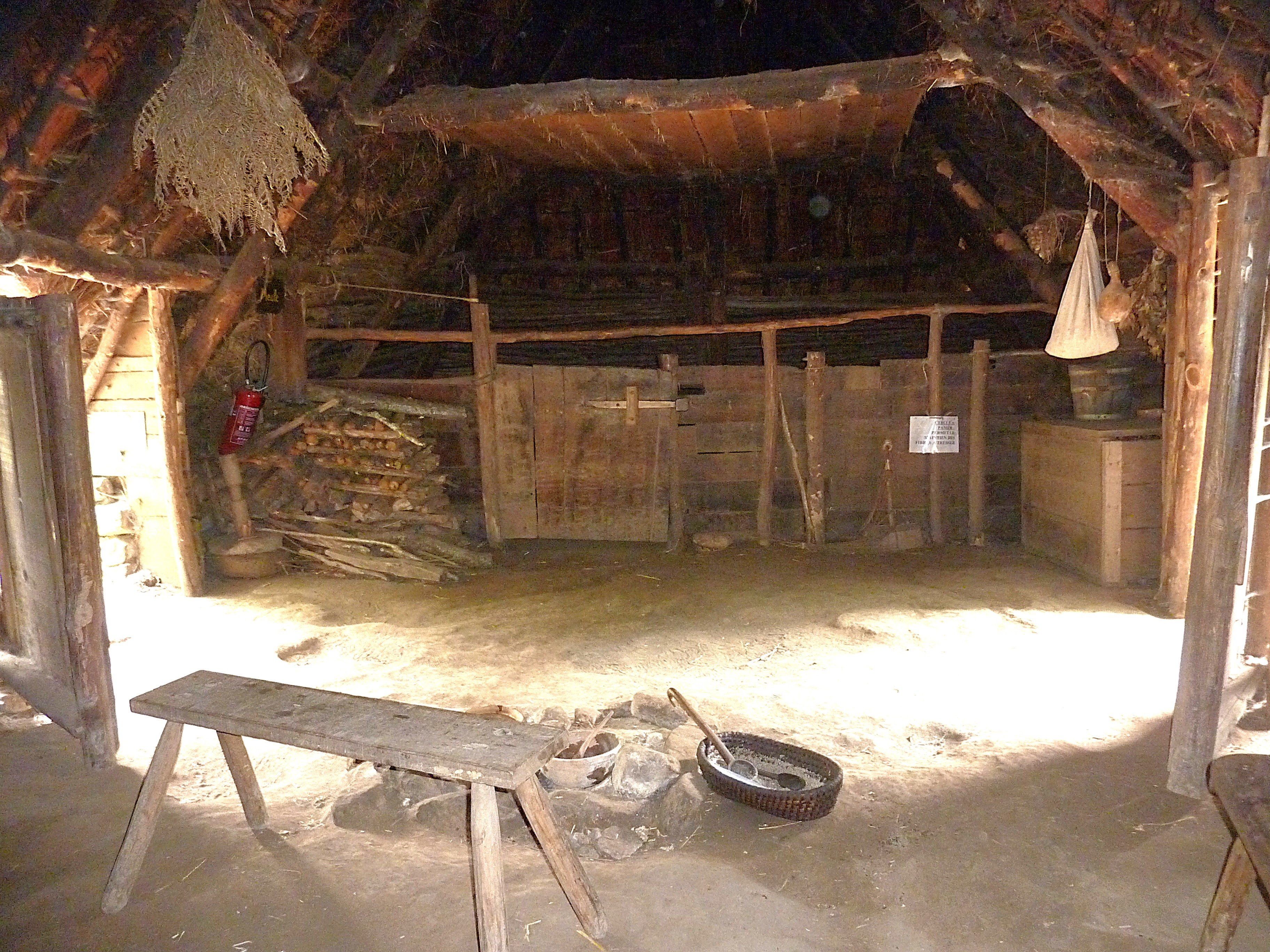
Vue intérieure de l'une des maisons.
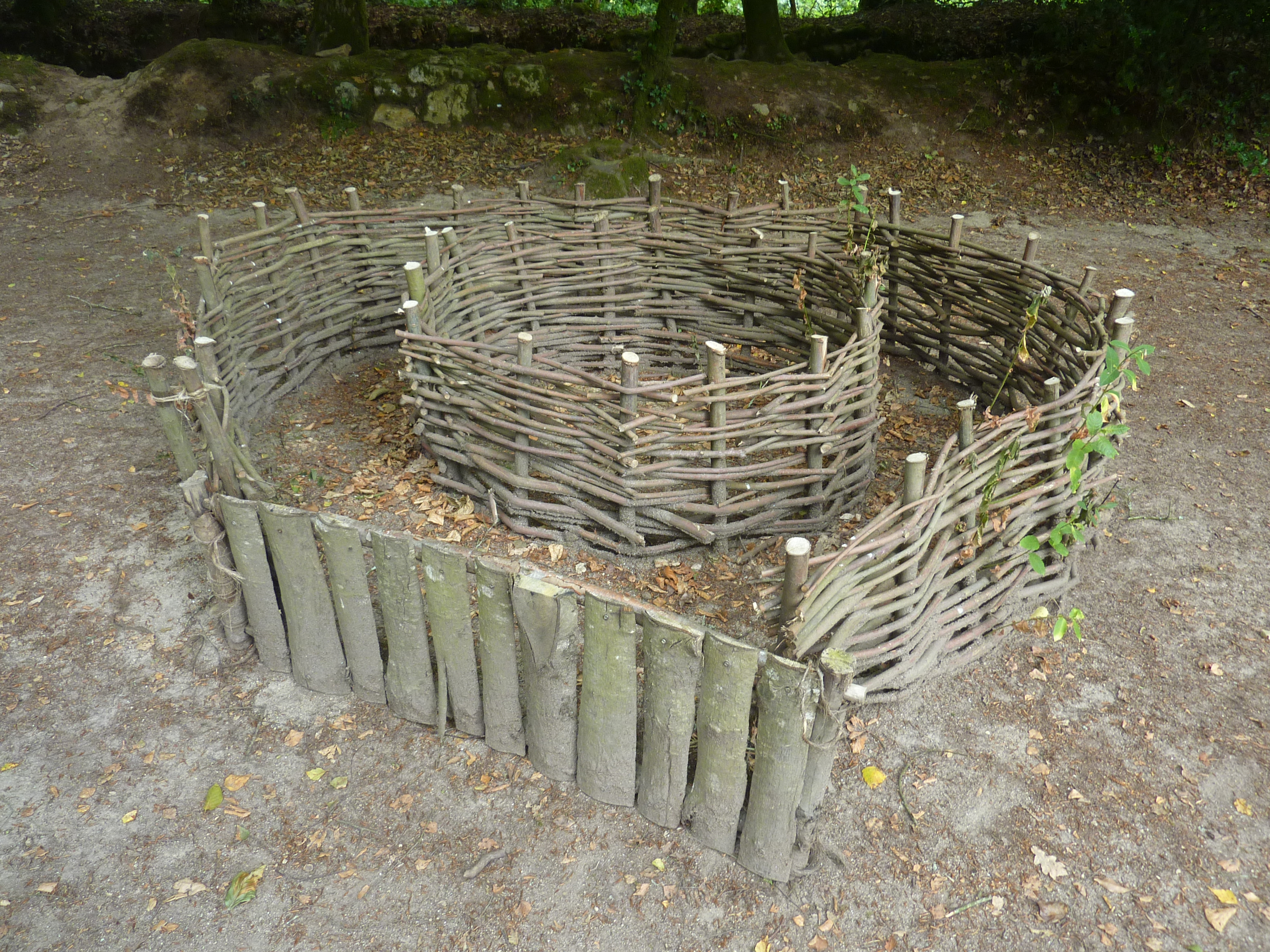
Piège à loup (reconstitution).

#### Église et chapelles

##### ÉgliseSaint-Pierre
Elle date des XVe , XVIe siècle, et XVIIe siècle (une partie de la nef remonte à la première moitié du XVe siècle, le reste est de dates variables car l'église a été remaniée à plusieurs reprises au fil des siècles). Le clocher de granite date de 1733 ; les chapelles adventices de la fin du XVIIIe siècle.

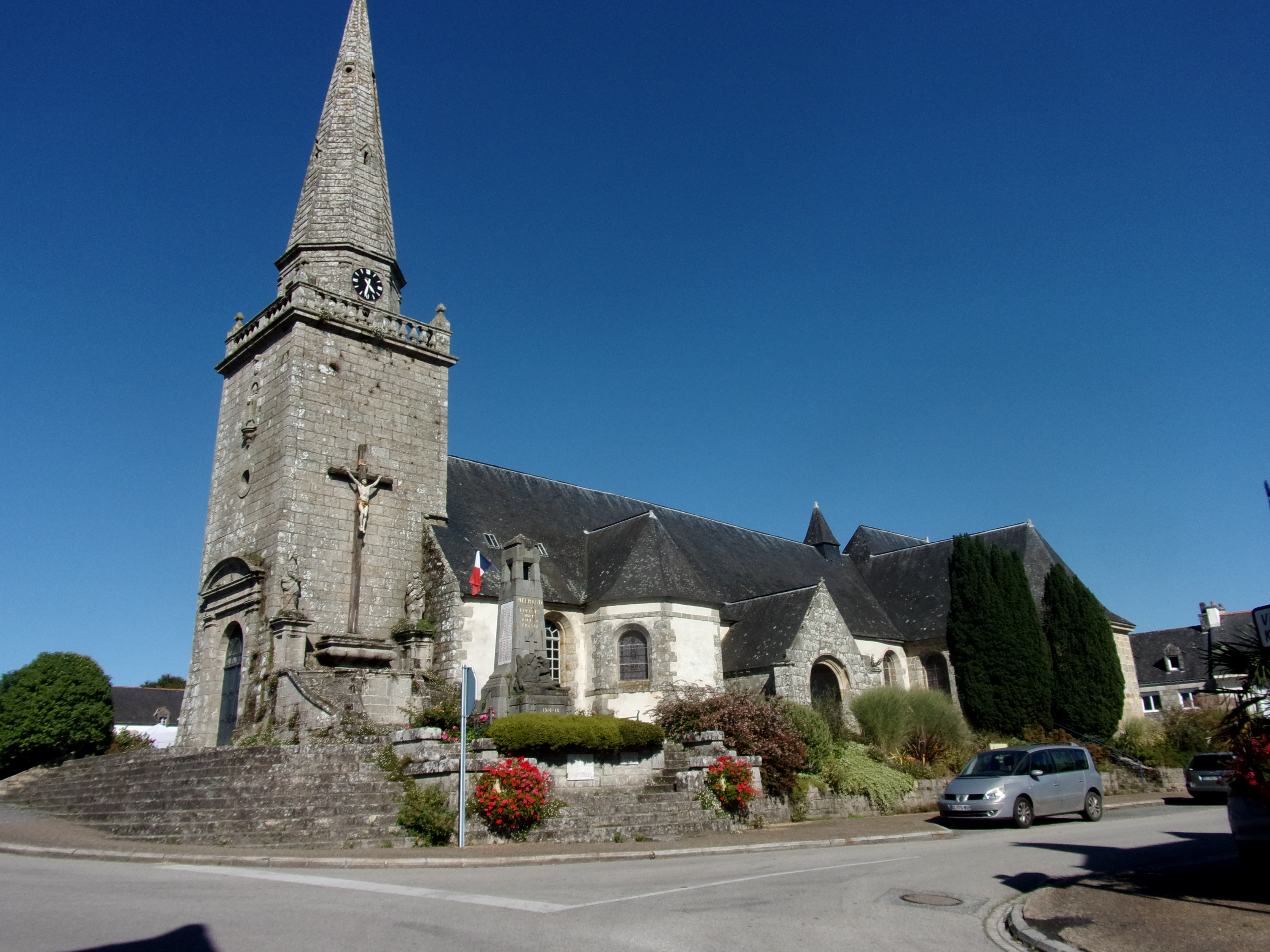
Façade sud de l'église paroissiale Saint-Pierre.
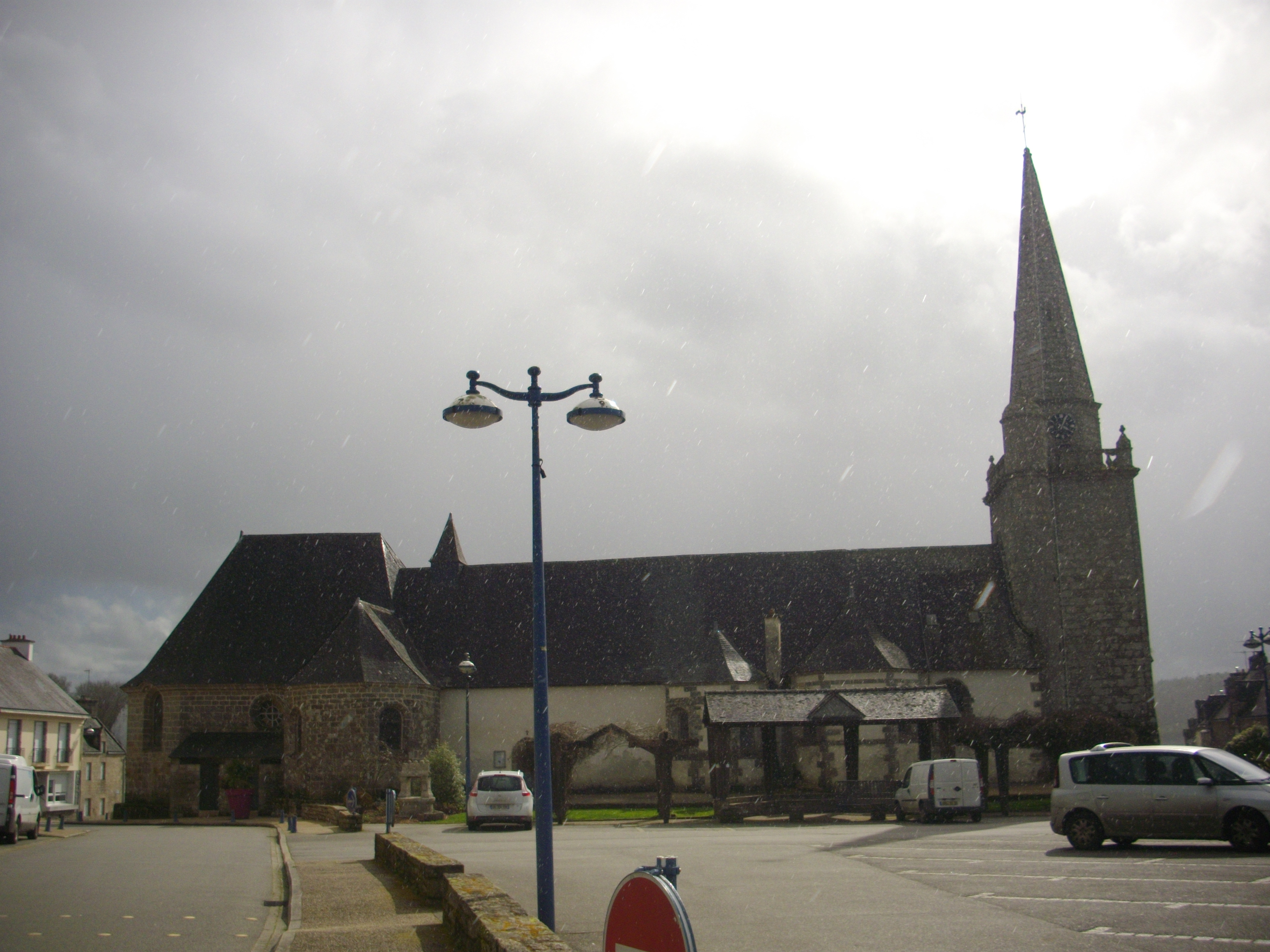
Façade nord.
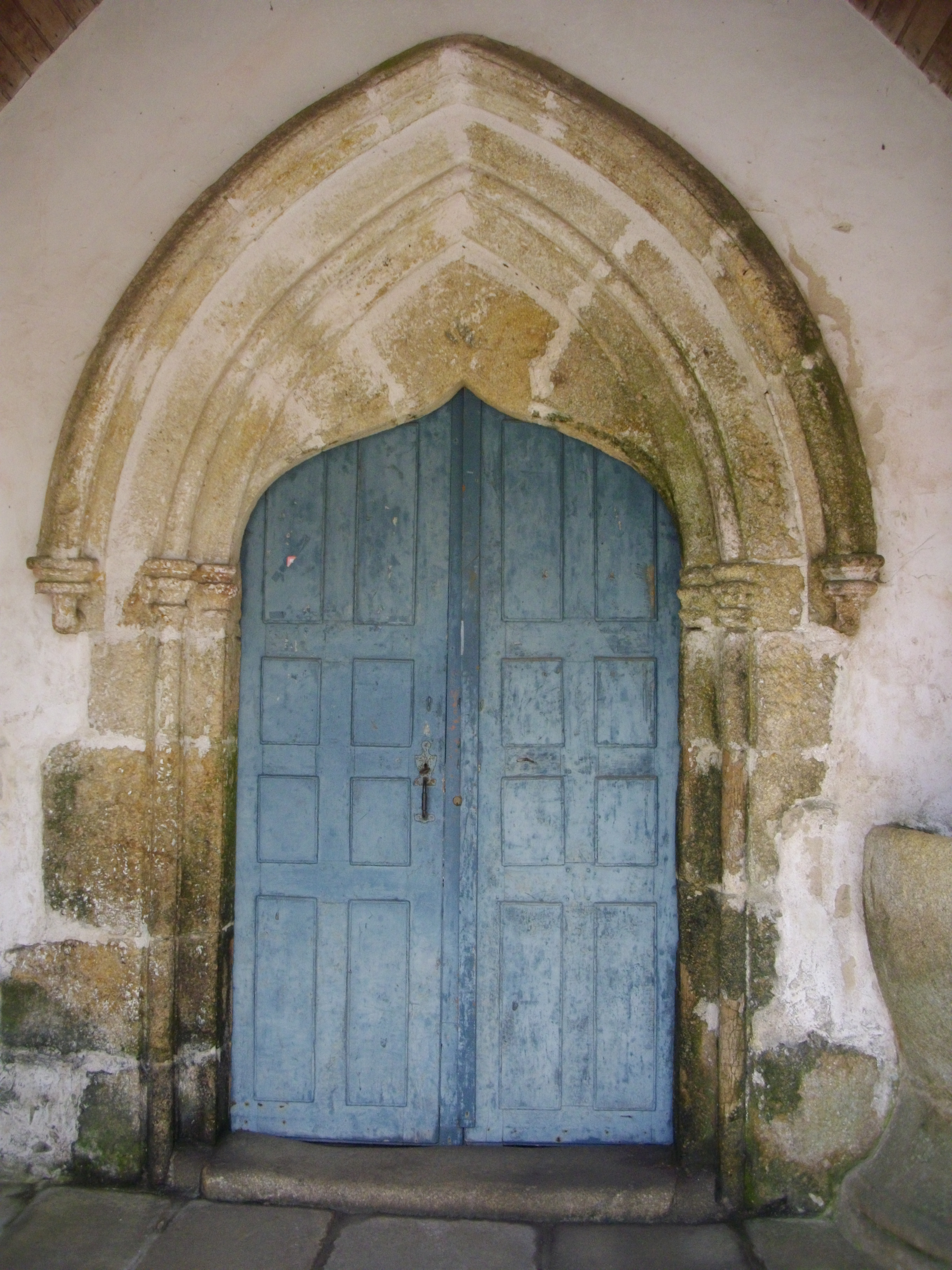
Portail de style ogival.
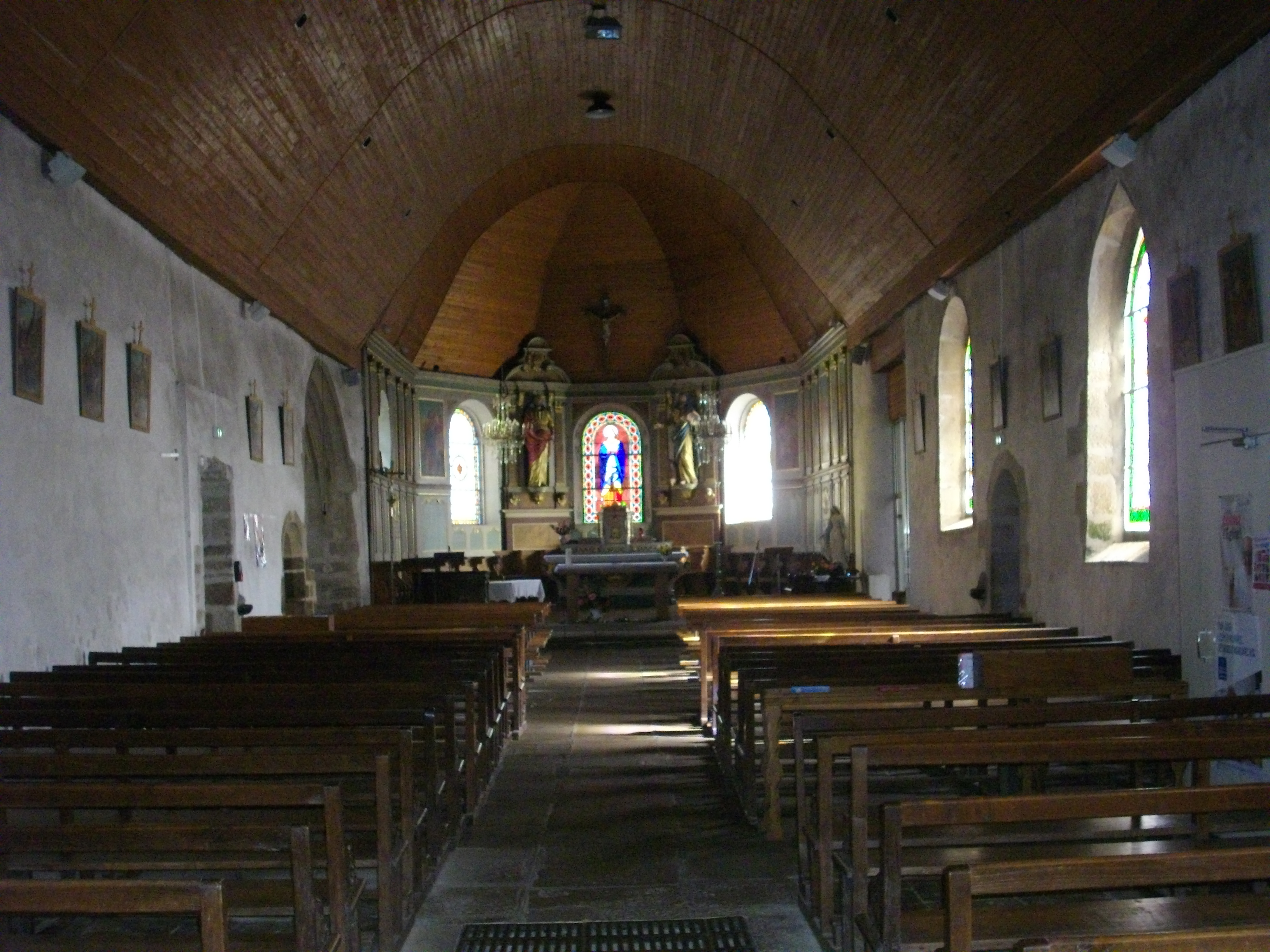
Intérieur de l'édifice.
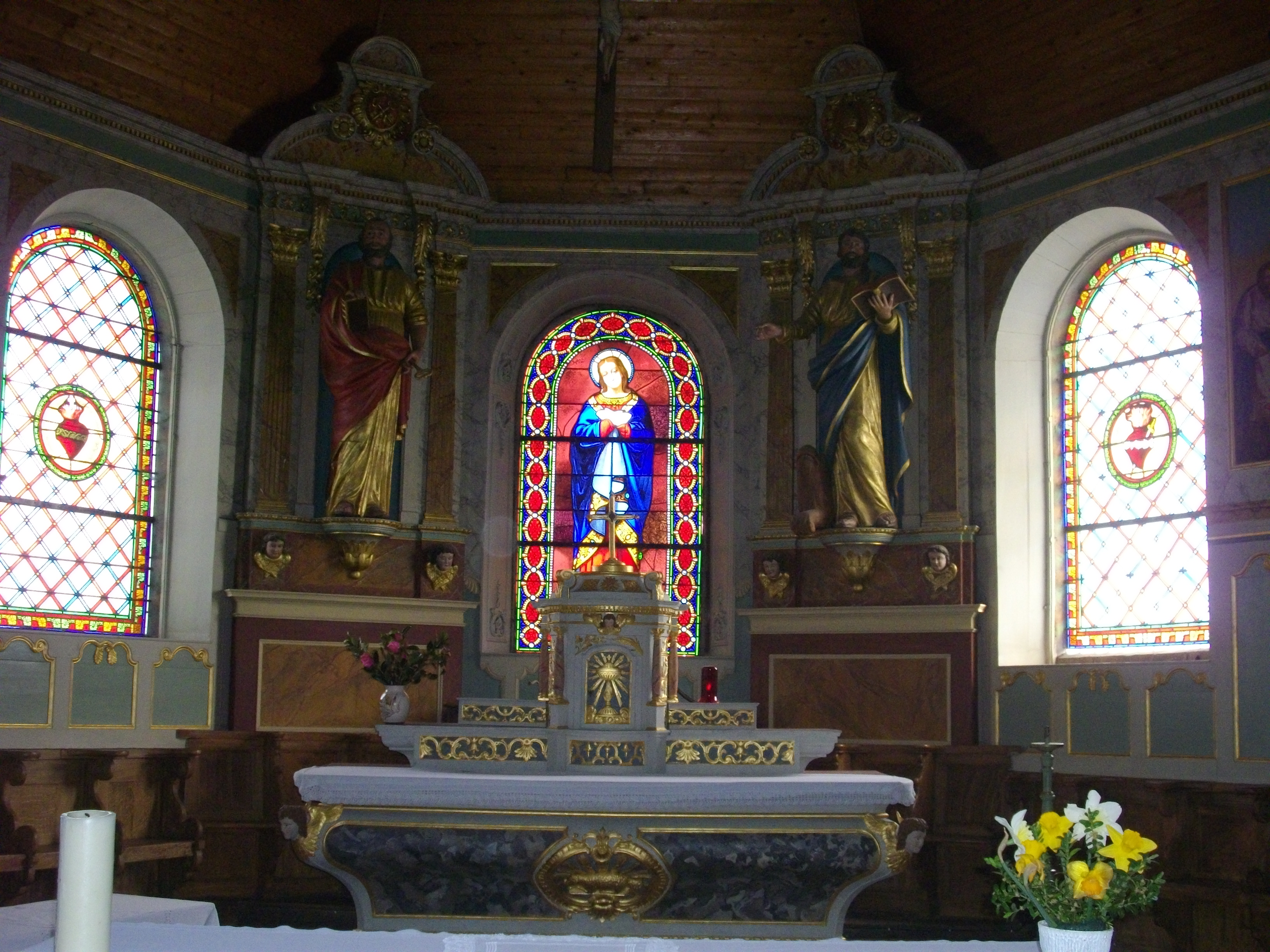
Le maître-autel.

##### Chapelle de Locmaria
Elle date du XVIe siècle (construite vers 1530) et est de style gothique flamboyant et a connu quelques remaniements à la fin du XVIIe siècle ; elle possède un clocher-porche, des vitraux du XVIe siècle, un retable du XVIIe siècle, des statues, un bénitier du XVIe siècle. Cette chapelle de pèlerinage frappe par la richesse de son décor (fleurs de lys stylisées, fleurons représentant des animaux fantastiques, etc.. .

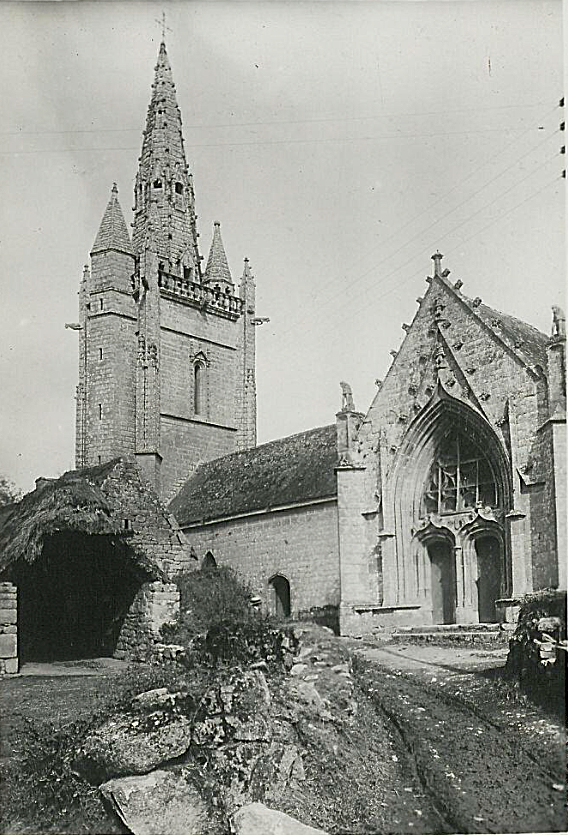
La chapelle de Locmaria vers 1930, vue extérieure.
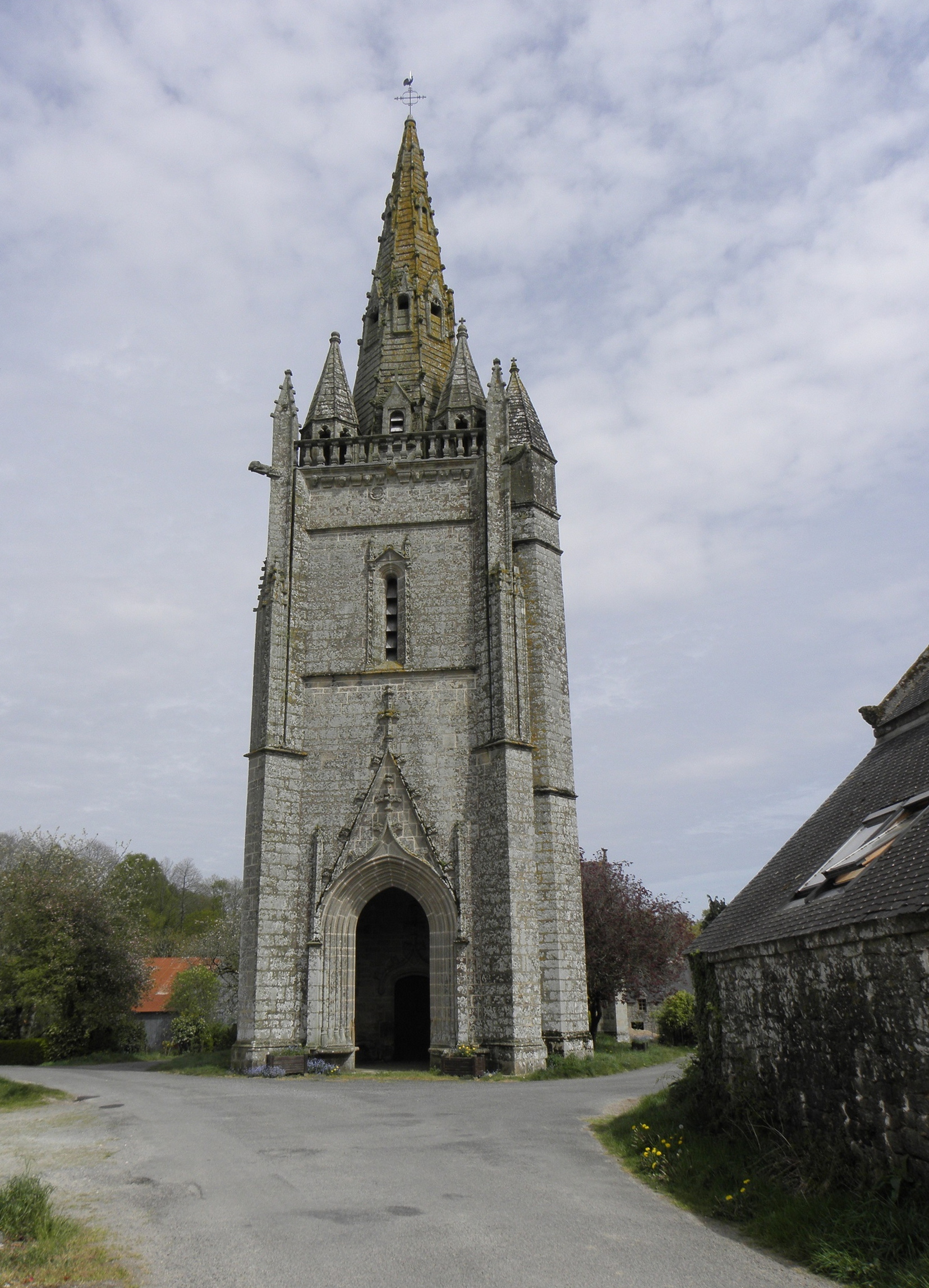
Chapelle Notre-Dame de Locmaria : le clocher-porche.
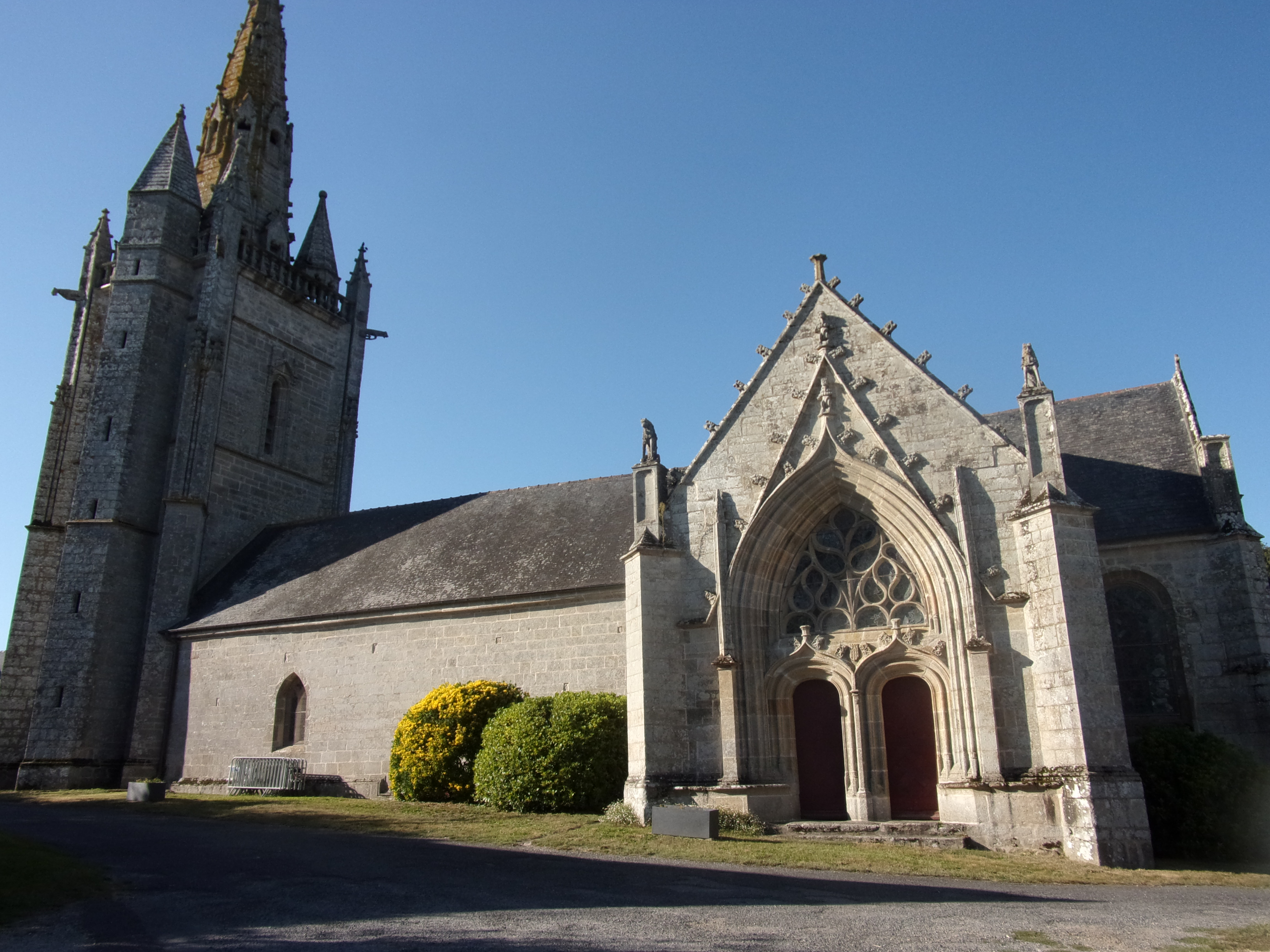
Chapelle Notre-Dame de Locmaria (façade sud).
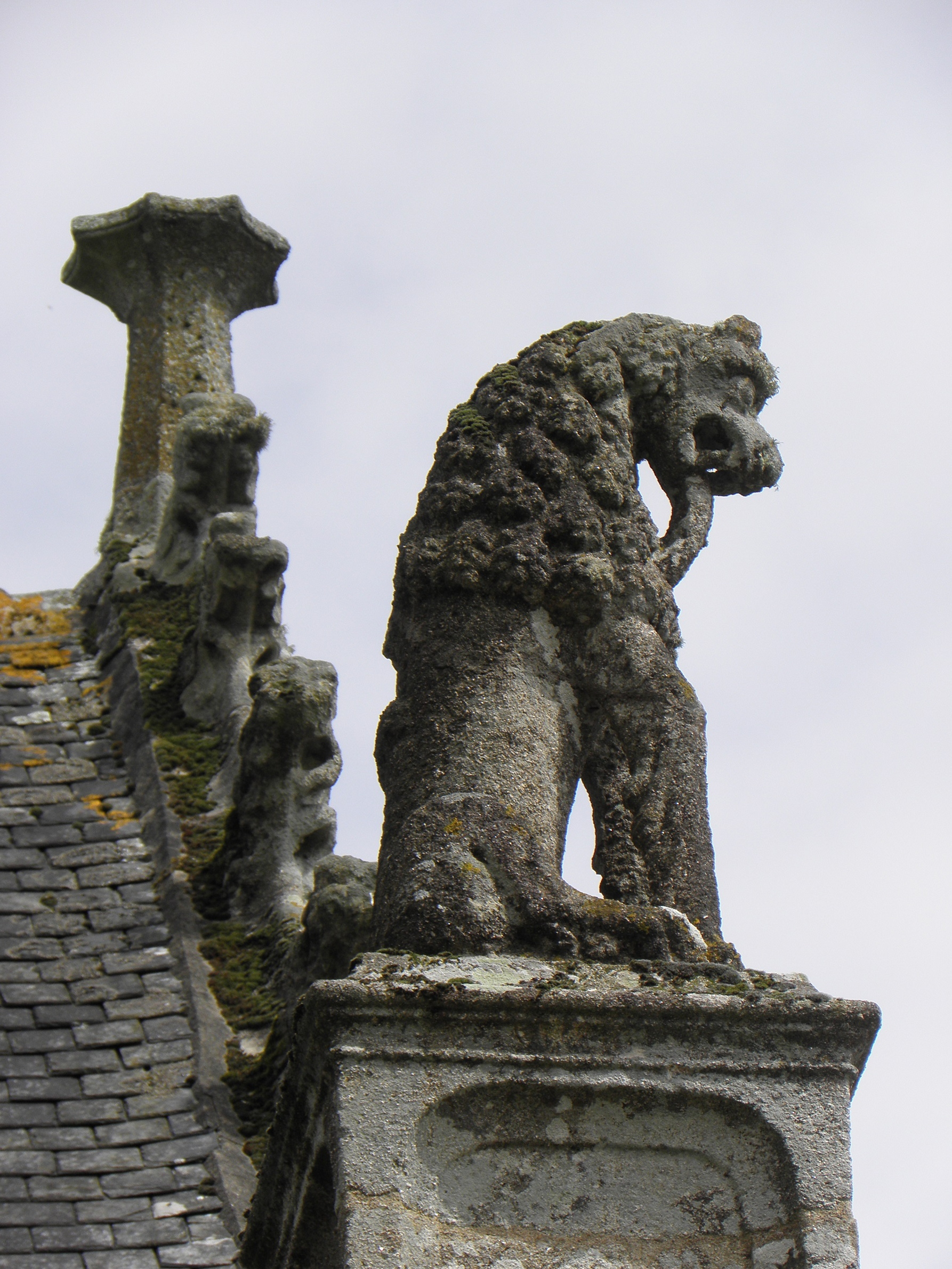
Lion couronnant le pinacle ouest du croisillon sud.
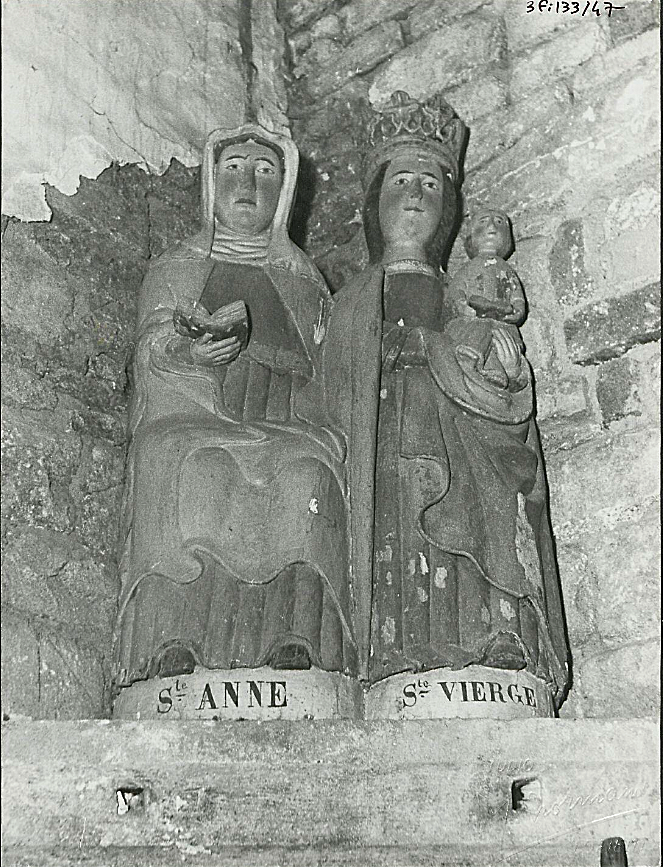
Groupe statuaire de sainte Anne et de la Vierge à l'Enfant (Sainte Anne trinitaire).
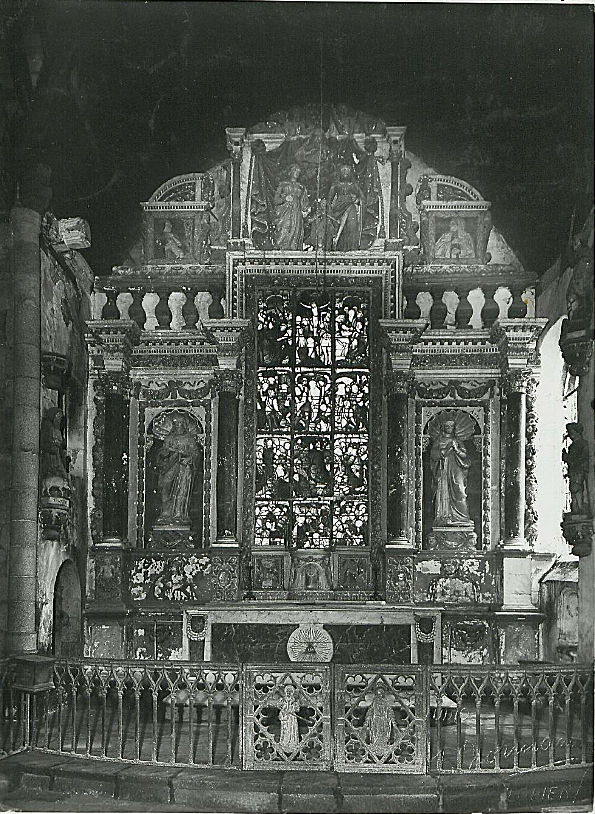
Chapelle de Locmaria : retable.

##### Chapelle Saint-Fiacre
Elle date d'après 1460 comme en témoigne le blason associant hermines et macles sculpté sous le retable qui évoque le mariage de Marie de Bretagne et Jean II de Rohan ; elle est de style gothique flamboyant ; son jubé est du XVIe siècle l'un des quatre derniers toujours en place dans le Morbihan ; des panneaux peints illustrent la vie de saint Fiacre et des éléments de retable de bois datent du XVIIe siècle ; la chapelle possède deux statues et un bénitier.

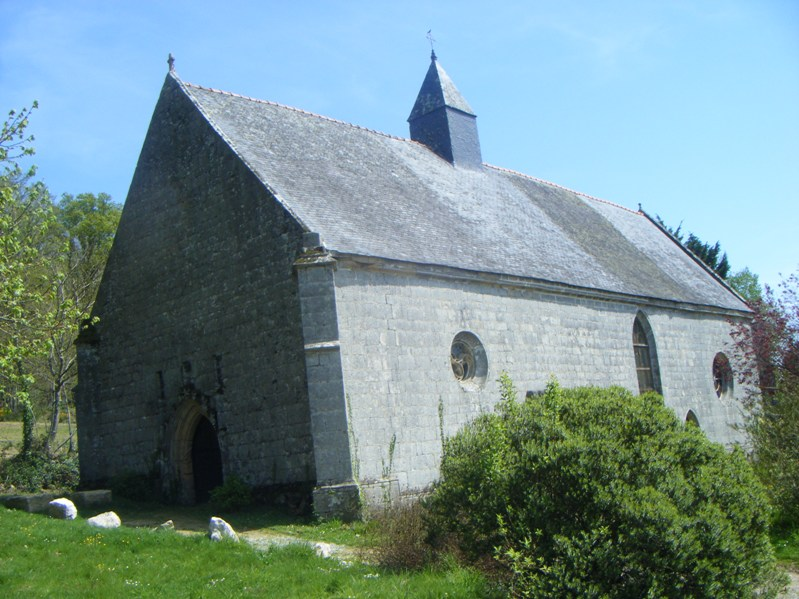
La chapelle Saint-Fiacre.
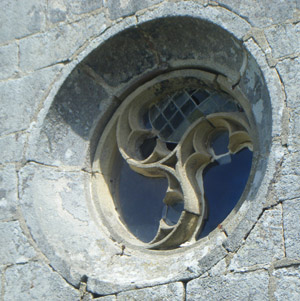
Détail fenêtre, chapelle Saint-Fiacre.
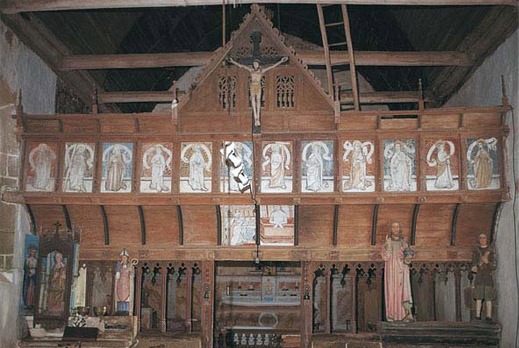
Jubé,chapelle Saint-Fiacre.

##### Chapelle Notre-Dame du Guelhouitet sa scala
Remplaçant un lieu de culte dédié à Notre-Dame du Guelhouit, mais qui était le siége d'un confrérie de saint Isidore ; la chapelle actuelle date de 1683 : elle est située au creux de la vallée où coule la Sarre et au pied d'une colline aux pentes boisées. Le culte de Notre-Dame a supplanté celui de saint Isidore. En raison de la forte fréquentation de son pardon, l'abbé Constant Daniel fit construire en 1885 un oratoire (scala), entouré de deux fontaines de dévotion.

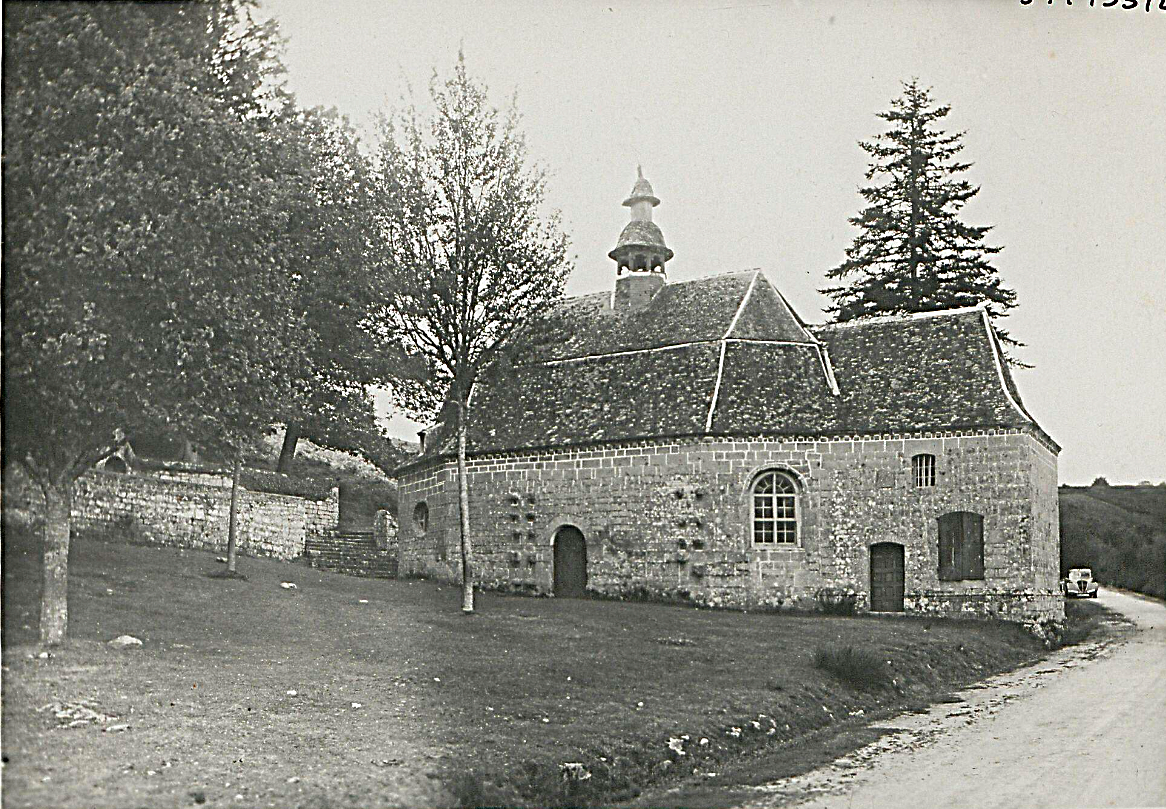
Chapelle Notre-Dame de Guelhouit, vue extérieure d'ensemble (vers 1925).
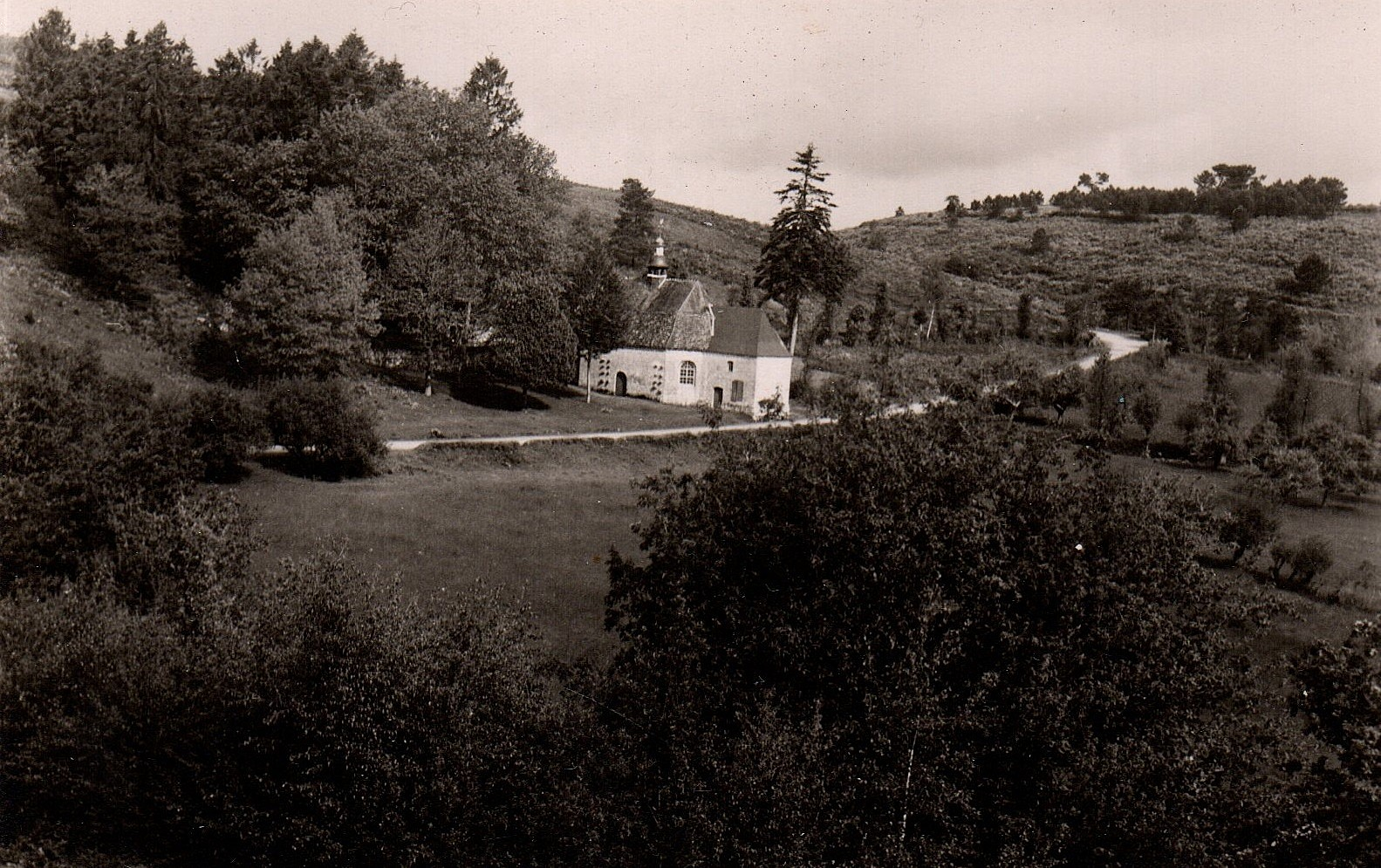
La chapelle de Guelhouit vers 1930 (carte postale).
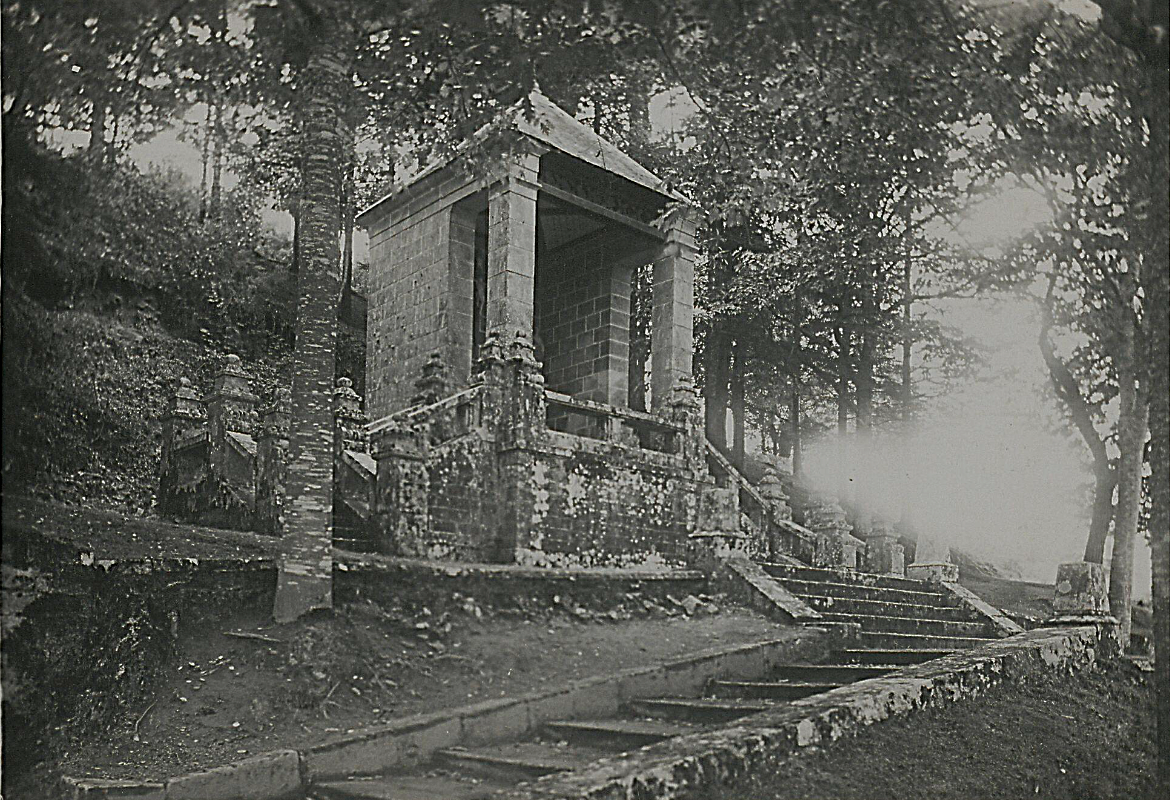
Notre-Dame de Guelhouit, la scala (vers 1930).
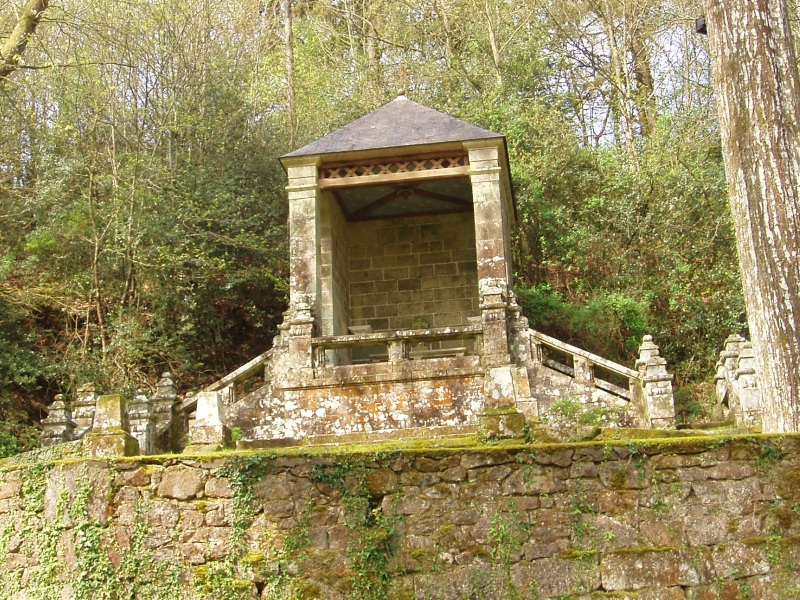
Notre-Dame de Guelhouit, la scala .

##### ChapelleSaint-Laurent
Elle est réduite à son pignon oriental percé d'une belle fenêtre rayonnante XVe siècle ; le reste de la chapelle, faute d'entretien, dut être détruit en 1962 ; seule une partie du chœur a été conservé, transformé en un simple oratoire.

##### Chapelle Saint-Rivalain
Elle date du XVIIIe siècle (reconstruite en 1776) ; de plan rectangulaire, elle possède un retable et des statues ; une fontaine de dévotion associée à un l'avoir se trouve à proximité.

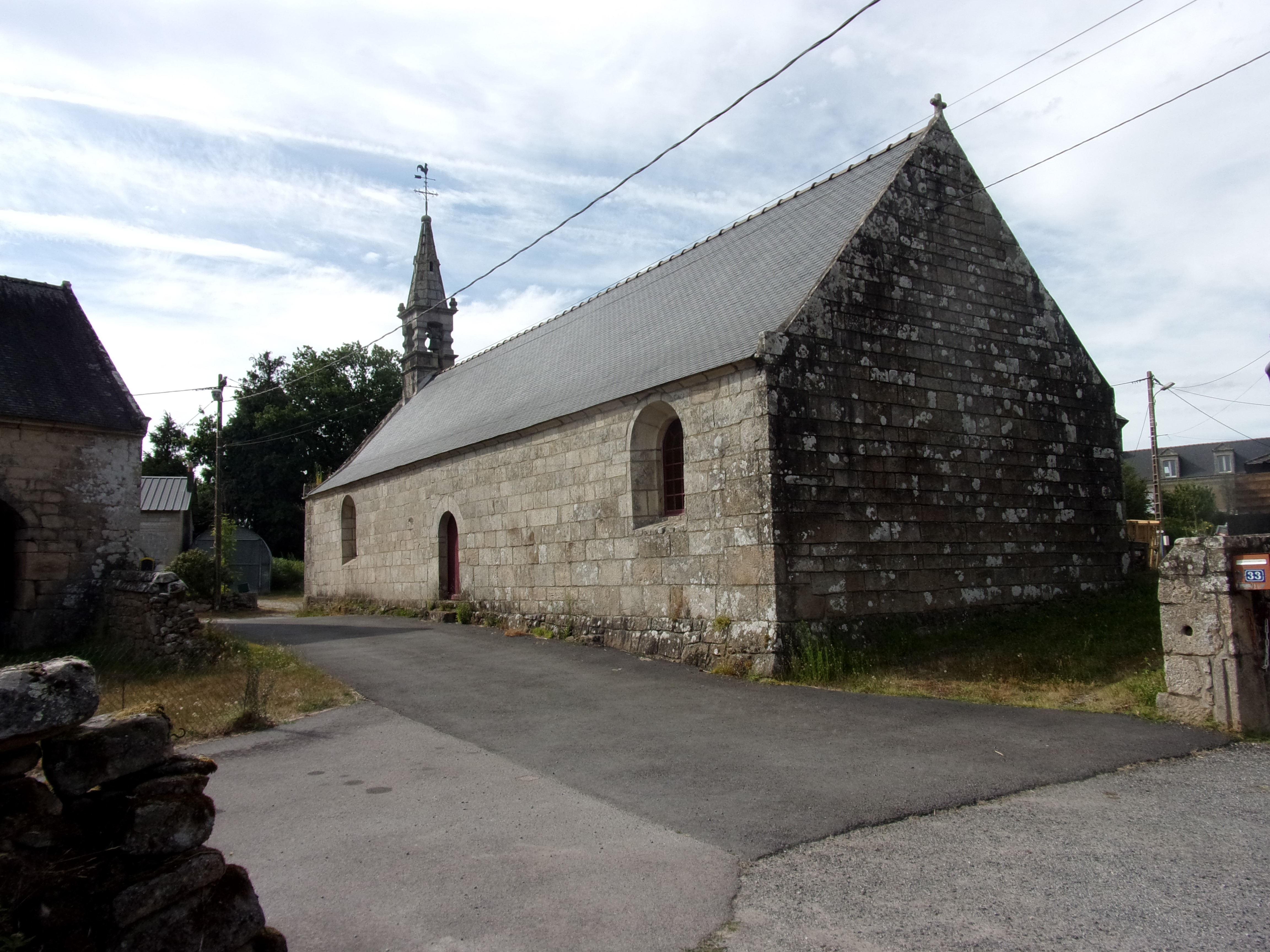
Chapelle Saint-Rivalain.

##### ChapelleSainte-Prisce
Elle date du XVe siècle, mais a été rallongée au XVIIIe siècle ; son clocher daterait de ce remaniement. La fontaine de dévotion date de 1642.

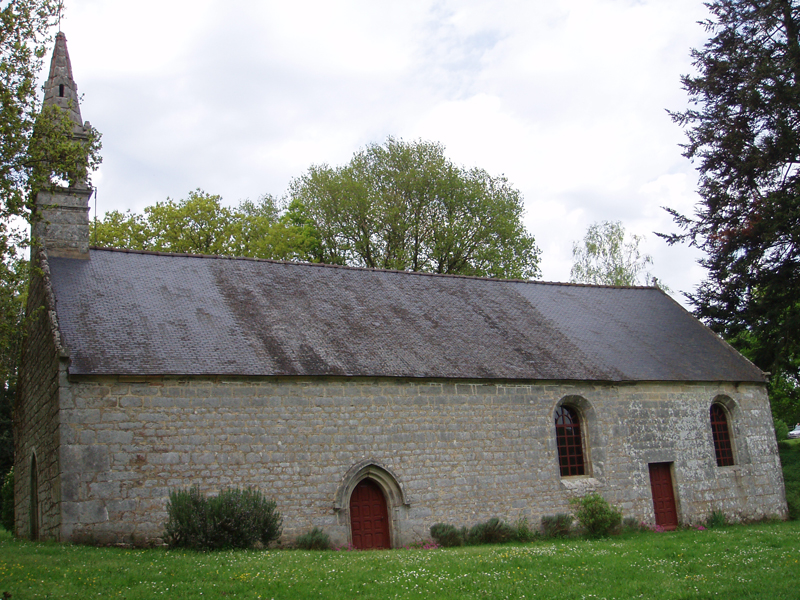
Chapelle Saint-Prisce.

##### Chapelle de la Madeleine
La chapelle de la Madeleine, dédiée à sainte Madeleine, date de ia fin du XVIe siècle ou du début du XVIIe siècle.

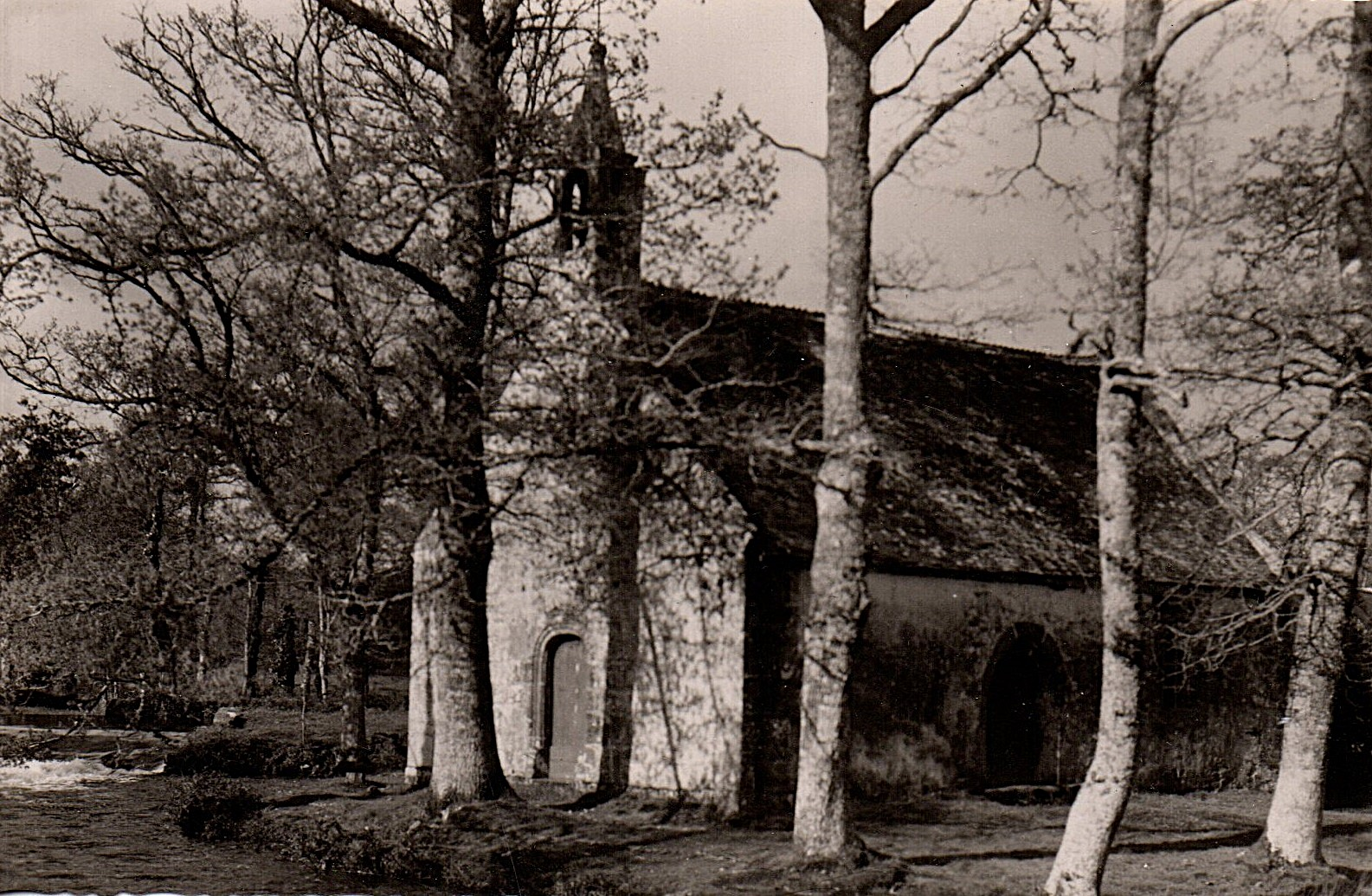
La chapelle Sainte-Madeleine vers 1930 (carte postale).

#### Fontaines

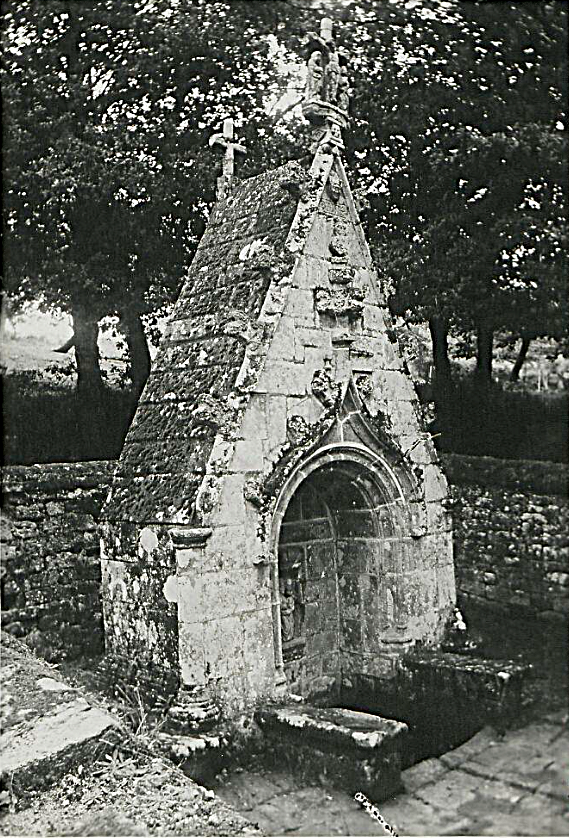
La fontaine de dévotion de Locmaria (vers 1930).

- Fontaines de Saint-Fiacre :
  - Fontaine Saint-Méen ;
  - Fontaine Saint-Fiacre ;
  - Fontaine Saint-Turlo.
- Fontaine de Locmaria (1574).
- Fontaine de Saint-Laurent (1642).
- Fontaine de ErBlei.
- Fontaine de Saint-Rivalain.
- Fontaine de Saint-Prisce (1642).
- Fontaine de Kergaro.

#### Calvaires et Croix

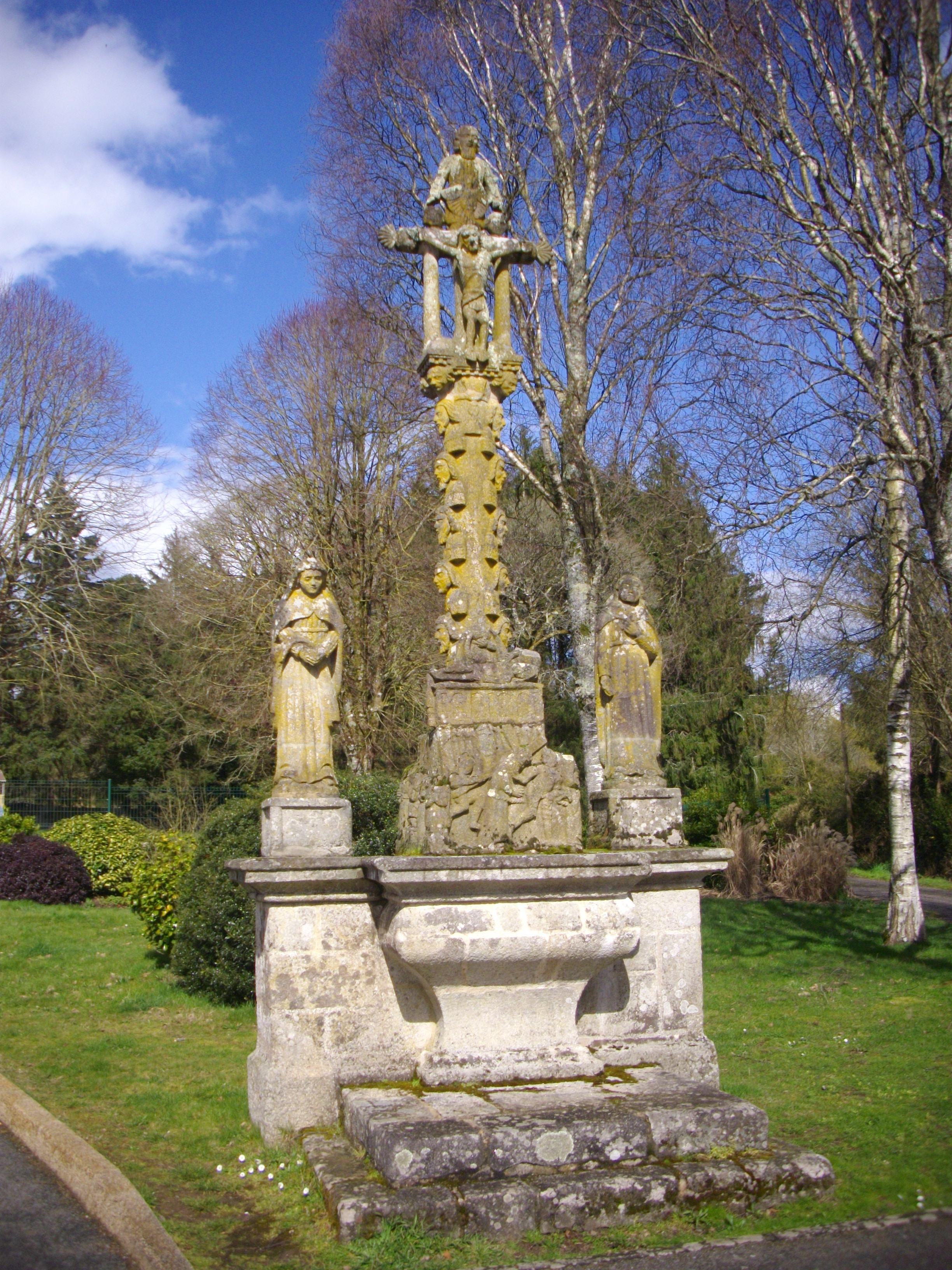
Le calvaire de Melrand, route de Guémené.

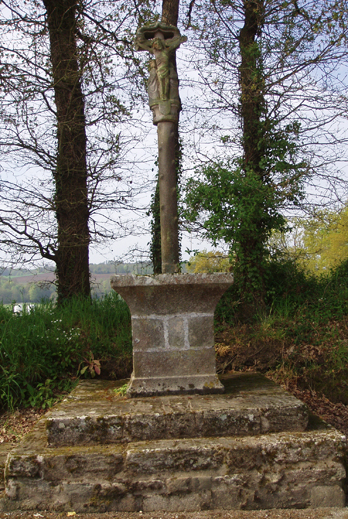
Croix de Kerentrec'h.

- Calvaire sur socle et autel route de Guémené-sur-Scorff XIXe siècle. Il est situé sur la route de Guémené à la sortie du village.
- Croix de Mauricette (1894). Elle est située sur la route Melrand - Pontivy à droite après la route de Manevan, Elle a été édifiée à la mémoire de Mauricette Jaffrézo. On peut y lire l'inscription « Ici fut tuée Mauricette Jaffrezo pour la défense de sa virginité le 25 mai 1727, Cette croix fut relevée en 1894 par les paroissiens ». Mauricette Jaffrézo avait 20 ans, elle habitait au village de Locmaria. Son voisin Pierre Guéganic la poursuivait de ses avances, mais il fut éconduit par Mauricette et résolut de se venger. Le 25 mai 1727, Mauricette conduit son troupeau au pâturage. Pierre Guéganic la suit et devant son refus : « Je préfère mourir mille fois que d'offenser mon Dieu une fois », il lui fend le crâne avec une balance à crochet. Il sera condamné à être pendu en place de Vannes.
- Croix de Locmaria. Elle est située au carrefour de la route de Pontivy et de Locmaria.
- Calvaire de Kerdrain (1821). Il est situé sur la route qui mène au village de Kerdrain.
- Calvaire de Saint-Fiacre (1891). Il est situé au carrefour de la route de Guern et de Saint-Fiacre.
- Calvaire de Kerlay. Ce calvaire marque le lieu de la mort de Jean Jan. En forme d'autel, il date de la fin du XXe siècle, mais réemploie deux croix, l'une datant du Moyen-Âge, l'autre du XVIIe siècle et une statue moderne de Jean Jan[78]..
- Calvaire de Saint-Rivalain (1809). Il est situé dans l’enceinte de l’usine Lydall Axohm au bord du Blavet[79].
- Calvaire et croix de Kerentrec'h. Ils sont situés sur la route de Saint-Barthélemy à la sortie du village.
- Croix de Kervihan (1671). Elle est située au carrefour de la route de Saint-Barthélemy et de Saint-Price.
- Calvaire de Kerguelen (1667). Il est situé entre le village du Petit-Kerguelen et du Grand-Kerguelen.
- Calvaire de Talroc'h (1821). Calvaire sur socle et autel édifié à l'initiative de J. et O. Ezouannic, par les frères Cabedoche, sculpteurs originaires de Talroc'h[Note 21]. Dédié à saint Isidore, comme la chapelle du Guelhouit[Note 22].
- Les croix de Noguello. Elles sont situées près du village de l'An Mil.
- Croix Rouge XVIIe siècle. Elle est située sur la route Melrand - Pontivy au croisement de la route de Guern.
- Croix de Toulmelin XVIIe siècle. Elle est située sur la route Melrand - Pontivy au lieu-dit Toulmelin.
- Croix de Kergroix. Elle est située sur la route de Guémené.
- Croix Ty Neué. Elle est située sur la route de Guémené au village de Ty Neué.
- Croix Pennec. Elle est située sur la route de Guémené avant le village de Kercloirec.
- Calvaire de la Salle du Patronage (1866).
- Croix de Bleun-Brug.
- Croix de mission. Adossée au mur sud de l'église paroissiale, elle date de 1911.
- Calvaire de Rongoëd. Il est situé dans un sous-bois entre le village Rongoëd et de Peudinas.
- Calvaire de Kervalo. Il est situé sur la route entre le village de Spernen et La Villa Thomas.
- Croix de Kerguillerme. Elle est située sur le talus de Kerguillerme derrière l'éco-station.

#### Manoirs et maisons anciennes
- Manoir de Kerhoh et son puits ; le puits de Kerhoh est classé monument historique.

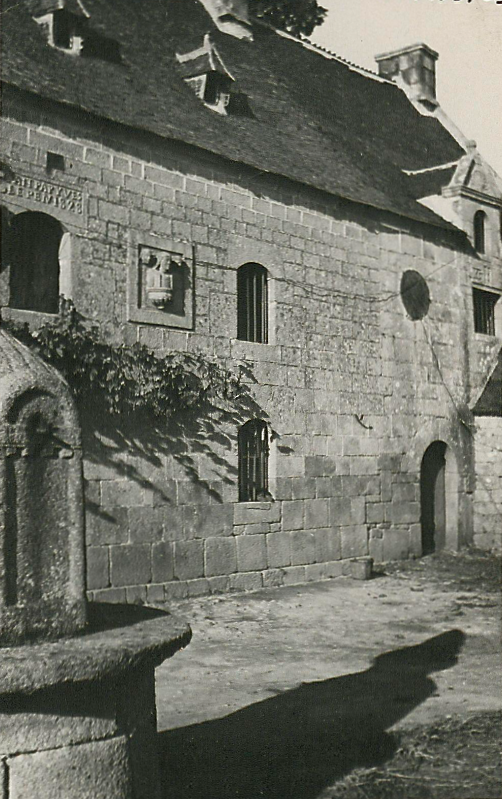
Le manoir de Kerhoh vers 1930.
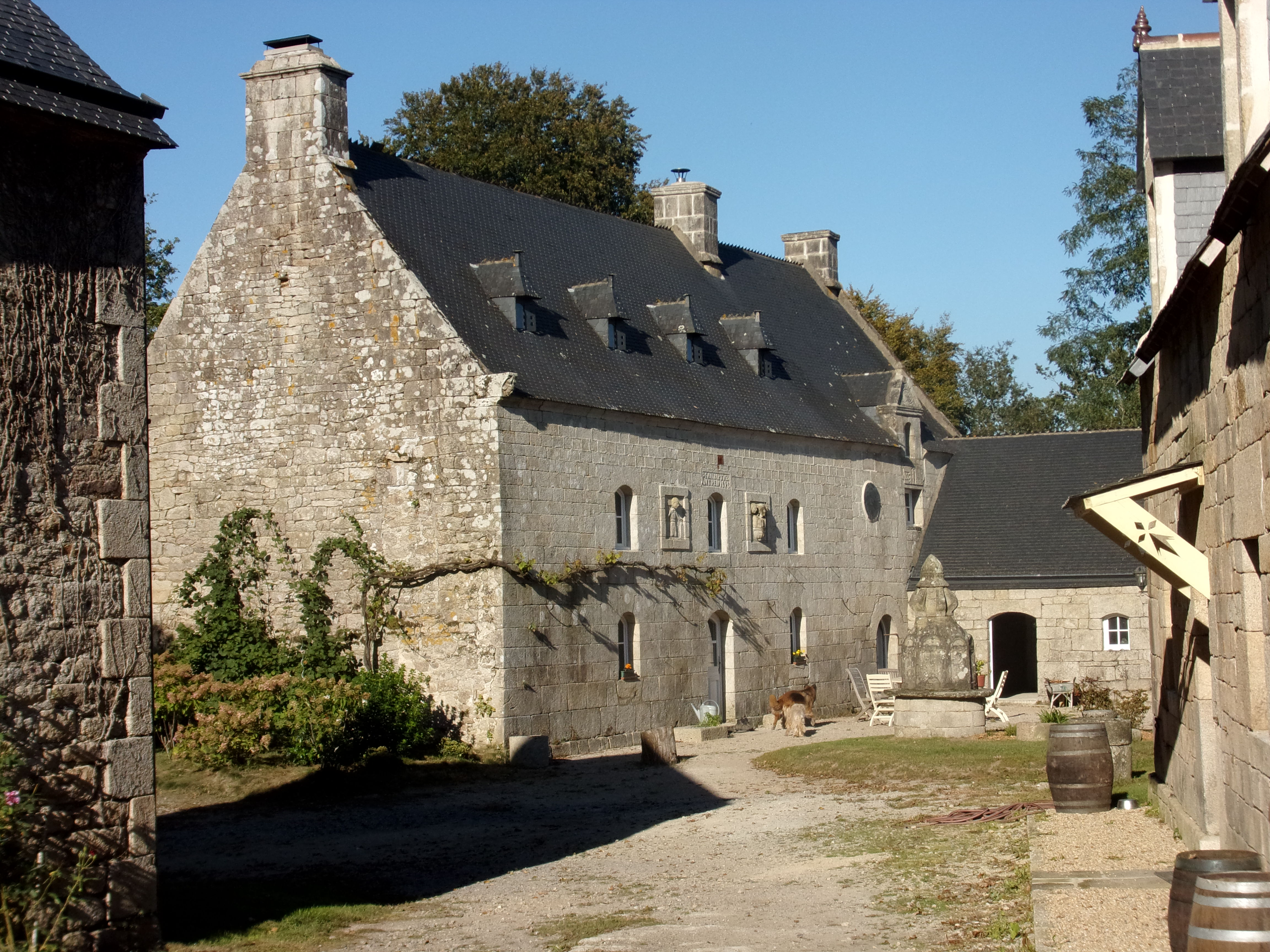
Le manoir de Kerhoh, vue extérieure d'ensemble.
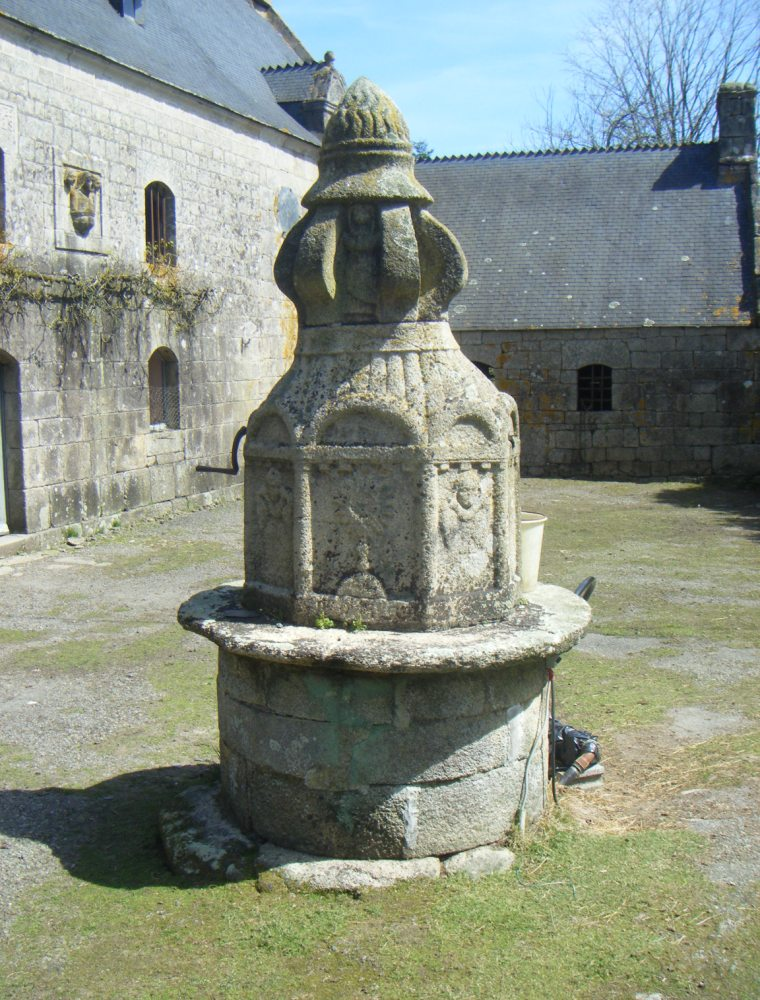
Le puits du manoir de Kerhoh (construit en 1669).

- Manoir de Melrand XVIIe siècle, il est inscrit à l'inventaire général du patrimoine culturel[80].
- Manoir du Bot ;

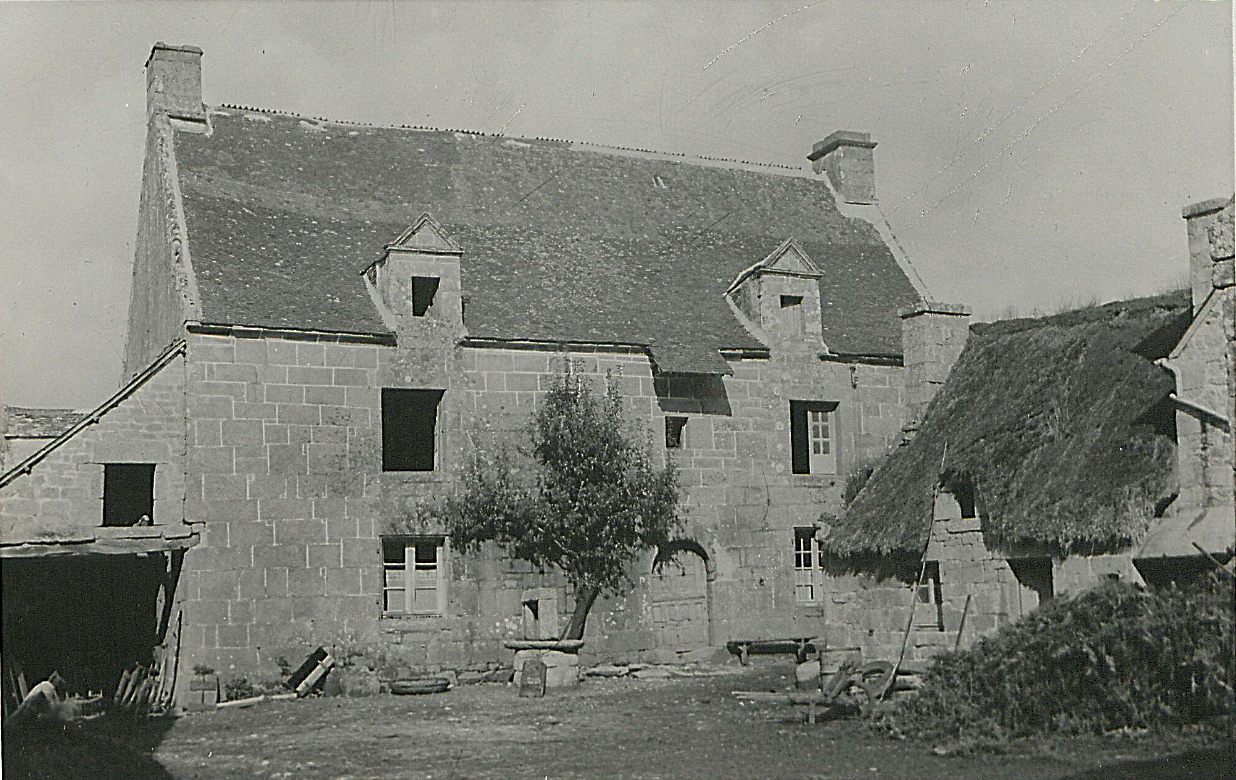
Le manoir du Bot vers 1930.

- Vieille maison du bourg ;

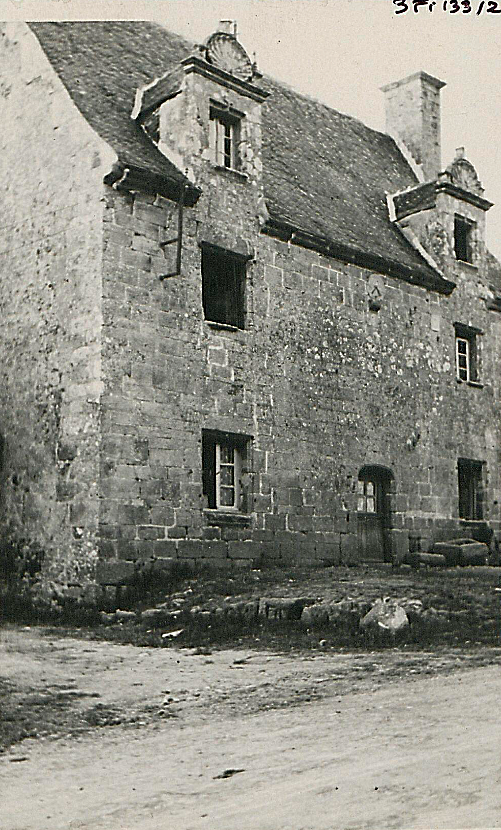
Vieille maison du bourg (vers 1930).

- De nombreuses fermes (411 en tout) présentent un intérêt patrimonial[81], par exemple la ferme de Kervran[82], celle de Rouezo[83] et beaucoup d'autres.

#### Moulins
- Moulin de Boterff.
- Moulin de Cabossen.
- Moulin de la Madeleine.
- Moulin de Talroc'h[84] qui date de 1756. À l'abandon, il est racheté en 2009 par Dominique Dago, ingénieur météorologue et restauré depuis 2010[85].

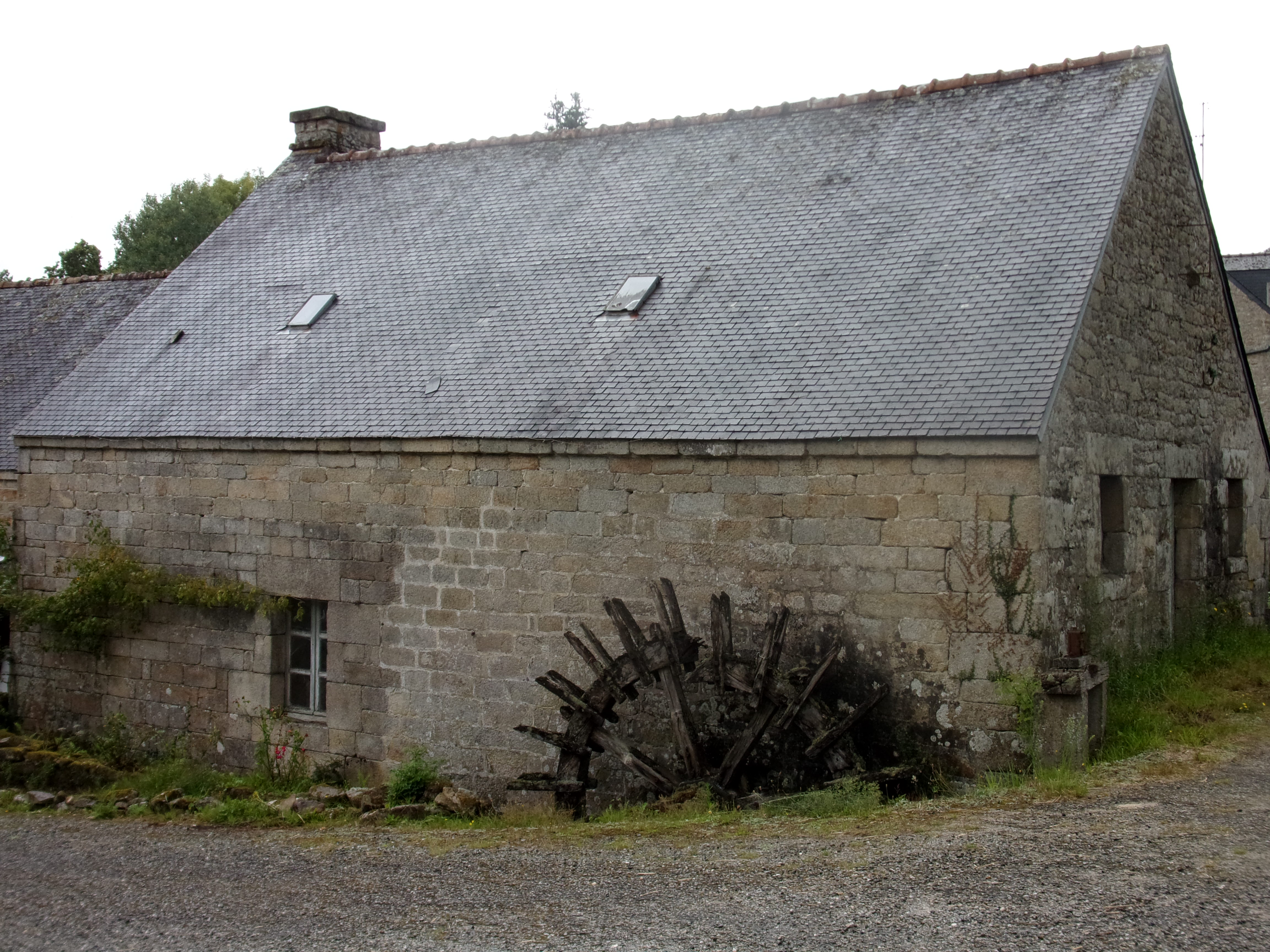
Le moulin de Boterff situé à l'entrée du bourg de Melrand.

- Moulin de Poul.
- Moulin de Maneguen.

#### Fours

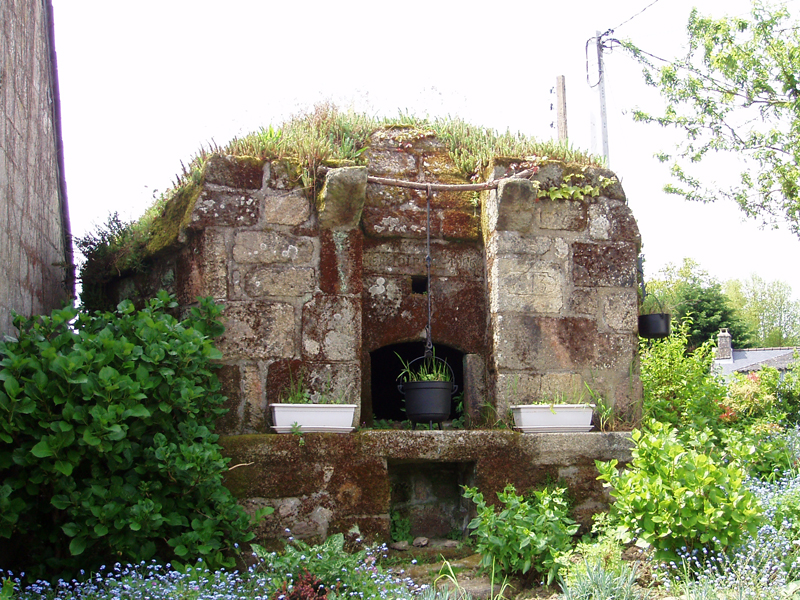
Four de Kercloirec.

- Four de Kercloirec (1896).
- Four de Kerven Lapaul.
- Four de Kerguillerme.

#### Curiosités
- La grotte de Saint-Rivalain qui est située sur les bords de la Sarre. La légende dit que les poussières de la grotte avaient pour effet, introduites dans les oreilles, de guérir les malentendants.
- Le village de Kurun qui, en français, veut dire « Tonnerre ». Il est situé sur la route de Goëjan, 100 m avant la départementale Bieuzy Saint-Barthélemy. Du nord-ouest à est, l'on aperçoit cinq clochers : Locmaria, Saint-Fiacre, Quelven, Bieuzy, Nicodème.
- La fontaine aux oiseaux est appelée en breton Fétan er coach Klan (Fetan ar Konnar klañv, soit : la fontaine de la rage, c'est-à-dire, dont l'eau permet la guérison de la rage). Les chiens enragés venaient prétendument boire en ce trou creusé dans la pierre. D'autres légendes circulent aussi autour de cette pierre. Selon certains ce trou aurait été creusé dans la pierre pour y faire reposer le socle d'une croix.
- Le pont Mérian, qui enjambe le Brandifrout (un affluent de la Sarre), reliant les villages de Kerviaut en Quistinic et de Coet Sulan en Melrand, est réalisé à l'aide de simples dalles de granite posées sur des pierres, il ne permet pas le passage des charrettes mais devait servir pour les piétons et le bétail[86].

### Costume
Le costume porté à Melrand était celui porté dans le pays de Baud.

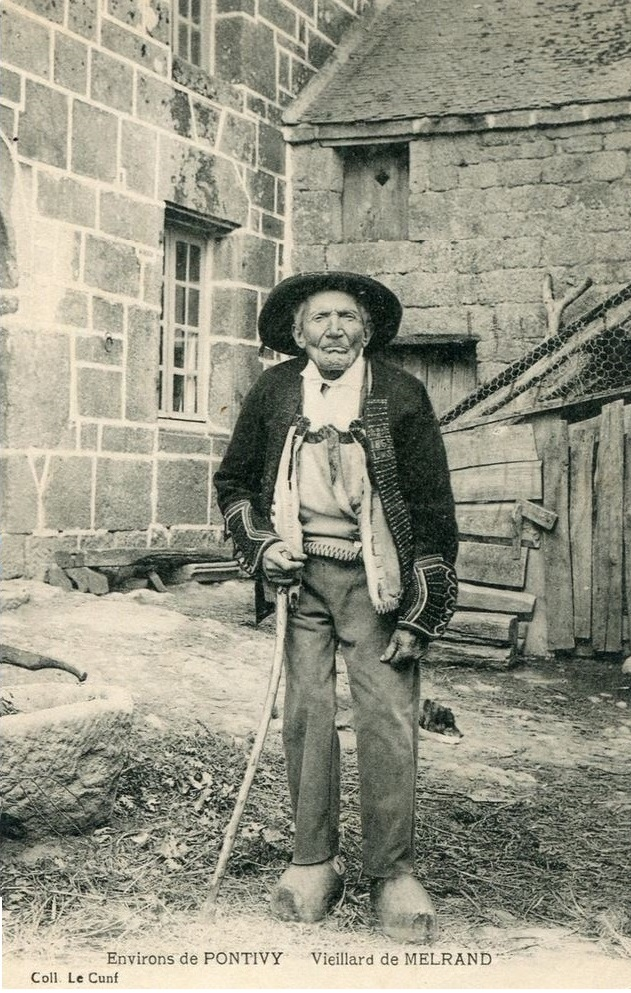
Vieillard de Melrand portant le costume local (carte postale Le Cunff).
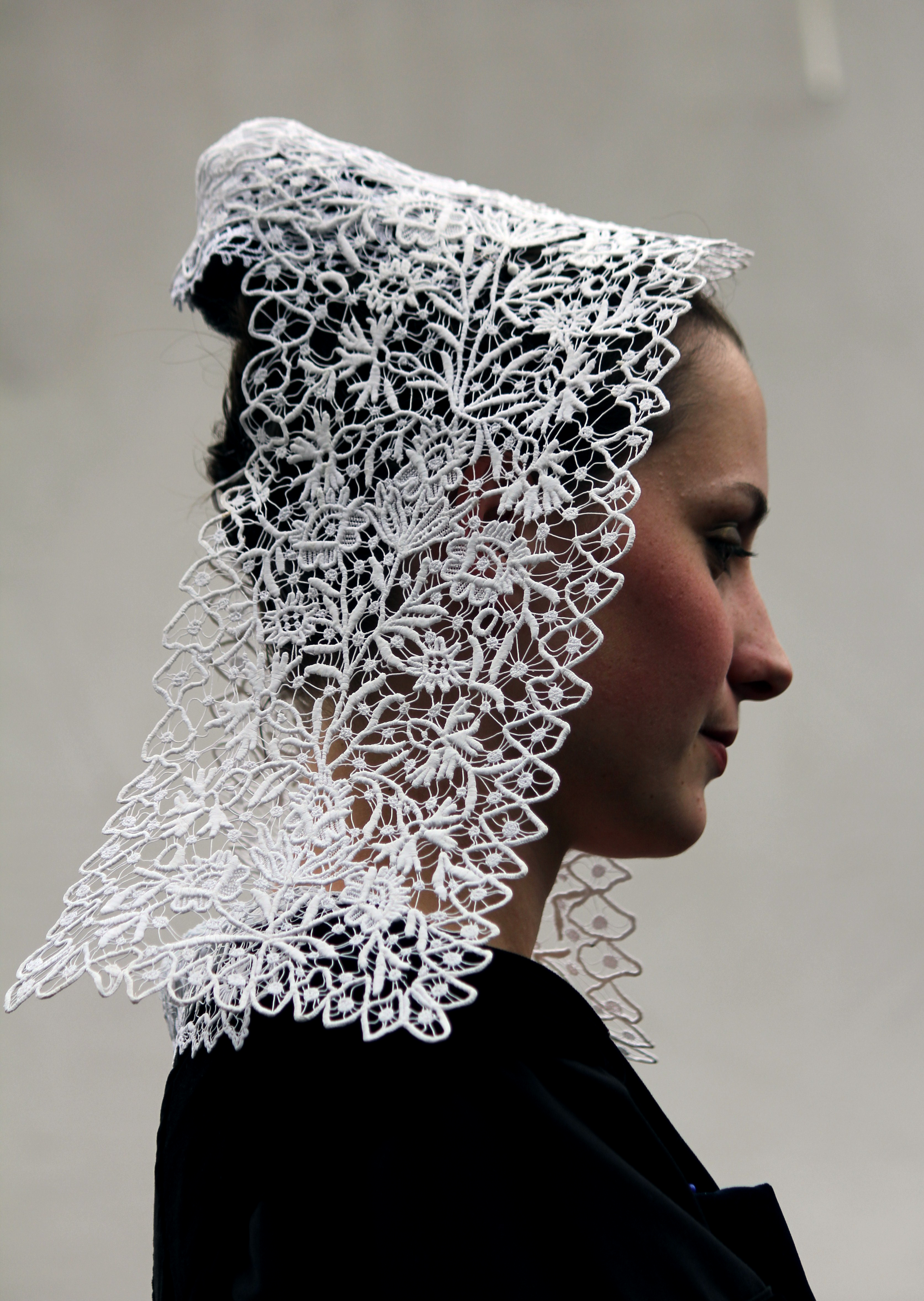
Danseuse du Cercle celtique Bugale Melrand portant la coiffe locale.

## Personnalités liées à la commune
- Jean Jan, lieutenant de Cadoudal, tué dans son refuge à Kerlay par des soldats républicains venus de Pontivy le 24 juin 1798.